# Catedral de Barcelona
La catedral de la Santa Creu i Santa Eulàlia és una basílica gòtica seu de l'arquebisbat de Barcelona, declarada bé cultural d'interès nacional. Es va construir durant els segles xiii al xv, al mateix lloc on hi havia hagut una catedral romànica, i encara abans una de paleocristiana. La façana i el cimbori, d'estil neogòtic, són moderns (segles xix-xx).
La dedicació del temple a la Santa Creu, molt poc habitual, és una de les més antigues del món cristià i probablement es remunta a mitjan segle vii. La dedicació a Santa Eulàlia de Barcelona (copatrona de la ciutat), una jove màrtir durant l'Imperi Romà, es coneix des del 877, quan el bisbe Frodoí va trobar-ne les restes prop de Santa Maria de les Arenes i les va traslladar solemnement a la catedral.

## Història

### Basílica paleocristiana
La basílica paleocristiana està documentada des del segle iv, ja que l'existència de bisbes de Barcelona es coneix des de mitjan segle iv. De fet, el document existent més antic és de l'any 343 i correspon al Concili de Sàrdica, al qual consta l'assistència del bisbe de Barcelona, Pretextat. A part, a partir del 599, al segon concili Tarraconensis de Barcelona, el cronista Joan de Bíclar va escriure les actes del concili, en què consta que la catedral paleocristiana està sota l'advocació de la Sanctae Crucis.
Les restes trobades de l'aula, que són bàsicament el paviment i l'arrencada de les columnes, van fer pensar que corresponien a la primitiva catedral, de tres naus (la planta típica de les basíliques romanes) disposades transversalment a l'actual, amb la capçalera al nord-est i els peus situats sota les capelles del costat de l'Evangeli (nord) de la catedral actual, però actualment se sap que aquesta aula basilical en realitat era una sala de recepció del palau episcopal, mentre que la catedral devia estar a sota de la catedral actual, i si no se n'han trobat restes, és perquè aquesta zona no ha estat excavada. Aquesta catedral va ser remodelada completament abans del segle ix i fou destruïda el 985 per la ràtzia d'Al-Mansur.
Entrant pel soterrani del Museu d'Història de la Ciutat de Barcelona, es poden visitar restes del baptisteri de la basílica paleocristiana (situat sota el rerecor de la catedral actual), amb una piscina octogonal. Fou excavat per l'arqueòleg Frederic-Pau Verrié el 1965.

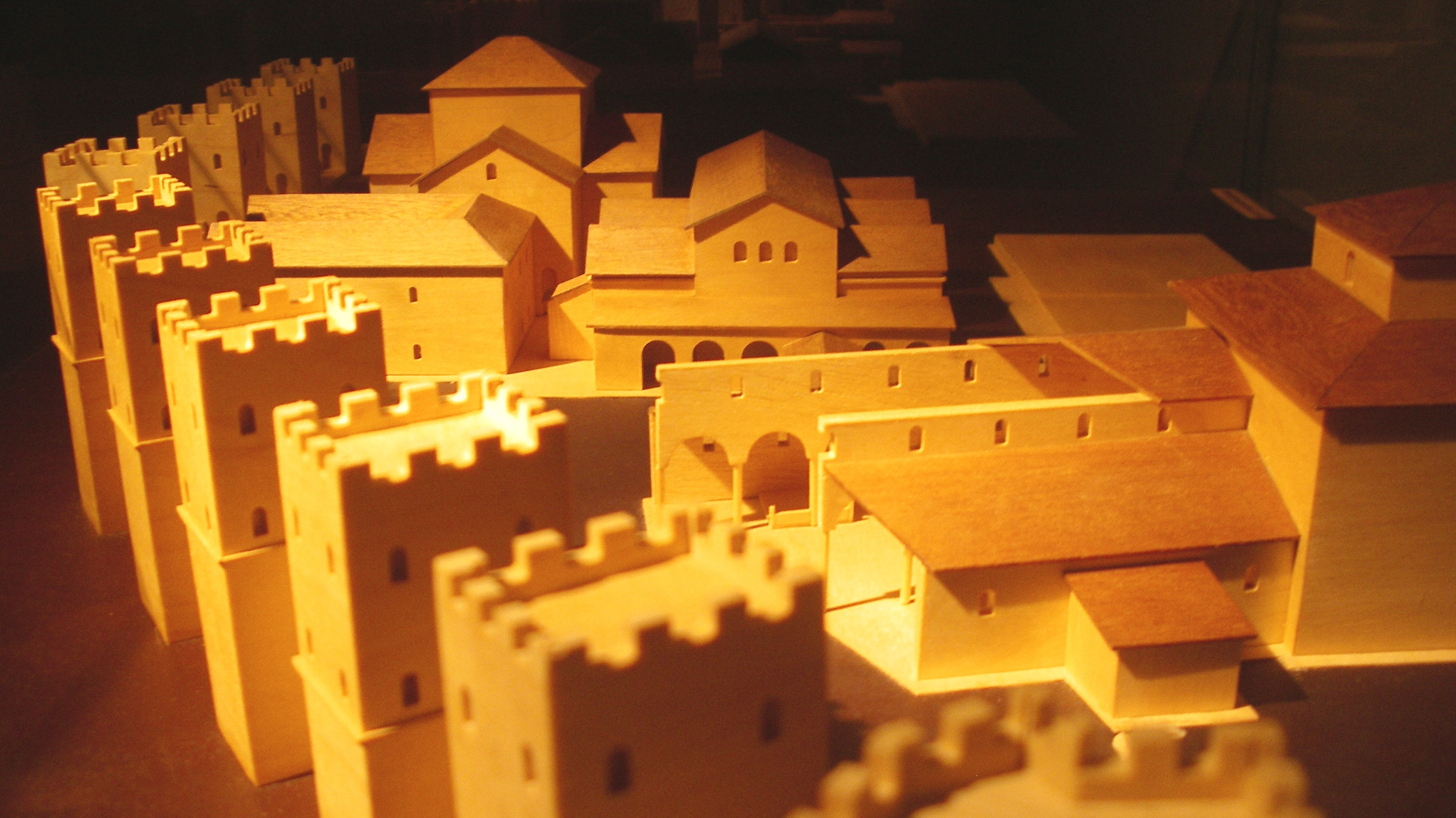
Maqueta del temple i el conjunt episcopal de Barcino cap al segle - (Museu d'Història de la Ciutat de Barcelona)

### Catedral romànica
La catedral romànica, consagrada el 18 de novembre de 1058 per l'arquebisbe de Narbona, fou construïda per impuls del bisbe Guislabert i tenia la mateixa orientació de l'actual, tot i que era molt més petita. De tres naus amb tres absis i sense creuer, tenia el campanar prop d'on ara hi ha el claustre, i el presbiteri i la cripta al mateix lloc. Tenia un atri, que ocupava la meitat de l'espai actual del rerecor i les naus arribaven només fins a l'actual cor. Se n'ha localitzat part del basament de la porta principal, que també es pot veure entrant pel Museu d'Història de la Ciutat, així com algunes pedres aprofitades en la construcció dels fonaments de la catedral gòtica. Part de la porta principal o d'una porta lateral podria haver estat reaprofitada en la porta del claustre. D'aquesta mateixa època són els dos grans capitells corintis que sostenen l'ara de l'altar major.

### Catedral gòtica
Les obres de construcció de la catedral gòtica es varen iniciar el maig de 1298, regnant Jaume el Just i sota el mandat episcopal de Bernat Pelegrí (1288-1300), començant per la capçalera, desmuntant alhora l'antiga catedral romànica i aprofitant-ne algun element, sobretot escultòric com possiblement les impostes de la porta de Sant Iu, que és la més antiga de la catedral.
Les obres no es van plantejar com la construcció d'una nova catedral sinó més aviat com una reforma i ampliació de la catedral romànica (...extensione et ampliatione nostre catedralis ecclesie...), que es va dur a terme per fases sense enderrocar mai completament el temple i seguint-lo fent servir per al culte durant tota la durada de l'obra, i fins i tot algunes parts de la catedral romànica van servir de bastida per construir la gòtica. Així, la catedral gòtica conserva el mateix eix que la romànica i el deambulatori està construït al voltant de l'absis romànic.
A la primera etapa es construí l'absis, les capelles radials i la cripta del presbiteri que es va acabar el 1338, essent el mestre d'obres Jaume Fabre, primer arquitecte del qual es té notícies, durant el mandat del bisbe Ponç de Gualba (1303-1334). El 23 de juny de 1317 signava un contracte.
La segona etapa fou el perllongament de les tres naus amb les seves capelles i finalment el cimbori cobert amb cassetonat de fusta, les capelles als peus del temple i el mur amb què es va tancar el 1420, tot esperant poder fer la façana, que ja estava traçada per Carles Galtés de Ruan (anomenat el Carlí) el 27 d'abril de 1408.
Es pot dir que les obres de la construcció gòtica van durar uns 150 anys i entre els mestres d'obra que van participar hi ha Bertran Riquer (1344), Bernat Roca (1358), Arnau Bargués (1397), Jaume Solà (1401), Bartomeu Gual (1413) i Andreu Escuder (1442). Darrerament s'ha pogut documentar l'existència d'un nou mestre major de les obres, anterior a l'activitat de Roca, anomenat Jaume Saragossa.

### Façana neogòtica
La iniciativa d'acabar la Catedral va partir del mecenatge de l'empresari Manuel Girona i Agrafel, que el 1880 va dur a terme dos projectes (tot i haver cursat estudis d'Arquitectura a Madrid, no acabà la carrera) inspirats en les traces del mestre Carles Galtés de Ruan (1408). Foren signats per Josep Oriol Mestres, arquitecte titular de la Catedral des de l'any 1855 i amb qui havia coincidit a Madrid.
Entre el 9 i el 12 de març de 1882, el capítol va organitzar una exposició de projectes a la Sala capitular, on més dels de Girona, se'n van presentar dos del mateix Mestres (1860 i 1864), més un tercer en col·laboració amb August Font (1882), i un altre de Joan Martorell (1882), que rebé els elogis de la premsa i del públic en general. Martorell va dissenyar dues torres laterals de 53 m d'alçada per a contrarrestar l'acusada horitzontalitat de la façana (40 m), i va emfatitzar la verticalitat del conjunt amb una altíssima agulla terminal de 97 m. També va suprimir la rosassa, atès que el cimbori podia il·luminar prou bé les naus, i el substituí amb un parament enriquit d'estàtues de sants, escollits entre els nascuts a la ciutat i els seus patrons.
El 30 de març del 1887, la Reial Acadèmia de Belles Arts de Sant Ferran hi va emetre un dictamen en què es decantava pel projecte de Girona i va donar via lliure a l'inici de les obres de la façana, deixant la qüestio del cimbori per a més endavant. Aquestes foren dirigides per Mestres i el seu ajudant Font i van començar el 4 de juliol del 1887 i es van acabar el 12 de febrer del 1890. A la mort del primer el 1895, fou succeït en el càrrec pel segon, que va lliurar a la Reial Acadèmia de Sant Ferran un nou projecte per a modificar la façana i començar a treballar en el cimbori. Hi va afegir dues torres als costats i va dotar la façana d'elements decoratius que l'acabarien acostant al disseny de Martorell. Font rebé el permís el 27 de gener del 1896, i les obres començaren un mes mig i més tard. Es van quedar acabades el 12 de febrer del 1898.

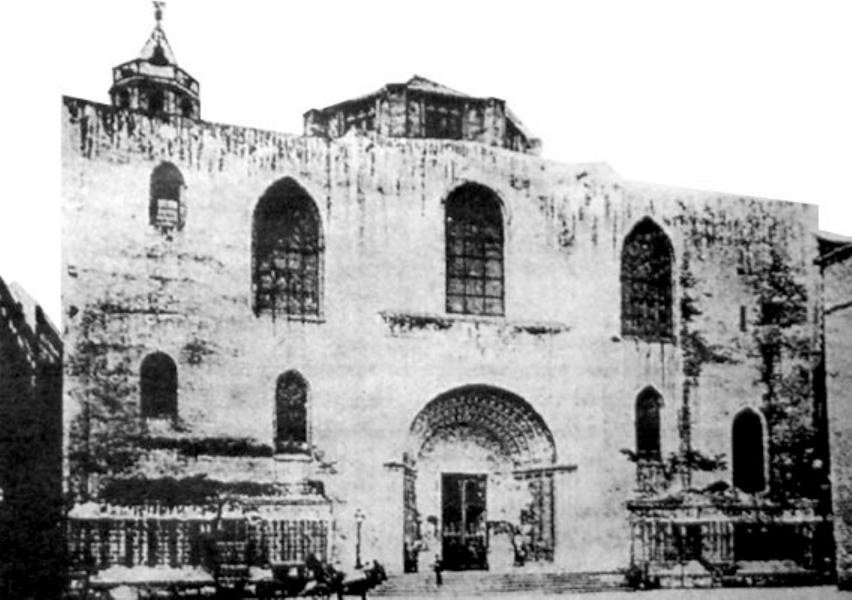
La façana l'any 1880
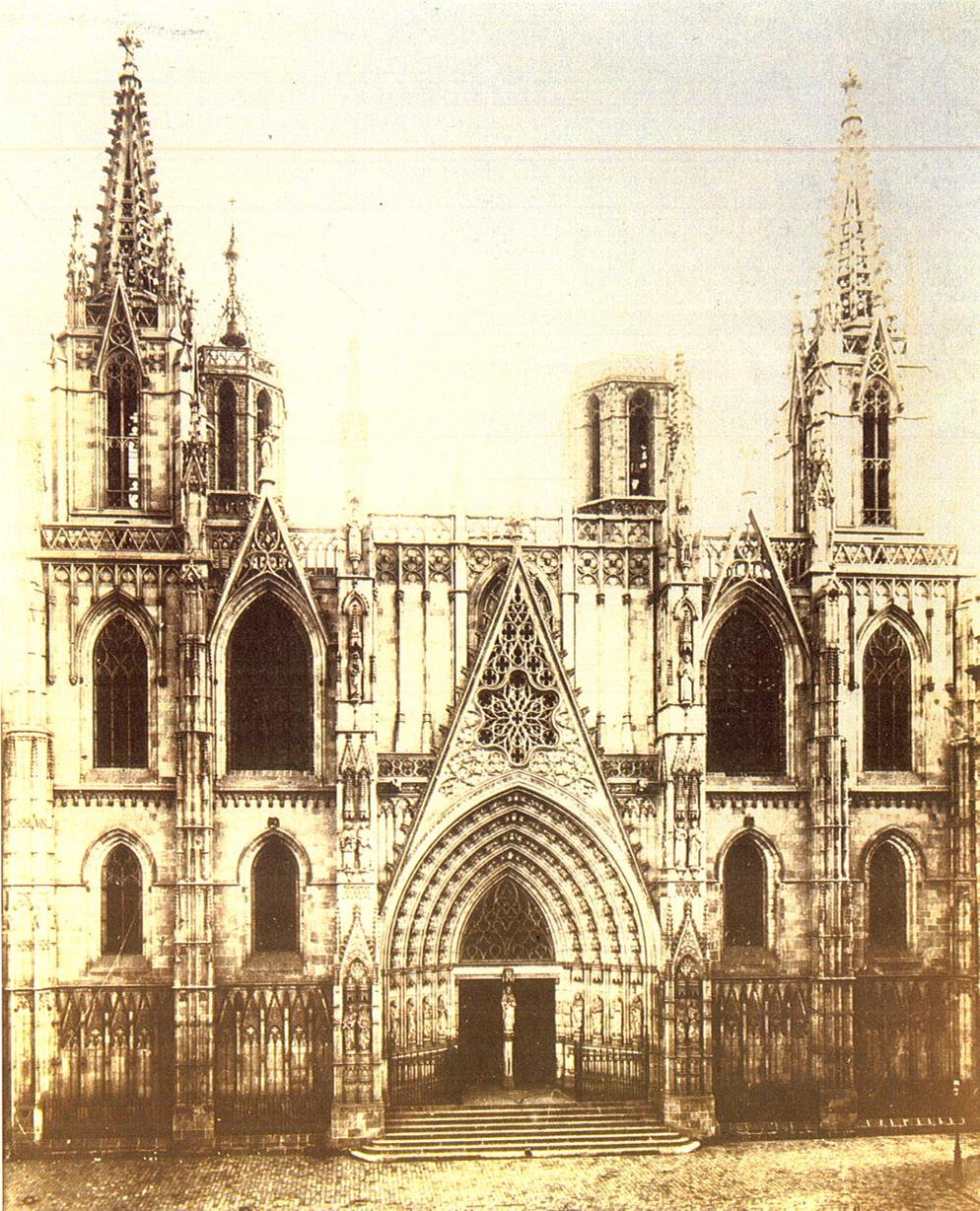
La façana amb les torres laterals, cap al 1900

### Cimbori
Després de la mort de Manuel Girona el 31 d'octubre del 1905, els seus fills Manuel i Anna Girona i Vidal-Quadras van visitar el capítol catedralici i el bisbe per a fer-se càrrec de la construcció del cimbori. Inicialment, tenien la intenció de costejar-la amb l'ajuda d'institucions públiques i de particulars, però finalment hagueren de fer-ho amb els seus propis recursos. Les obres començaren el juliol del 1906, i s'acabaren l'agost del 1912, projectades i dirigides pel mateix Font.
Per tal de construir-lo, s'hagué desmuntar l'obra feta a l'època del bisbe Sapera (1420), numerant els carreus. Un cop examinats els fonaments i amidades les seccions dels pilars que l'havien de suportar, es va calcular el pes de l'obra que es volia construir i es determinà que la resistència era més que suficient. Aleshores, es va decidir assentar-lo sobre tres arcs apuntats nous, iguals als transversals de la nau, per tal de descarregar-hi els torals de mig punt i tenir uns punts de recolzament més forts, i d'aquesta manera quedaria més elevat i segur.

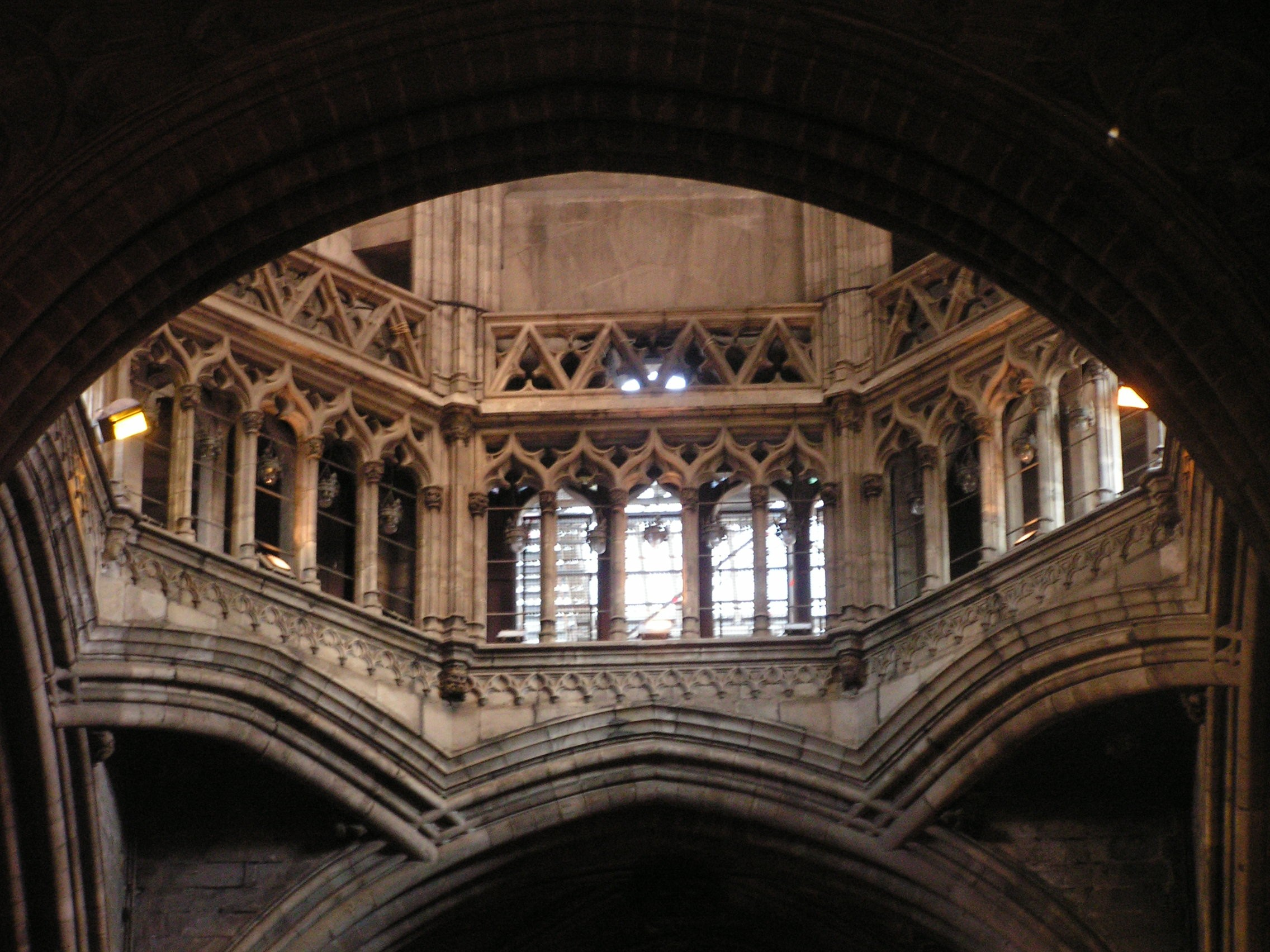
Interior del cimbori, part construïda el 1420
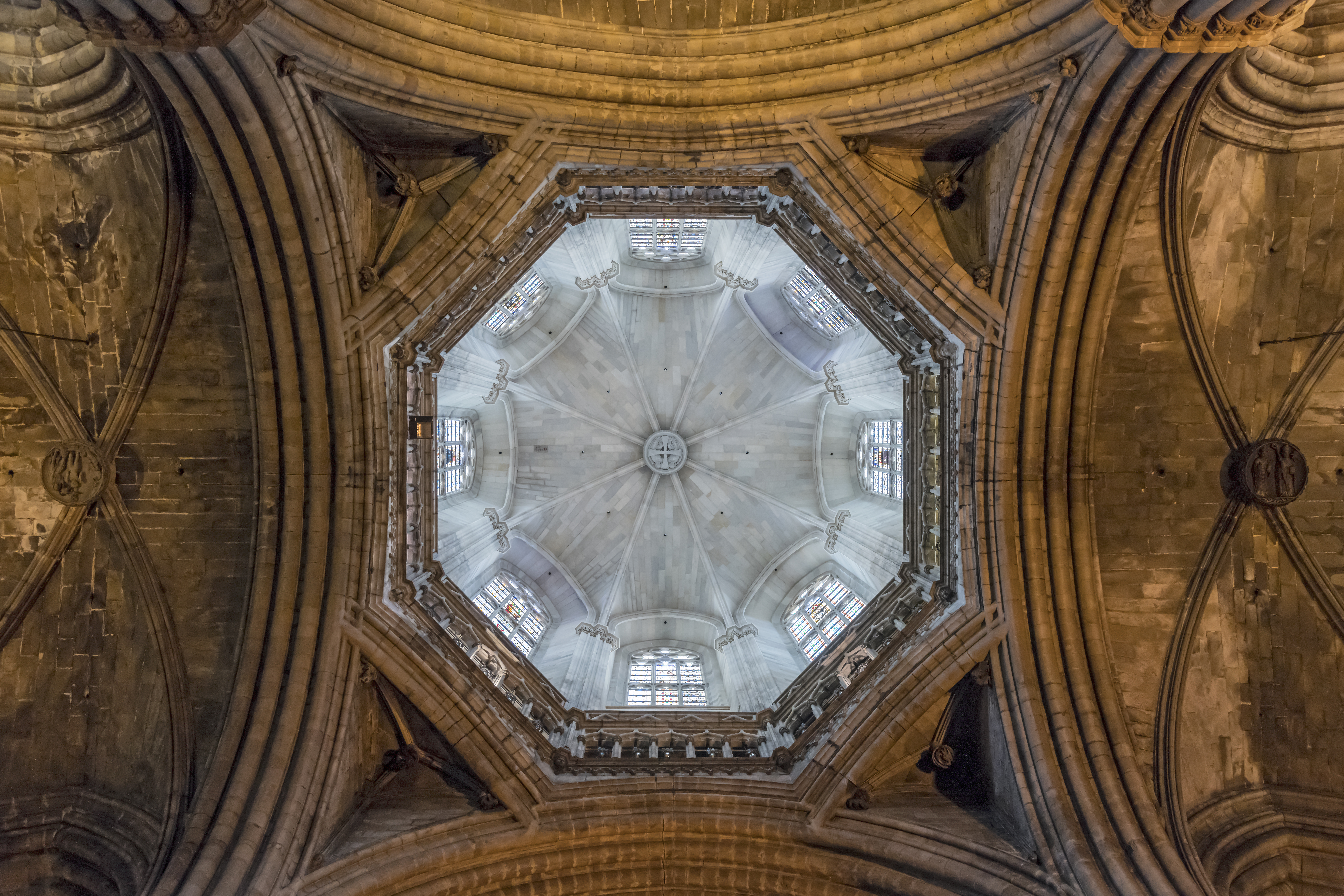
Interior del cimbori, amb la volta acabada el 1905

### Restauració
Entre 1968 i 1972, l'arquitecte de la catedral Joan Bassegoda i Nonell va dirigir les obres de neteja dels interiors, ennegrits des de feia segles pel fum de les espelmes.
L'any 2005 van començar les obres de restauració de la façana principal, juntament amb les dues torres laterals i el cimbori, a càrrec dels arquitectes Josep Fuses i Comalada i Mercè Zazurca i Codolà. El pressupost inicial era de més de 4 millions d'euros, tot i que va augmentar a 7 milions. Es van desmuntar una tercera part de la façana i es van substituir els blocs deteriorats, així com els ancoratges de ferro oxidats per les filtracions d'aigua per uns altres d'acer inoxidable o titani. Ja que les pedreres de Montjuïc foren clausurades fa temps, es van fer servir blocs de pedra de Montjuïc que l'Ajuntament de Barcelona tenia als seus dipòsits, i si amb aquesta no n'hi hagués prou, se n'importaria una de similar d'unes pedreres d'Escòcia.
L'any 2010 es va retirar l'estàtua de bronze de Santa Helena del pinacle del cimbori per a restaurar-la, i es va tornar a col·locar al seu lloc durant les festes de la Mercè de l'any 2011.

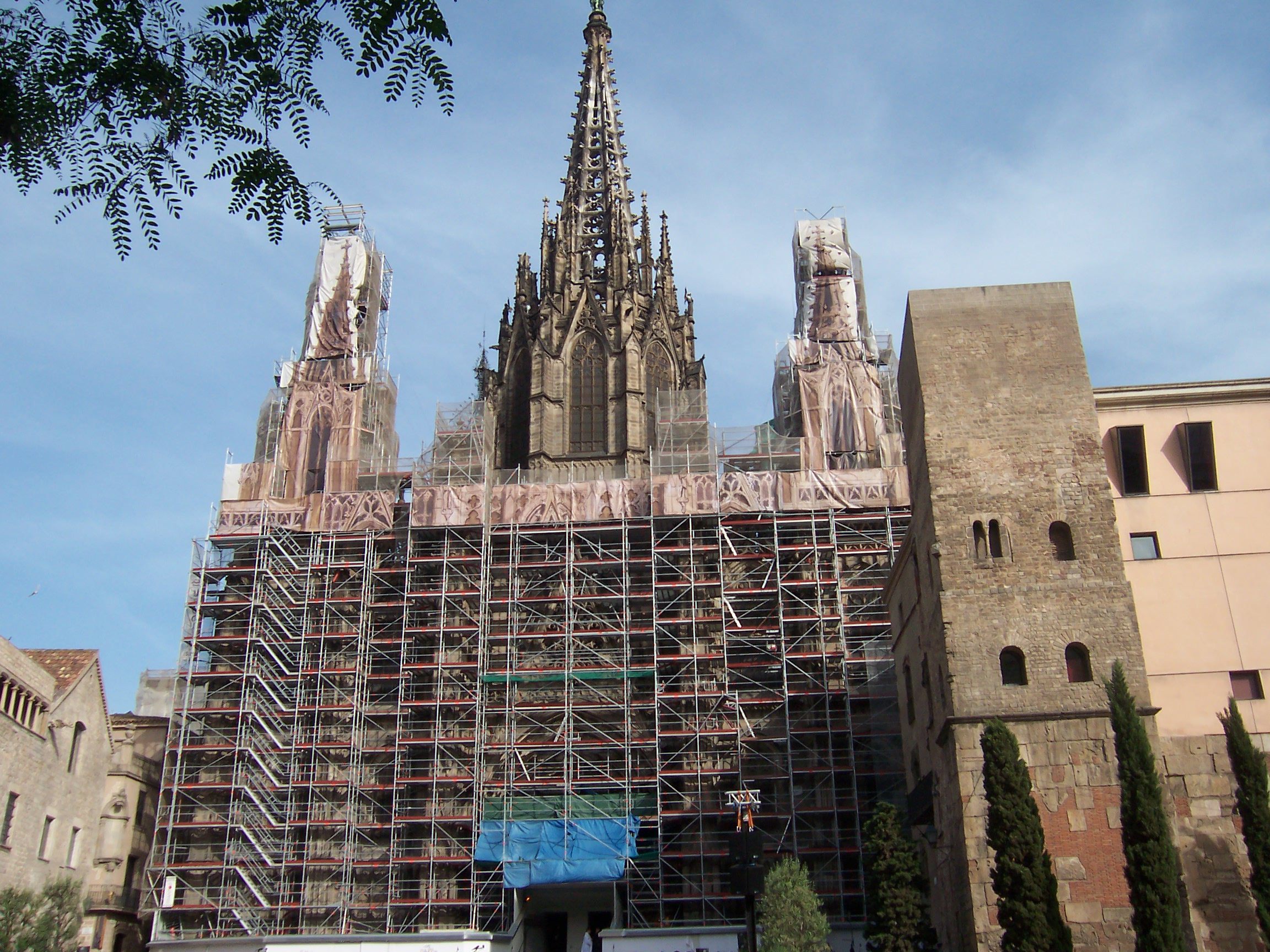
Bastides a la façana el maig de 2005.
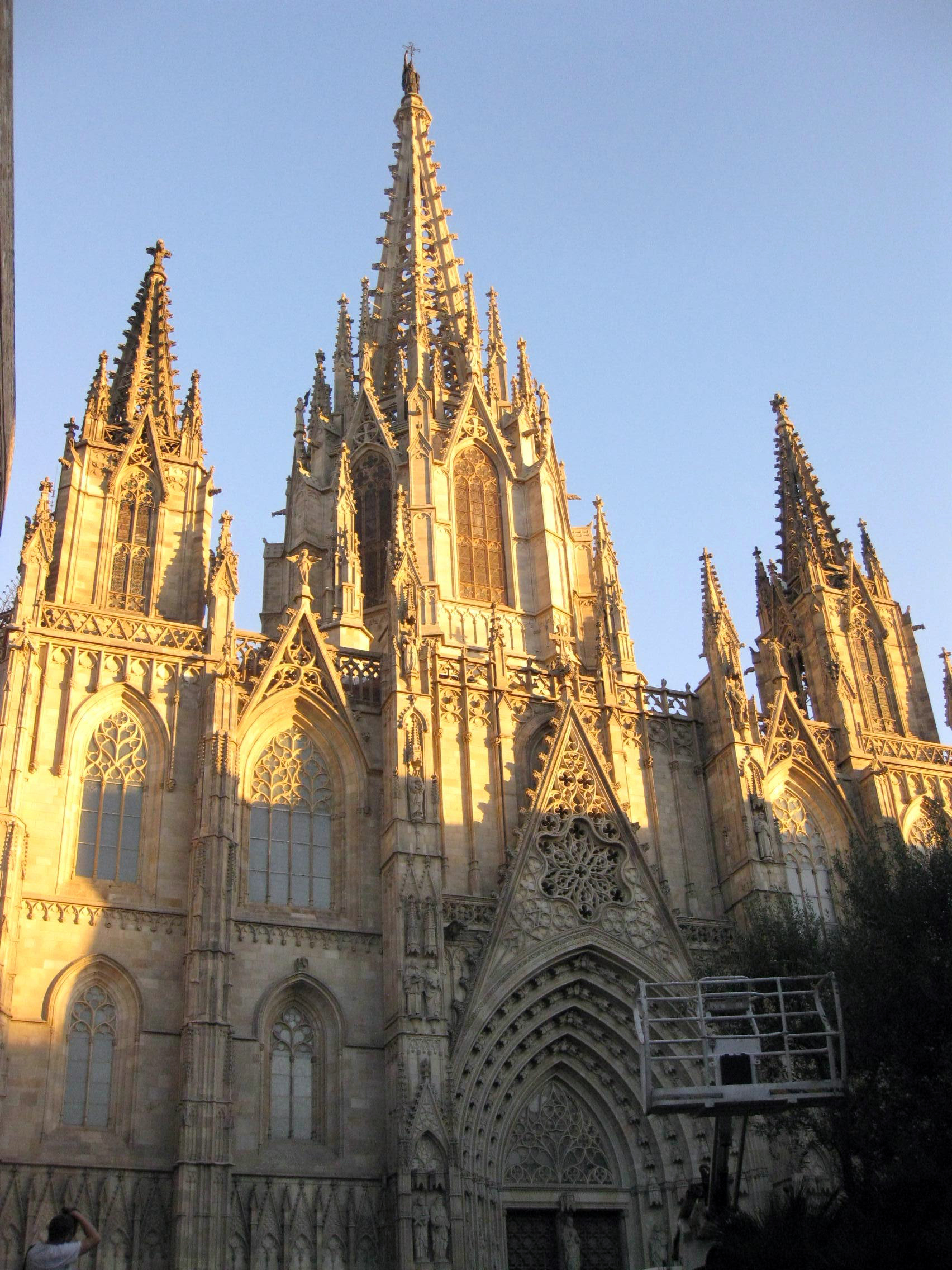
La façana després de la restauració de 2010-2012, amb el color recuperat de la pedra.

## Edifici

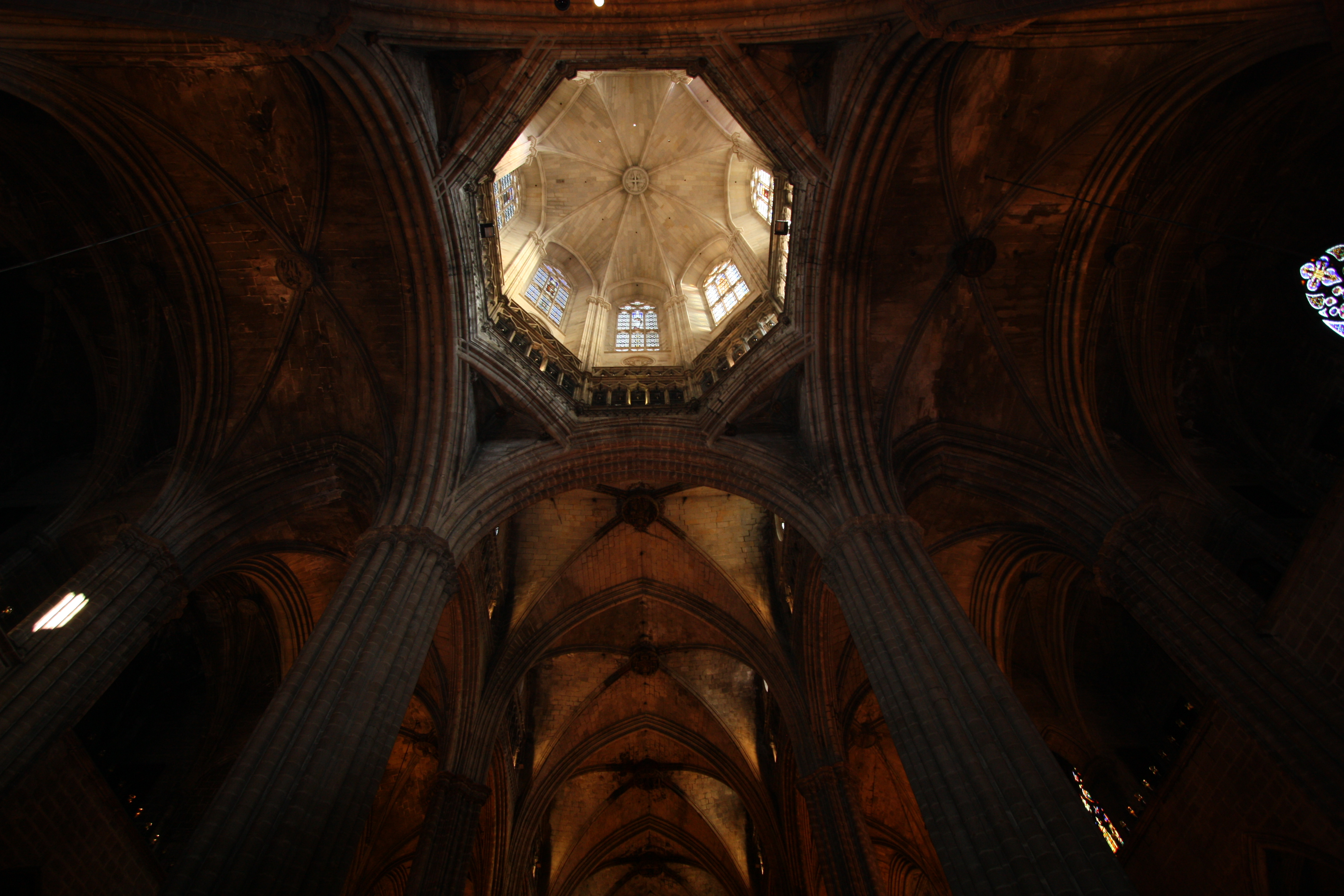
Voltes de la nau central i cimbori.

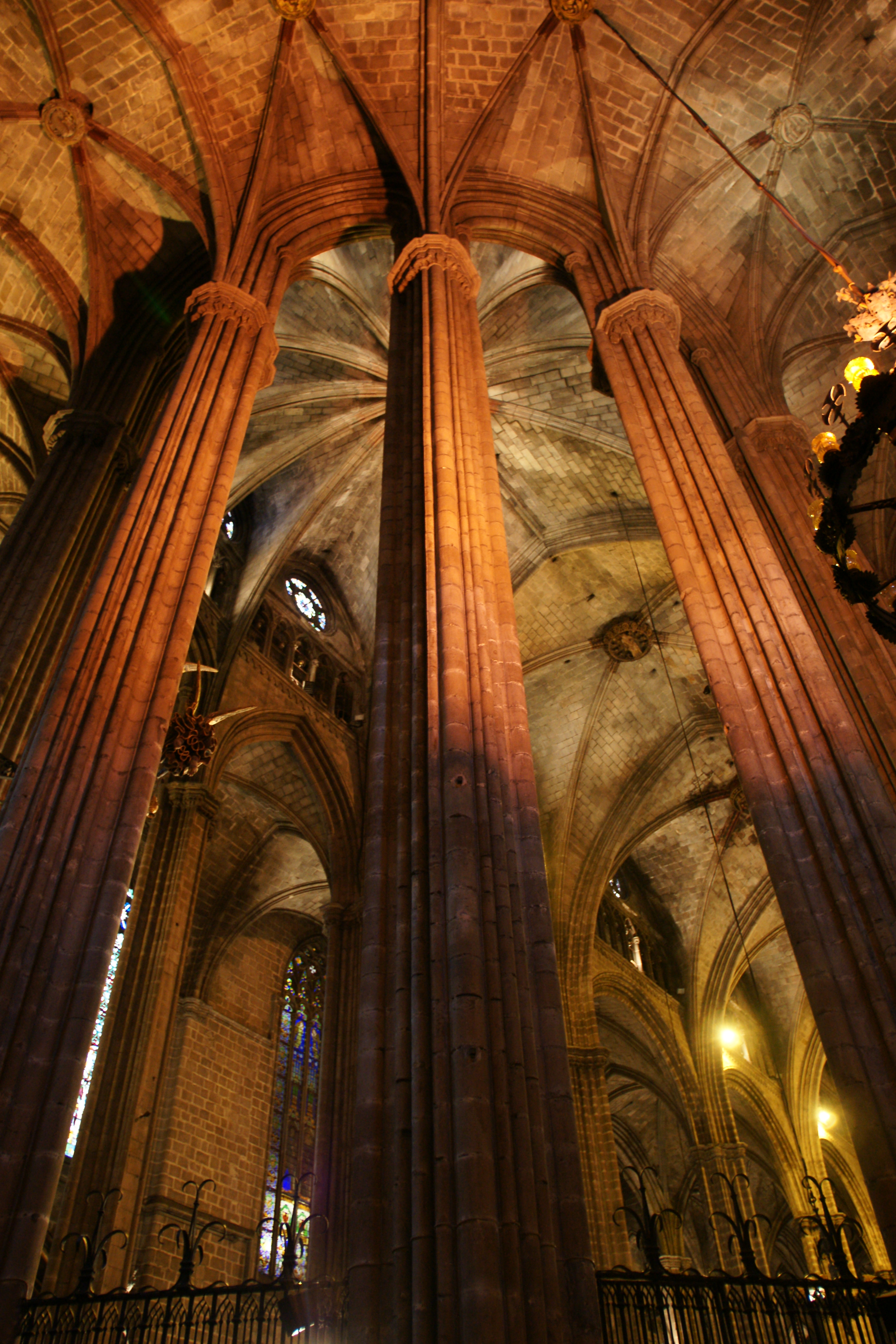
Deambulatori i naus de la catedral.

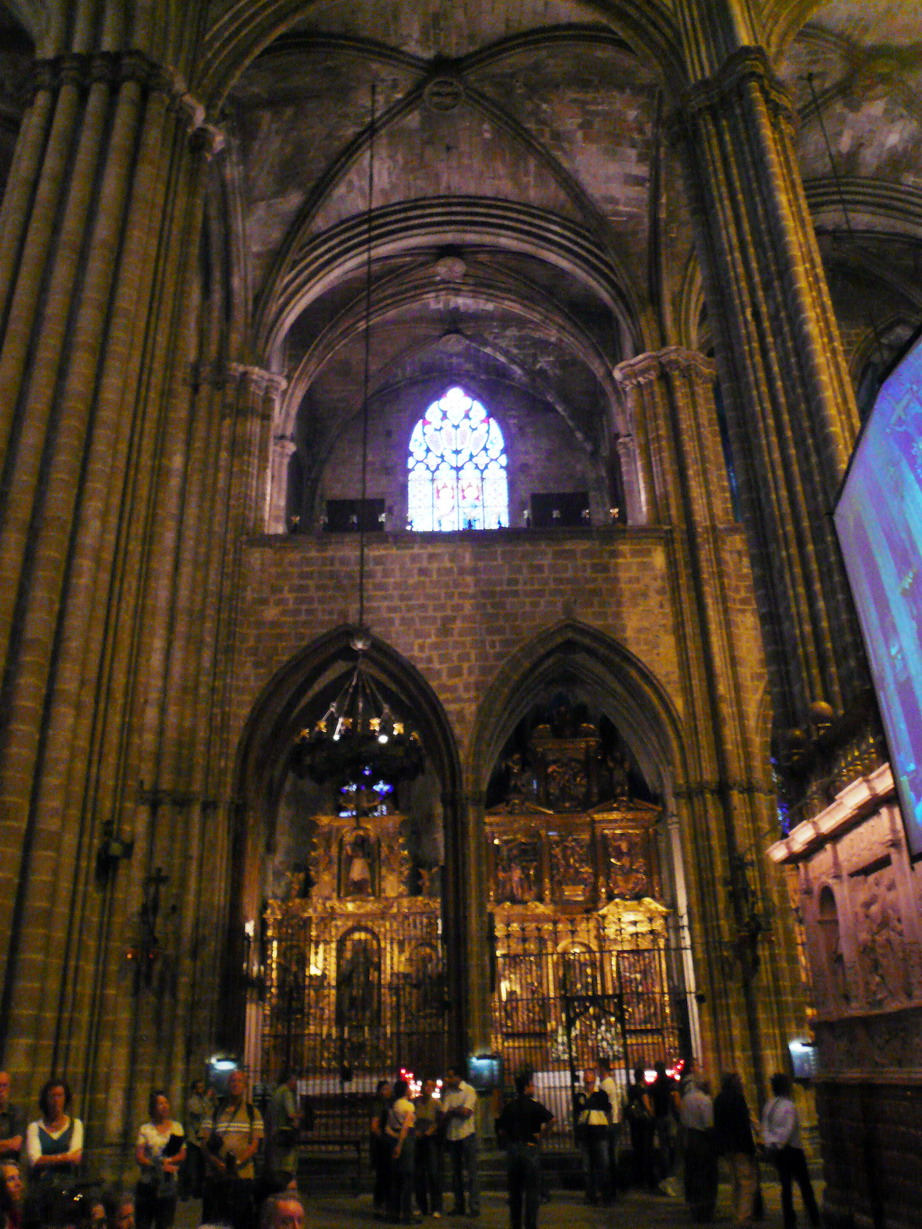
Les capelles de Sant Bernadí (esquerra) i de la Verge del Roser (dreta). La galeria sobre les capelles està coberta amb dues voltes de creueria.

L'edifici està format pel temple i el claustre, perfectament units pel mateix estil gòtic. Les mides de la catedral són a l'exterior de 93 metres de longitud per 40 d'ample i 28 d'altura en la nau central; el jardí del claustre fa 25 metres per costat més per sis d'amplària de cada galeria de les quatre que l'envolten. Els campanars fan 53 metres d'alçada; el cimbori, 80 a l'exterior i 41 a l'interior, del terra a la clau de volta.
A l'interior, les naus fan 79 m de longitud i 25 d'amplada, als quals s'han de sumar sis metres per cada banda per la profunditat de les capelles laterals. Aquestes fan 9 m d'alt i 6 d'ample en l'entrada. La nau central fa 26 m d'alçada i 13 d'amplada; les laterals, 21 d'alt i 6 d'ample (tant com les capelles). Els pilars, des del terra fins a les impostes, fan 15,5 m d'alt.

### Estructura del temple
La catedral és formada per tres naus de la mateixa altura, que des del fals creuer les naus circulars s'uneixen en girola, passant per darrere del presbiteri i formant un arc semicircular, on s'allotgen nou capelles; per sobre d'aquestes capelles hi ha grans vitralls i un fals trifori des d'on es poden veure les claus de volta a una distància d'uns tres metres.
Una característica singular és que el cimbori no es troba, com és habitual, al transsepte, sinó al peu de la nau central, coronant-ne el primer tram, contigu a la façana principal. És, doncs, el primer element arquitectònic que veu qui entra per la porta principal. Tancada la façana el 1417, les obres del cimbori començaren el 1422, però sis anys més tard quedaren interrompudes: se n'havien fet les trompes i la galeria gòtica octogonal, la barana i l'arrencada dels arcs, a més dels medallons i claus decoratives, obra dels germans Antoni i Joan Claperós. Quan el bisbe Climent Sapera morí el 1430, la construcció quedà aturada: s'hi col·locà una coberta de fusta que perdurà fins que se'n reiniciaren les obres el 1906, quan August Font i Carreras coronà el cimbori.
La nau central és el doble d'ample que les laterals i a més de les capelles de la capçalera n'hi ha repartides disset més en el perímetre, a les quals s'ha d'afegir les vint capelles del claustre i la capella de Santa Llúcia amb entrada des de l'exterior.
La distribució en tres naus és corrent a les grans esglésies gòtiques, però mentre a les catedrals franceses i les que en segueixen l'estil, la central és més alta que les laterals i comporta grans finestrals als murs, (vegeu per exemple la catedral de Reims), a la de Barcelona es posa èmfasi en la unitat de l'espai, aixecant les tres naus gairebé a la mateixa altura, semblantment al que es fa a altres esglésies del gòtic català: per exemple, a Santa Maria del Mar s'adopta aproximadament la mateixa solució, i en altres casos com a Santa Maria del Pi o a l'església del monestir de Pedralbes es porta la unitat de l'espai fins a l'extrem de fer-hi una sola nau.

### Contraforts interiors
Les parets de les façanes exteriors no se situen als costats de les naus laterals, sinó que es desplacen enfora deixant els contraforts a l'interior de l'edifici, quan habitualment queden a l'exterior. Això augmenta l'amplada aparent de la catedral, amb la impressió d'afegir una nau més a cada banda, però com que l'espai entre els contraforts no es cobreix amb una volta de creueria sinó amb dues, la impressió és que s'han afegit dues naus a cada costat i que la catedral té set naus en comptes de tres. Això té efectes sobre la il·luminació de l'interior i sobre la disposició de les capelles.

#### Efectes sobre la il·luminació
En haver eixamplat l'espai, els vitralls queden molt més lluny del centre, i a més l'arribada de la llum queda obstaculitzada pels contraforts i pels arcs que sostenen les voltes entre els contraforts. La part de la catedral en què aquest enfosquiment es dona menys és l'absis, que és l'única part en què els contraforts es deixen a l'exterior i els vitralls se situen a la vora de la nau lateral.

#### Efectes sobre les capelles
Quan els contraforts se situen a l'exterior, entre ells se situen les voltes que fan de sostre a les capelles i que tenen una alçada proporcionada a la seva mida, com a l'església de Santa Maria del Mar). A la catedral de Barcelona, en canvi, l'alçada del sostre entre els contraforts és excessiva per formar l'espai recollit que convé a les capelles, pel que les capelles (dues a cada espai entre contraforts) estan cobertes per voltes més baixes que deixen una galeria al damunt.
La intenció original devia ser de construir més capelles a sobre de la galeria, i de fet es van arribar a fer-ne quatre sobre la galeria del costat de l'Evangeli tocant a la porta de Sant Iu, que encara es poden veure, però l'oferta de capelles devia ser excessiva perquè no se'n varen construir més.

### Exterior

#### Façana principal i cimbori
La façana té 40 metres d'ample, i consta de la portada flanquejada per dues torres amb acabades en agulla a la manera del cimbori i està ornamentada amb tot tipus d'elements d'estil gòtic de línies verticals i amb gran profusió d'imatges d'àngels i sants. A la façana són visibles vuit vitralls, la majoria modernistes, però també renaixentistes com el famós Noli me tangere dissenyat per Bartolomé Bermejo, a la part esquerra inferior.
El cimbori té una altura de 80 m i l'agulla calada es corona amb la colossal imatge de Santa Helena (mare de l'emperador Constantí I el Gran) amb la Veracreu, obra d'Eduard Alentorn fosa en bronze per la casa Barberí d'Olot i que va ser tirotejada durant la Guerra Civil espanyola. A les terminacions de la cresteria hi ha imatges d'àngels alats.

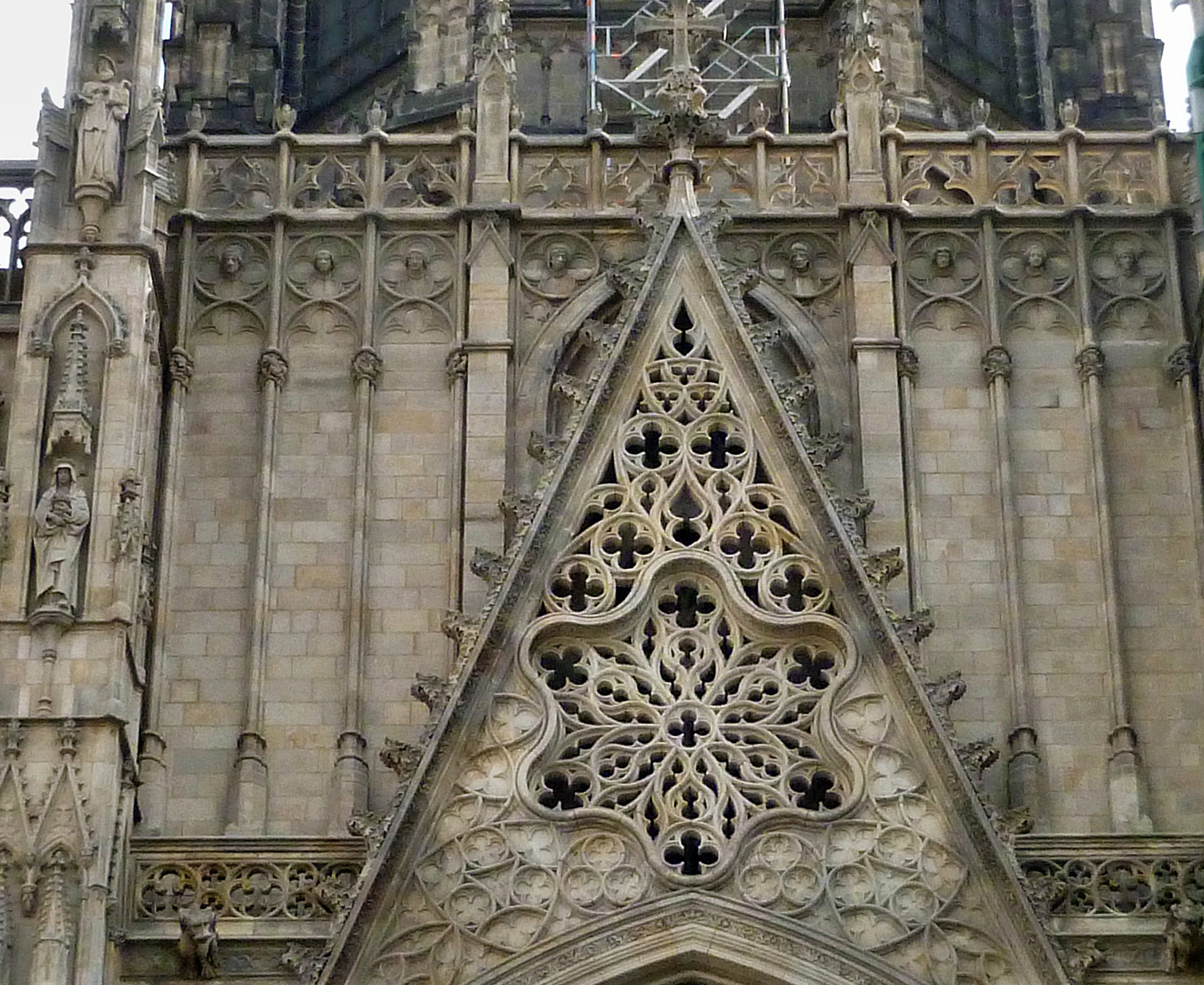
Rosassa de la façana principal
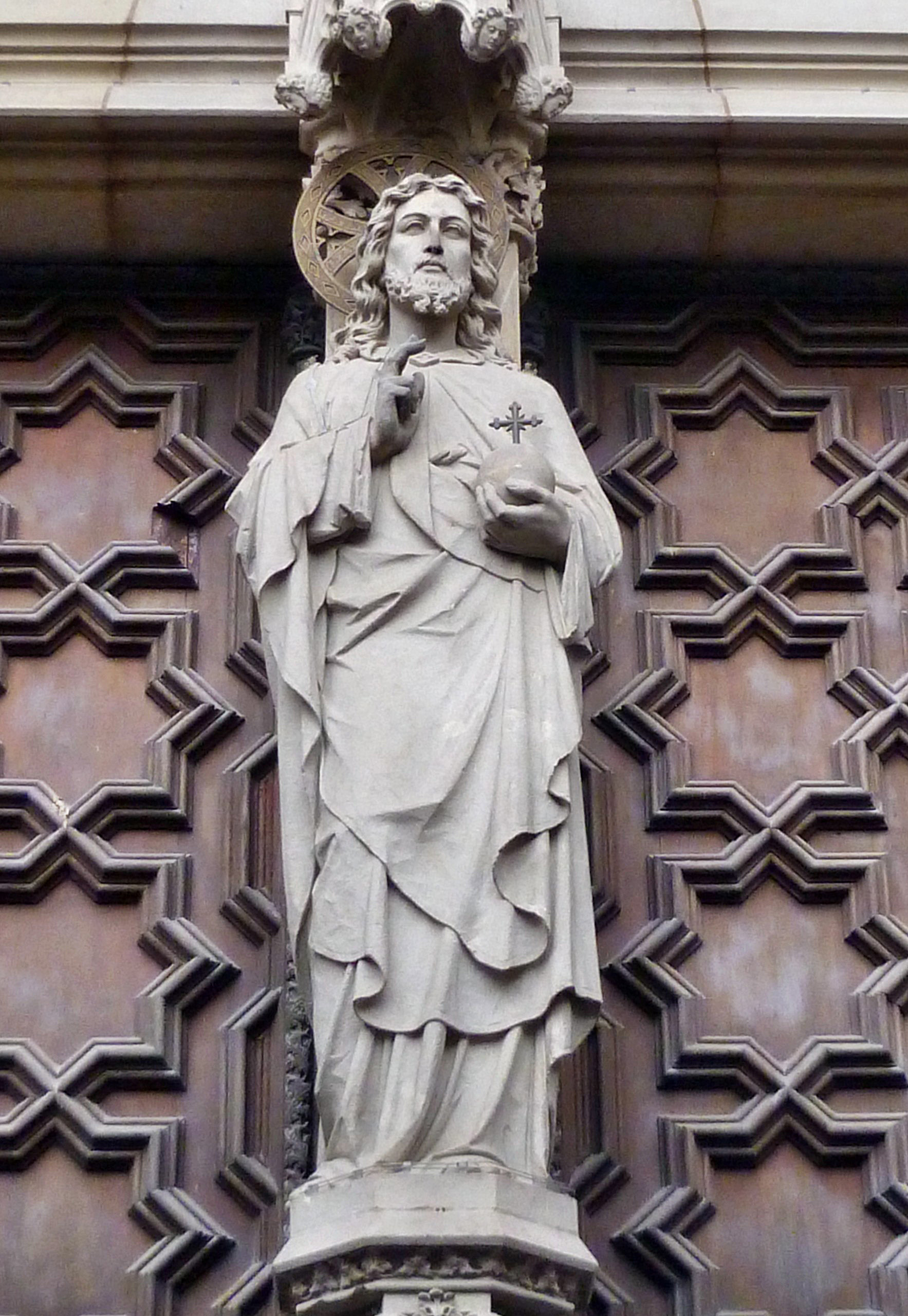
Crist a la porta de la façana principal, per Agapit Vallmitjana i Barbany
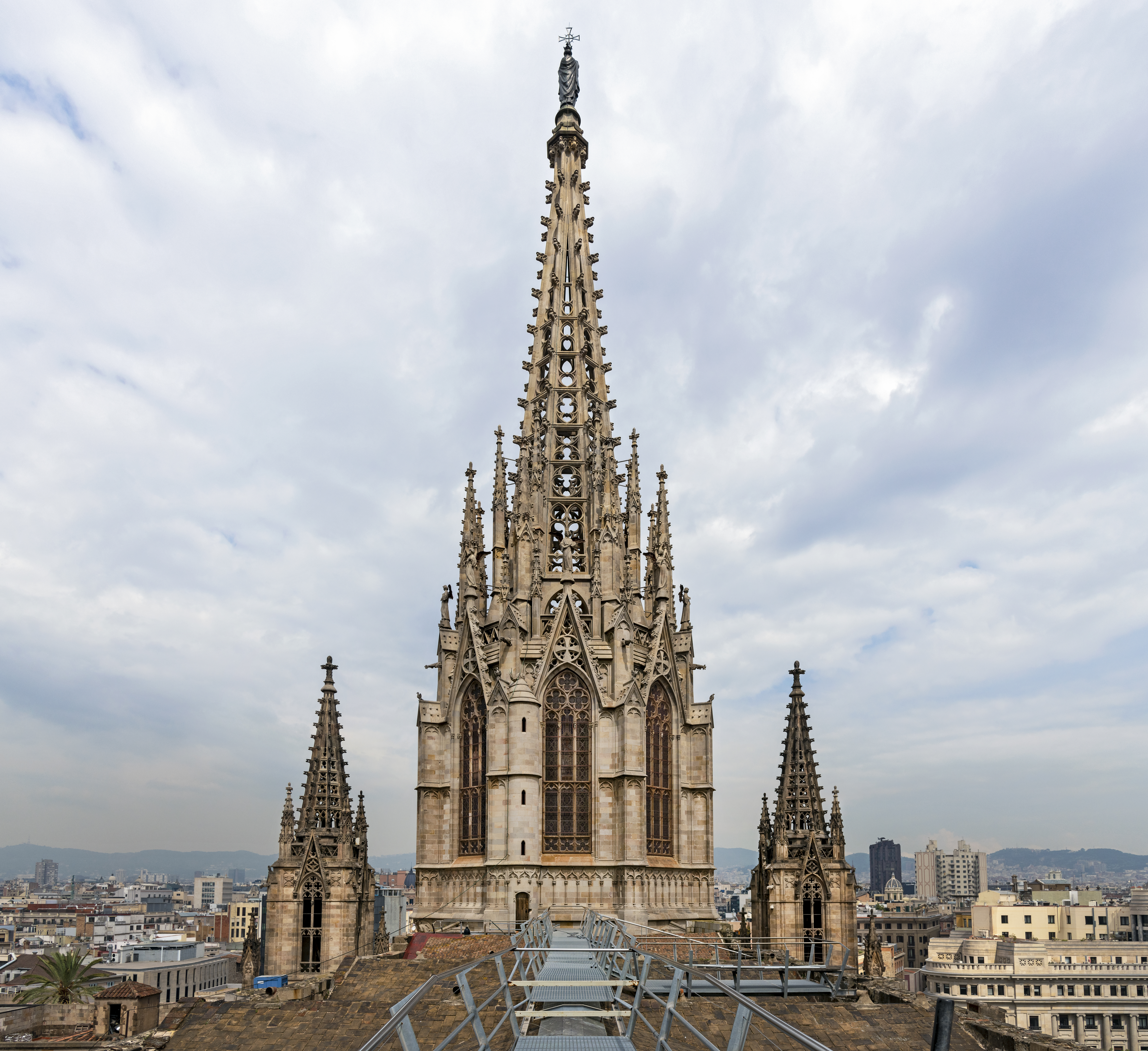
Cimbori

#### Portes
Cinc són les portes de la Catedral de Barcelona: 

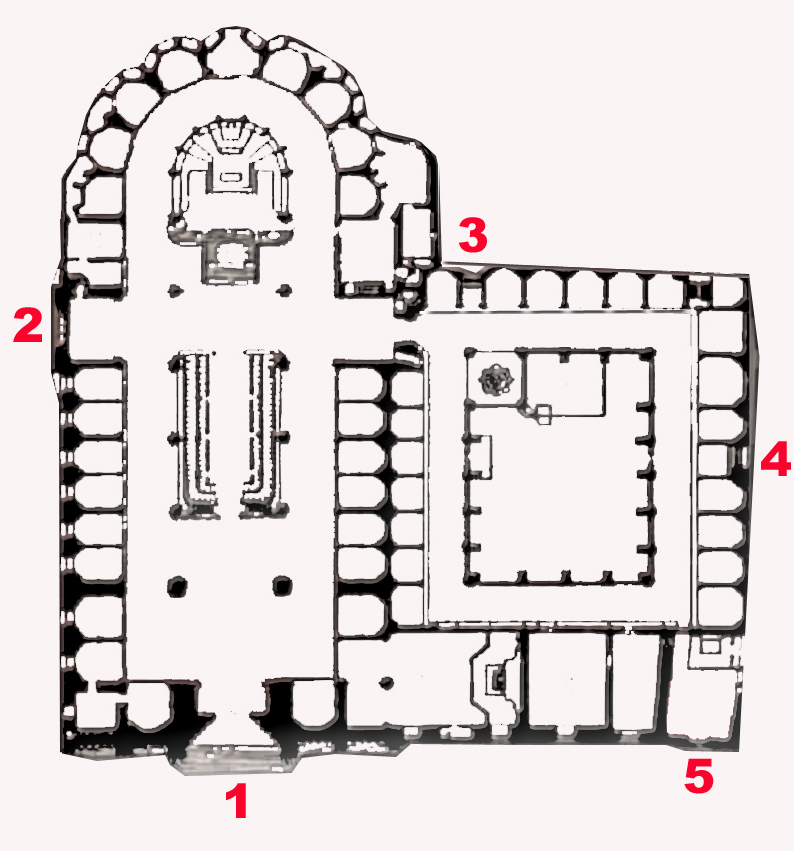
1- Porta principal.
2- Portal de Sant Iu.
3- Porta de la Pietat.
4- Porta de Santa Eulàlia.
5- Porta de Santa Llúcia.

- La porta principal, al centre de la façana de la plaça de la Catedral, va ser projectada per l'arquitecte Josep Oriol Mestres. És del segle xix d'estil neogòtic, amb un gran arc gòtic amb arquivoltes, presidida al mainell per una escultura de Crist, obra de l'escultor Agapit Vallmitjana i Barbany, i a ambdós costats de la porta, les imatges dels apòstols, del mateix autor. A les arquivoltes del portal hi ha escultures d'àngels, profetes i reis en un total de 76 figures que juntament amb la fusteria de la porta són obra de l'escultor Joan Roig i Solé.[32] La cara interior, en canvi, és del segle xv, i hi ha els medallons gravats en pedra a l'extradós de l'arc de l'entrada què són de l'artista Antoni Claperós, i que representen l'Ascensió i la Pentecosta.

- El portal de Sant Iu, és el més antic i durant 500 anys va ser l'accés principal de la catedral, pel creuer del costat de l'Evangeli. L'advocació es deu a l'edifici que té davant, que durant molts anys fou dels advocats, el patró dels quals és Sant Iu. Esculpida en marbre i pedra de la muntanya de Montjuïc, és un dels primers intents de l'arc ogival del gòtic català (1298), i conté alguns elements força originals dins del gòtic i que es consideren una mostra dels dubitatius inicis d'aquest estil. Així, damunt dels pilars hi ha àngels músics traient el cap per l'extradós de l'arc, com si volguessin sortir de la paret, i les arcuacions de damunt de la porta estan separades per uns elements que representen bàculs, amb l'extrem superior corbat, en comptes de pilarons, com és més corrent (vegeu per exemple, la façana de Santa Maria del Pi, de composició molt semblant).[33] Al timpà hi ha una imatge de Santa Eulàlia atribuïda a l'escola de Jaume Cascalls de la darreria del segle xiv, a cada banda, dins del timpà, hi ha una petita testa, merament ornamental.[34]

A cada costat de la portada hi ha relleus de marbre fent d'impostes, tres a cada costat, representant dos temes: la lluita de l'home contra les feres i la interpretació de la natura en clau religiosa i simbòlica, en la línia dels bestiaris medievals.

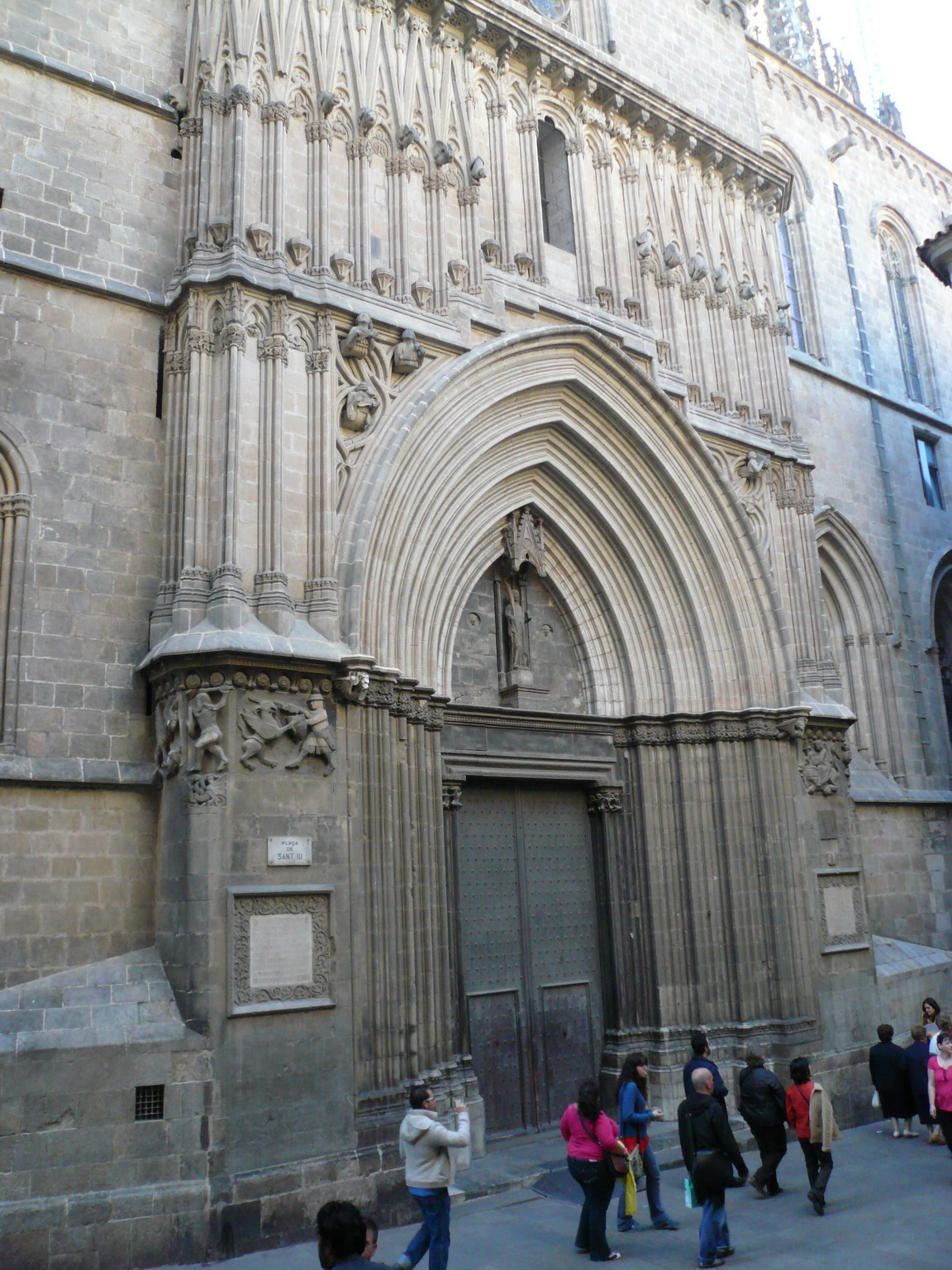
Portal de Sant Iu
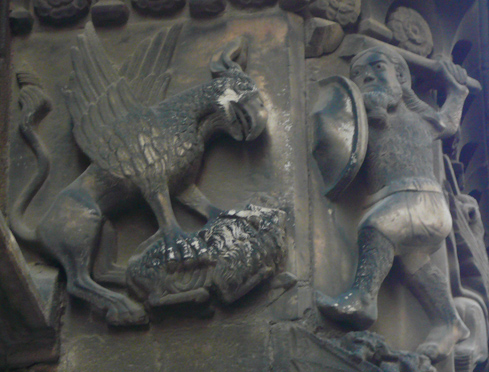
Relleus amb el griu capturant un anyell (esquerra) i home salvatge (dreta).
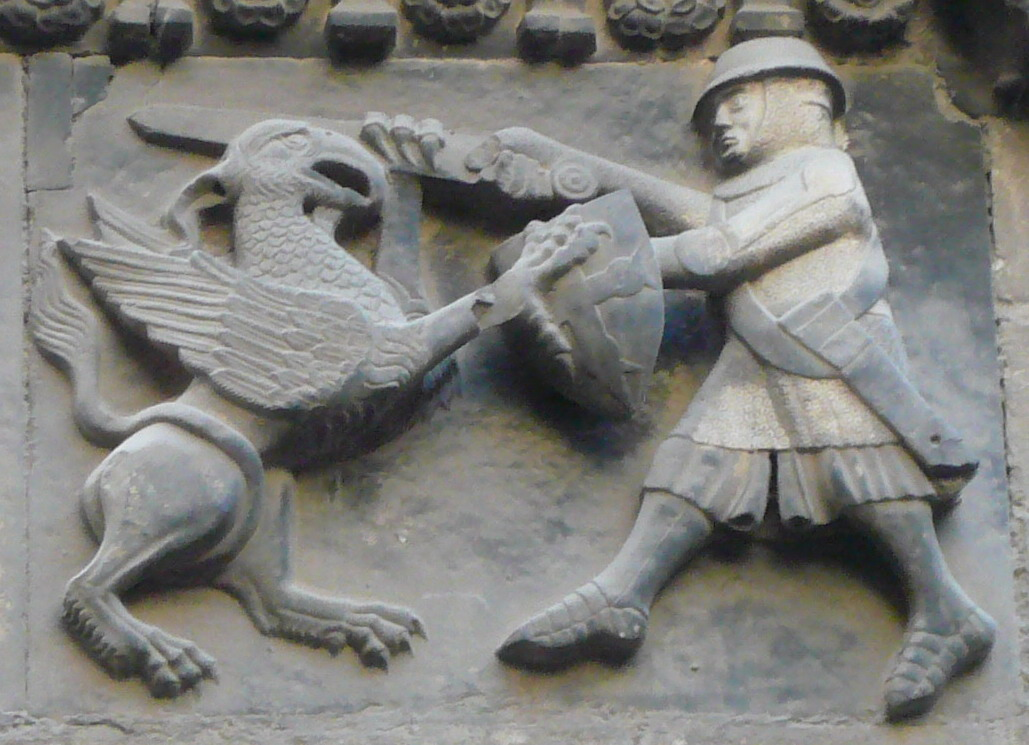
Lluita d'un home i un griu. La indumentària de l'home correspon a la dels soldats dels volts del 1300.
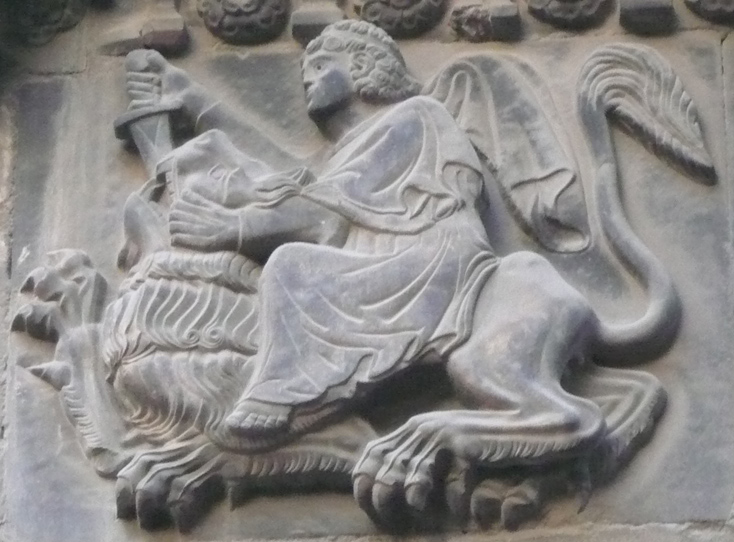
Relleu representant probablement Samsó matant un lleó.
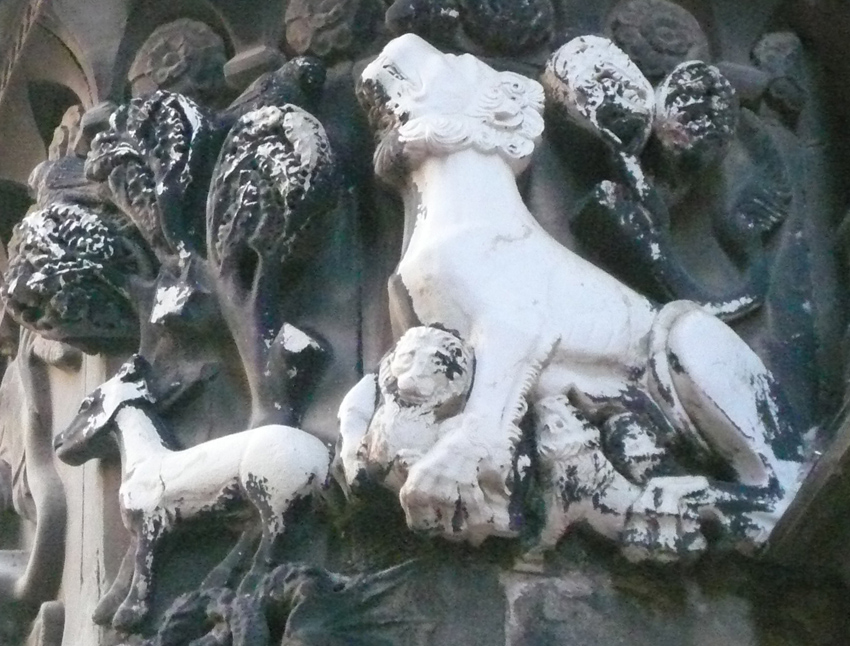
Relleu amb un cervatell (esquerra) i relleu amb una lleona i els seus cadells (dreta).

D'esquerra a dreta hi trobem:
- Un griu que captura un anyell entre les urpes, i que simbolitza el dimoni que atrapa l'ànima del pecador.
- Un home salvatge, amb el cos cobert de pèls i vestit només una mena de pantalons curts. Representa els impulsos concupiscents de l'home i a la mà hi porta una arma que podria ser un pal o una maça, però no es pot saber perquè se n'ha perdut un tros. Fa el gest de colpejar alguna cosa que queda fora del relleu, que tampoc no sabem que és, però sembla molt improbable que sigui el griu del relleu del costat. De fet, tenint en compte l'ambient forestal al que pertanyeria l'home salvatge, alguns autors han suposat que podria haver estat pensat originalment per anar al costat dels relleus de l'altre costat (el cervatell i la lleona), que lligarien amb el mateix escenari.
- La lluita d'un home, abillat de soldat, amb un griu, simbolitzant la lluita contra el dimoni. No queda clar qui guanyarà, però més eficaç que l'espasa, que el griu està agafant per la fulla, sembla que és l'escut, amb una gran creu gravada.
- Un home vestit amb túnica i lluitant amb un lleó, al que li clava una daga. Se suposa que representa Samsó, per la seva semblança amb altres representacions contemporànies, tot i que hauria d'estar matant el lleó amb les mans i no amb una daga.
- Un cervatell, que simbolitza l'anhel de l'ànima per acostar-se a Déu. Al darrere hi ha un arbre amb tres capçades i dos petits mussols al damunt, que podrien tenir intenció només decorativa.
- Una lleona alletant dos cadells i protegint-ne un tercer entre les potes, d'interpretació incerta.

Alguns autors atribueixen aquests relleus a l'antiga catedral romànica, mentre que altres els creuen obra d'artistes italians al segle xiv. Tot i que els trets estilístics denoten que han sortit d'una mateixa mà o d'un mateix taller, els relleus no semblen concebuts amb un programa unitari ni tenen relació entre ells, i fins i tot alguns estudiosos han suposat que la disposició no és la prevista per l'escultor.
- La porta de la Pietat és una de les entrades exteriors al claustre, amb un arc conopial flanquejat per uns alts pinacles llaurats amb gran finor. Al timpà hi ha un relleu de fusta amb la representació de la Pietat (o sigui, la representació del dolor de Maria amb Jesús mort a la falda) envoltada amb símbols de la Passió, obra de l'escultor alemany Michael Lochner, establert a Barcelona des de l'any 1483; al racó inferior dret del timpà i en mida petita hi ha representat el canonge Berenguer Vila, que fou el donant que finançà el relleu.[33] Aquesta porta serveix per a fer l'entrada a la catedral pel creuer costat de l'Epístola, un cop travessat el claustre.

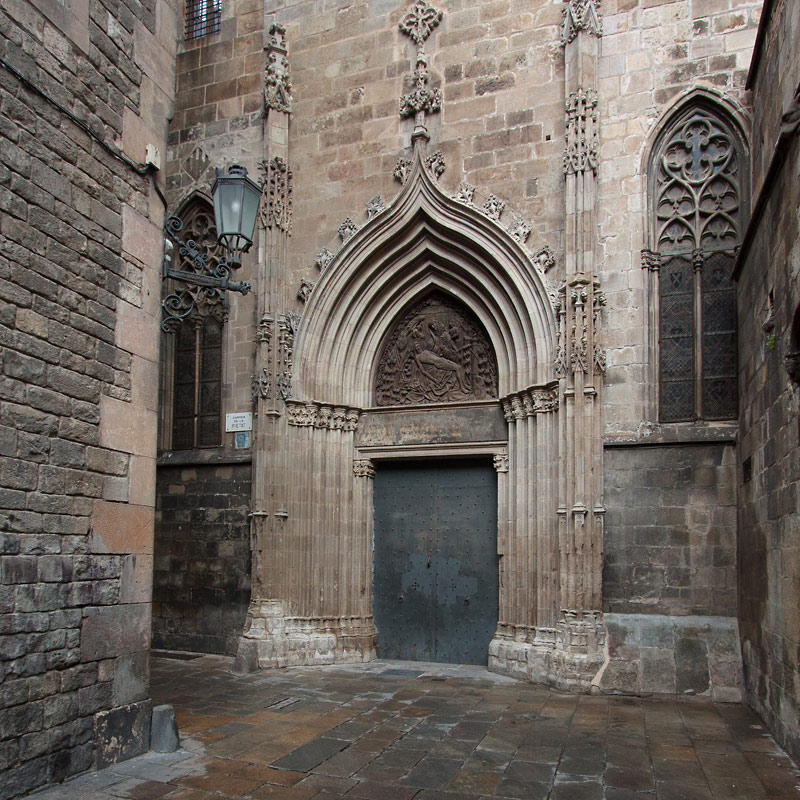
Porta de la Pietat.
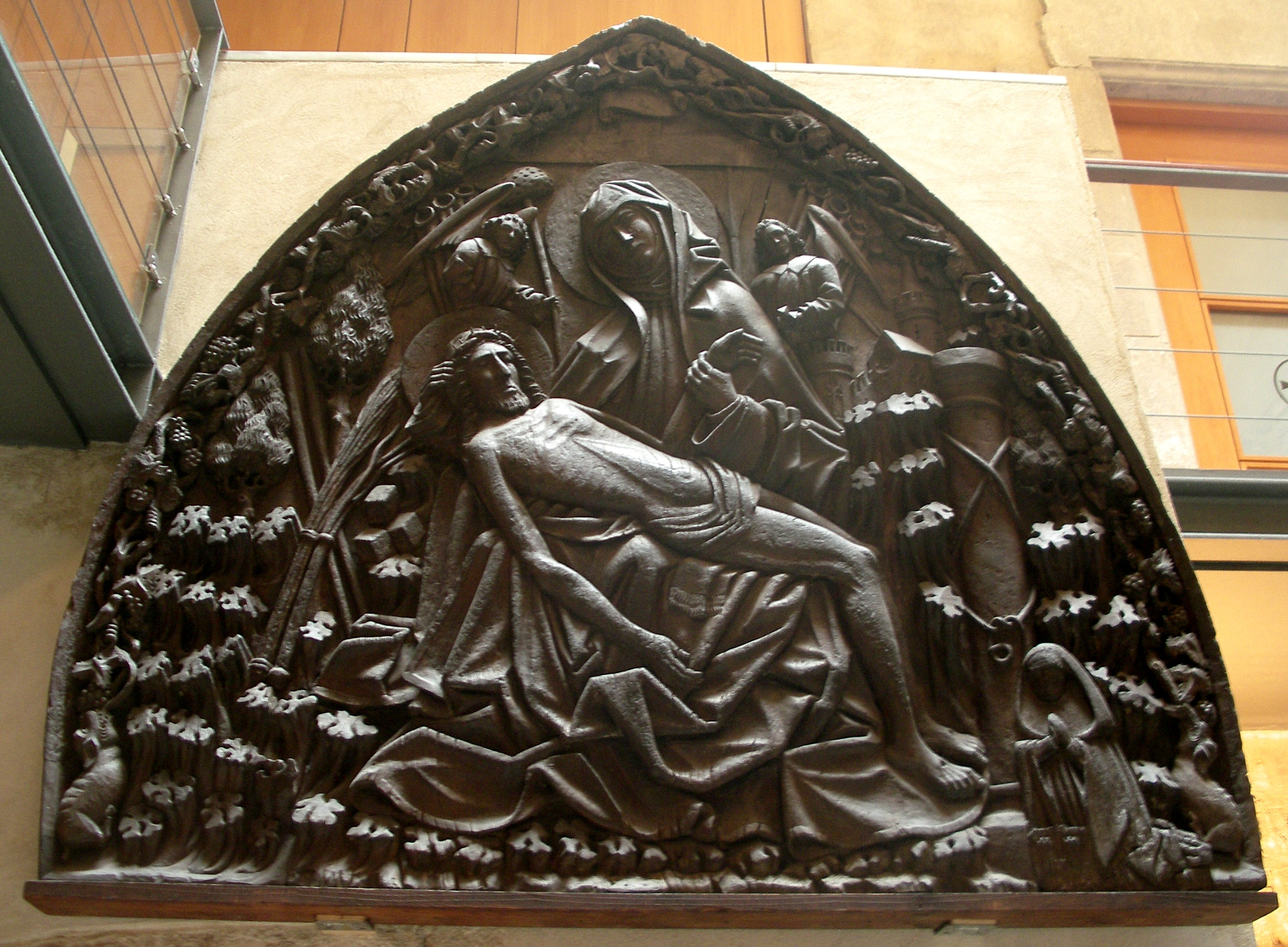
Timpà original en fusta de la Porta de la Pietat, al Museu de la Catedral.
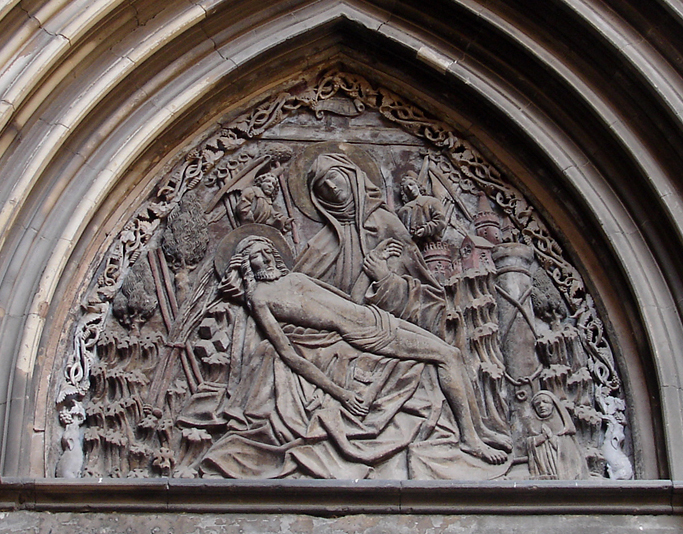
Rèplica del timpà, a la porta
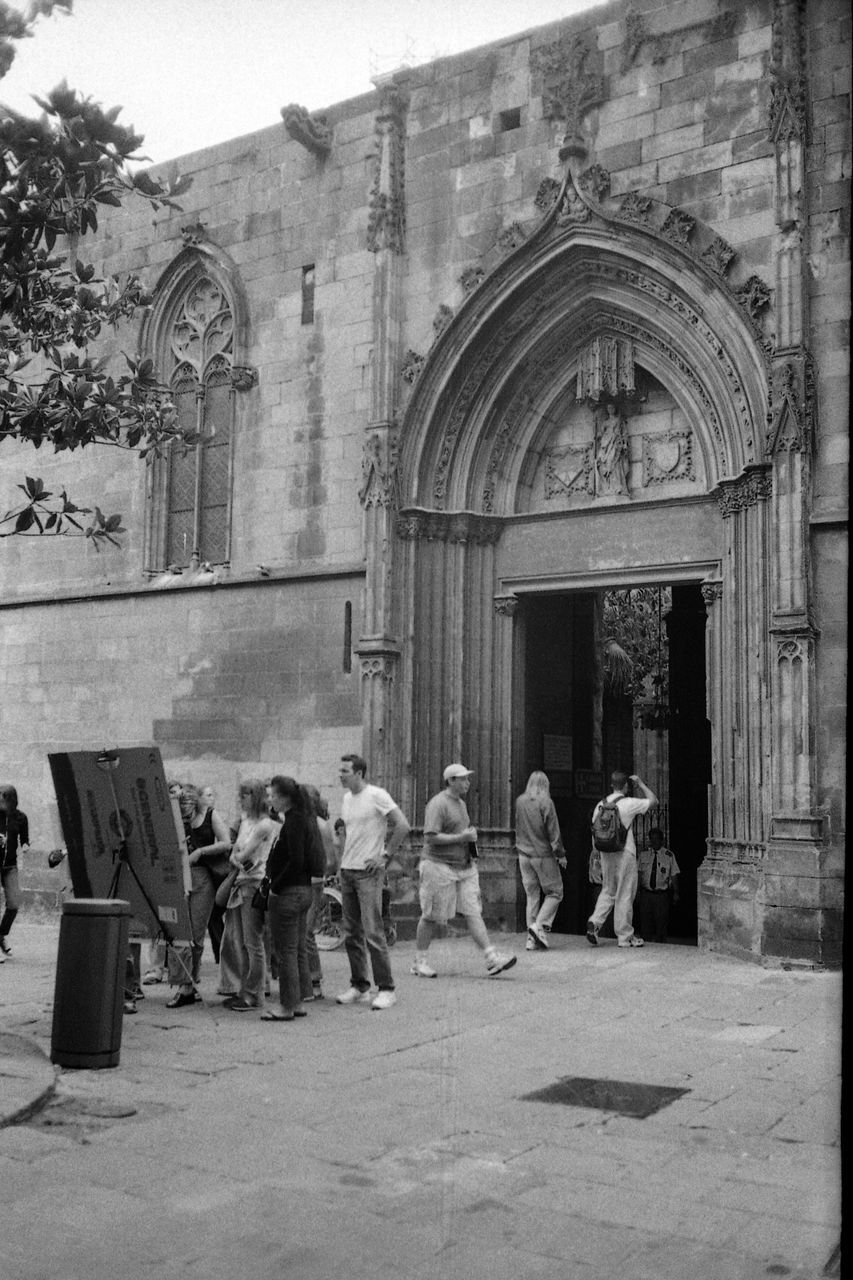
Porta de Santa Eulàlia.
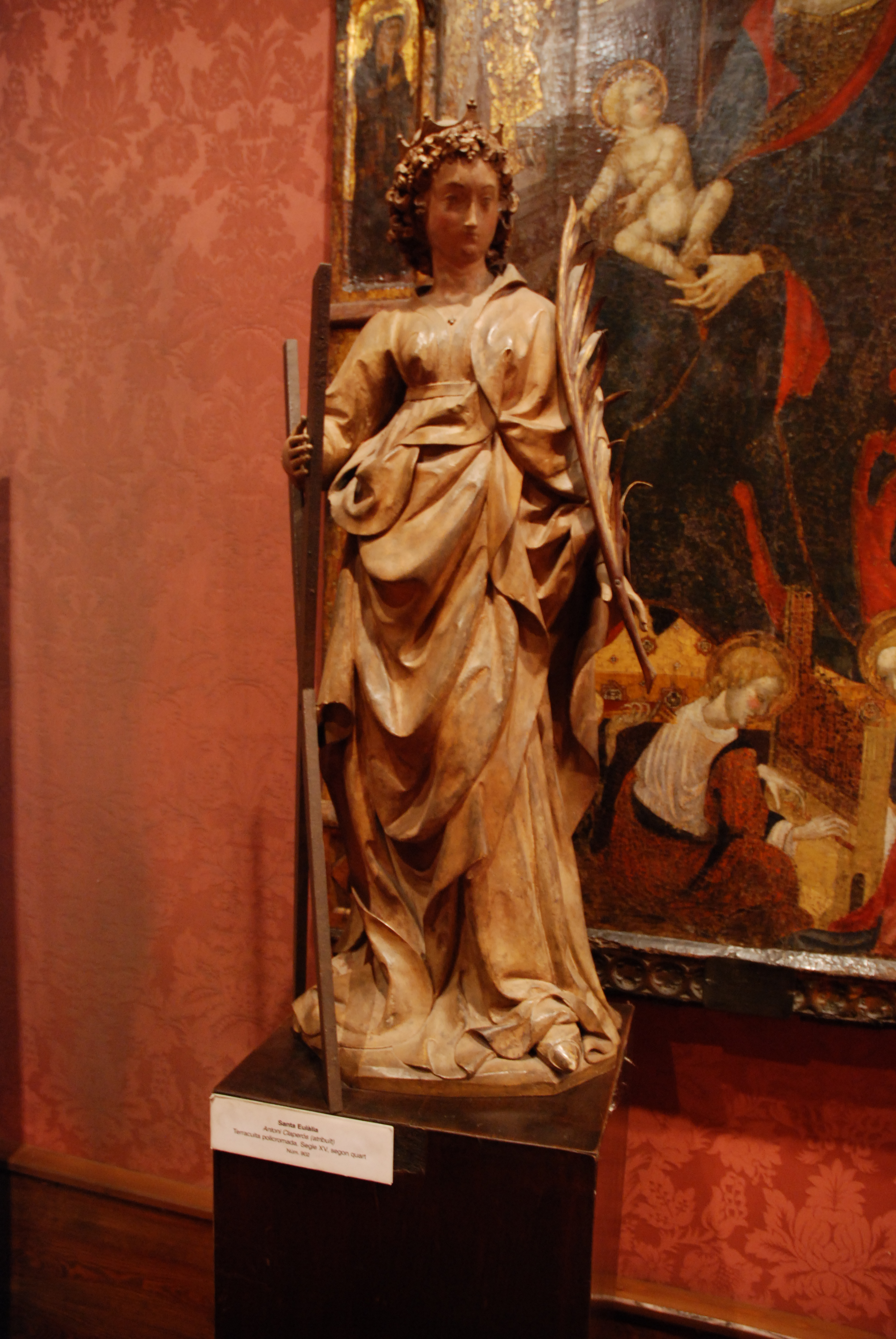
Santa Eulàlia, escultura en terracota d'Antoni Claperòs, provinent del timpà de la porta de Santa Eulàlia, avui al museu de la catedral

- La porta de Santa Eulàlia està situada al carrer del Bisbe i dona entrada al claustre. Similar a la porta de la Pietat, està construïda amb un arc conopial i al timpà hi ha una escultura de Santa Eulàlia, reproducció de l'original de l'escultor Antoni Claperós que es guarda al museu de la catedral. Als costats de la imatge estan tallats els escuts del bisbe Francesc Climent Sapera que va ser el que va pagar la galeria de ponent del claustre. Les arquivoltes estan llaurades amb fins fullatges.

- Per a la porta de Santa Llúcia vegeu l'article corresponent a la capella.

#### Torres-campanars
De final del segle xiii són les dues torres-campanars, d'inicis de la construcció gòtica, la situació de la qual correspon als extrems del creuer. Ambdues són vuitavades i de 53 metres d'altura.
Una de les torres dita de les hores o rellotge, se sustenta sobre l'entrada de Sant Iu. Dalt d'aquesta torre hi havia els rellotges de referència a tota la ciutat, deguts a la iniciativa del Consell Municipal, com el construït per Bernat Desplà el 1401, el de Bernat Vidal de 1464-1466, els de Jaume Ferrer de 1490 i 1494 i sobretot l'anomenat rellotge dels flamencs (en servei entre 1577 i 1864, ara al Museu d'Història de Barcelona) i el construït per rellotger suís Albert Billeter el 1864, encara en funcionament. A l'entrada de la cambra del rellotge una inscripció recorda que va ser feta el 1577 i una altra làpida esmenta els noms dels consellers d'aquell any. Així mateix, es troben en aquesta torre la campana Eulàlia, que és la més grossa, de set tones de pes, i és la que toca les hores, i la que duu el nom d'Honorata i dona els quarts. L'estructura superior és de ferro magníficament ornamentada i va ser construïda a la fi del segle xix seguint l'estil modernista. L'antiga versió de l'Honorata havia sigut destruïda per les autoritats borbòniques el 1714, juntament amb la Piràmide del Born, dins d'un procés de destrucció de símbols nacionals. La campana havia servit de toc a sometent per mobilitzar la població durant els catorze mesos setge previ. Va ser destruïda i amb el metall fos es van construir canons per a la Ciutadella.
L'altra torre és l'encarregada de les hores eclesiàstiques. En aquesta hi ha onze campanes, totes amb noms femenins.

#### Les campanes[37]
El campanar del claustre alberga un total d'onze campanes d'orígens i èpoques diferents. Després de la Guerra Civil espanyola, el campanar va quedar únicament amb cinc campanes dues de les quals avui encara es fan servir: són la més antiga, «l'Angèlica», petita i de principi del segle xviii i «la Tomasa», aquesta última és una de les campanes més conegudes a la Ciutat i a Catalunya; es tracta d'una peça molt grossa i amb un so molt bonic però que és completament invisible des del carrer. La Tomasa a part de ser molt grossa també és molt gruixuda, això fa que la nota sigui més aguda que d'altres de menor mida. Un cop passada la guerra es fongueren quatre campanes noves per enriquir el conjunt. Als anys setanta del segle xx l'empresa Guixà va traslladar les campanes a l'interior de la torre i va incorporar-hi quatre campanes més. Les notes de la majoria de les campanes existents oferien la possibilitat de crear un conjunt en l'escala diatònica de Si Bemoll Major. Tres de les campanes antigues varen ser descartades i des de llavors romanen abandonades en una cambra al mig de la torre. El noc conjunt va deixar en projecte de creació de la campana major afinada en Sib, la nota tònica del conjunt, l'any 1998 es fongué la nova campana de nom «Montserrat», un obsequi de l'ajuntament de Barcelona, i del banc Crédito y Caución. Aquesta campana fol la més grossa i darrera que fabricà Guixà. És la sisena campana més grossa de Catalunya i porta la següent inscripció: #SANTA ESGLÉSIA CATEDRAL BARCELONA - 7 SEGLES DE LA PRIMERA PEDRA GÒTICA - 1298 - 1998 - 700 ANYS#. El conjunt és el més nombrós de Catalunya.
El campanar del rellotge o de Sant Iu sosté les dues campanes horàries, la de les hores és la campana més grossa de Catalunya.
A l'interior del temple hi ha dues esquelles que s'utilitzen per l'eixida de missa, la consagració i altres funcions litúrgiques.
| Nom popular          | Nom/s real/s                                           | Fonedor                                    | Any  | Boca (cm) | Massa (kg) | Afinació |
| -------------------- | ------------------------------------------------------ | ------------------------------------------ | ---- | --------- | ---------- | -------- |
| L'Oleguera           | -                                                      | Guixà (Monistrol de Montserrat, Barcelona) | 1975 | 60        | 125        | Mib 4    |
| La Severa            | -                                                      | Guixà (Monistrol de Montserrat, Barcelona) | 1975 | 64        | 152        | Re 4     |
| L'Angèlica           | Ave Maria                                              | Ioan Andrev                                | 1709 | 72        | 216        | Do 4     |
| La Paciana           | -                                                      | Guixà (Monistrol de Montserrat, Barcelona) | 1975 | 84        | 343        | Sib 3    |
| La Narcisa           | -                                                      | Guixà (Monistrol de Montserrat, Barcelona) | 1975 | 90        | 422        | La 3     |
| La Gregòria          | Gregòria, Josepa i Joana                               | Hijo de Esteban Barberí (Olot, Girona)     | 1943 | 94        | 481        | Sol 3    |
| La Dolors            | Maria de la Mercè, Maria dels set Dolors i Narcisa     | Barberí (Olot, Girona)                     | 1958 | 114       | 858        | Fa 3     |
| L'Antònia            | Amadea, Antònia i Joana                                | Barberí (Olot, Girona)                     | 1949 | 119       | 951        | Mib 3    |
| La Mercè             | Maria de la Mercè, Joepa i Joana                       | Stephanus Barberi Filius (Olot, Girona)    | 1946 | 137       | 1489       | Do 3     |
| La Tomasa            | Déu Omnipotent, Santa Maria i Sant Tomàs de Canterbury | Josephvs Barnola (Barcelona)               | 1758 | 157       | 2241       | Re 3     |
| La Montserrat        | -                                                      | Guixà (Monistrol de Montserrat, Barcelona) | 1998 | 175       | 3103       | Sib 2    |
| Campana dels Quarts  | Honorata                                               | Francisco Calbetó                          | 1865 | 109       | 750        | Do# 3    |
| Campana de les Hores | Eulàlia, Alfonsa i Maria de les Mercès                 | Francisco Calbetó                          | 1865 | 232       | 7230       | Sol# 2   |

| Nom popular                                     | Nom real             | Localització                     | Fonedor       | Any  | Boca (Cm) | Massa (kg) |
| ----------------------------------------------- | -------------------- | -------------------------------- | ------------- | ---- | --------- | ---------- |
| L'Oleguera antiga                               | Ave Maria            | Cambra del campanar del claustre | Antoni Fenodi | 1529 | 57        | 127        |
| L'Esquella Xica                                 | -                    | Cambra del campanar del claustre | ?             | 1545 | 72        | 235        |
| L'Esquella de Prima                             | la Veu del Senyor    | Cambra del campanar del claustre | ?             | 1321 | 83        | 331        |
| Campana del quarts interior "l'Esquella Xica"   | Ave Maria            | Trifori                          | ?             | 1583 | 32        | 19         |
| Campana de les hores interior "l'Esquella Gran" | -                    | Trifori                          | ?             | ?    | 33        | 21         |
| La Vedada                                       | Jesús, Maria i Josep | Museu                            | ?             | 1709 | 38        | 32         |

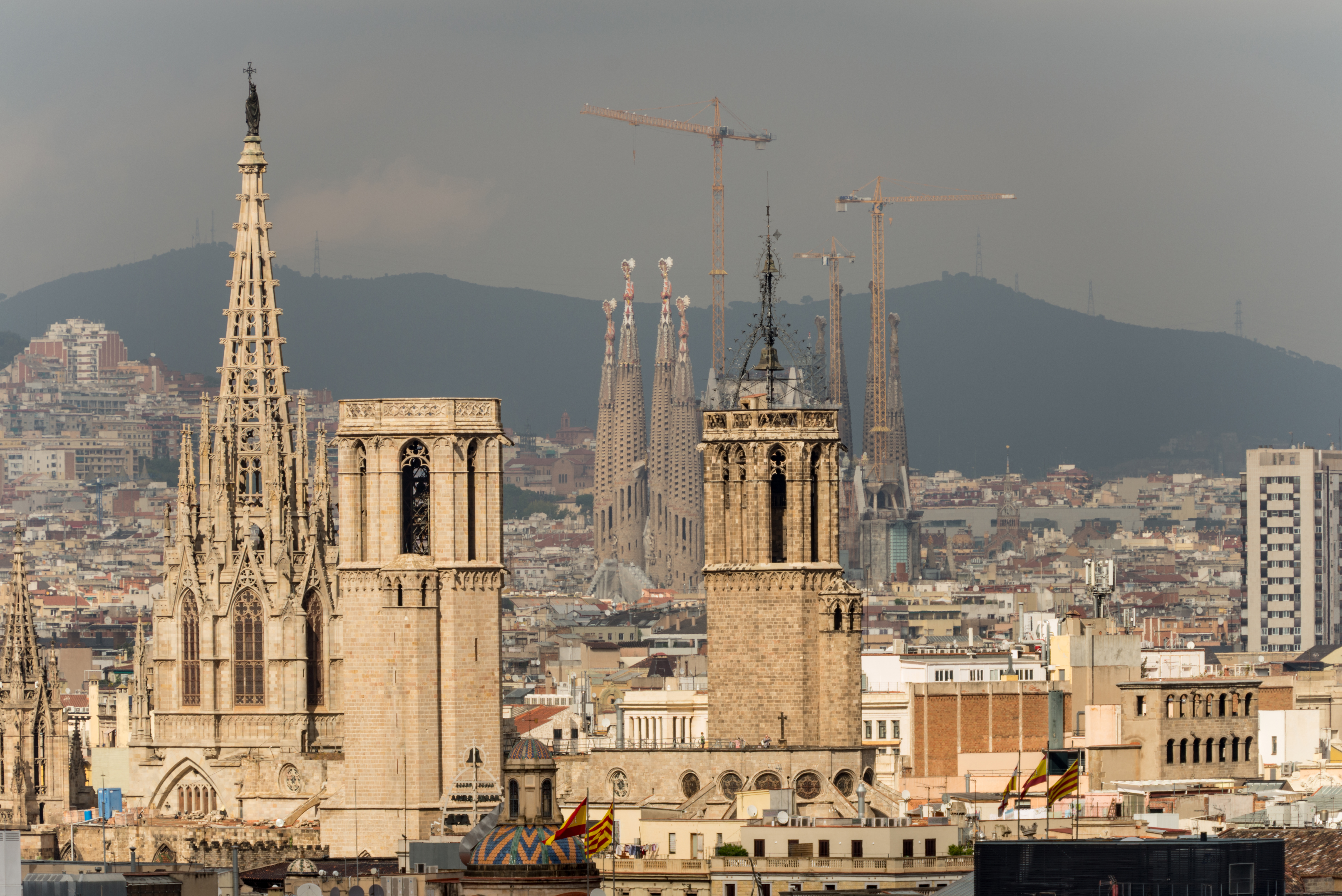
Les torres s'alcen sobre els terrats de la Ciutat Vella.
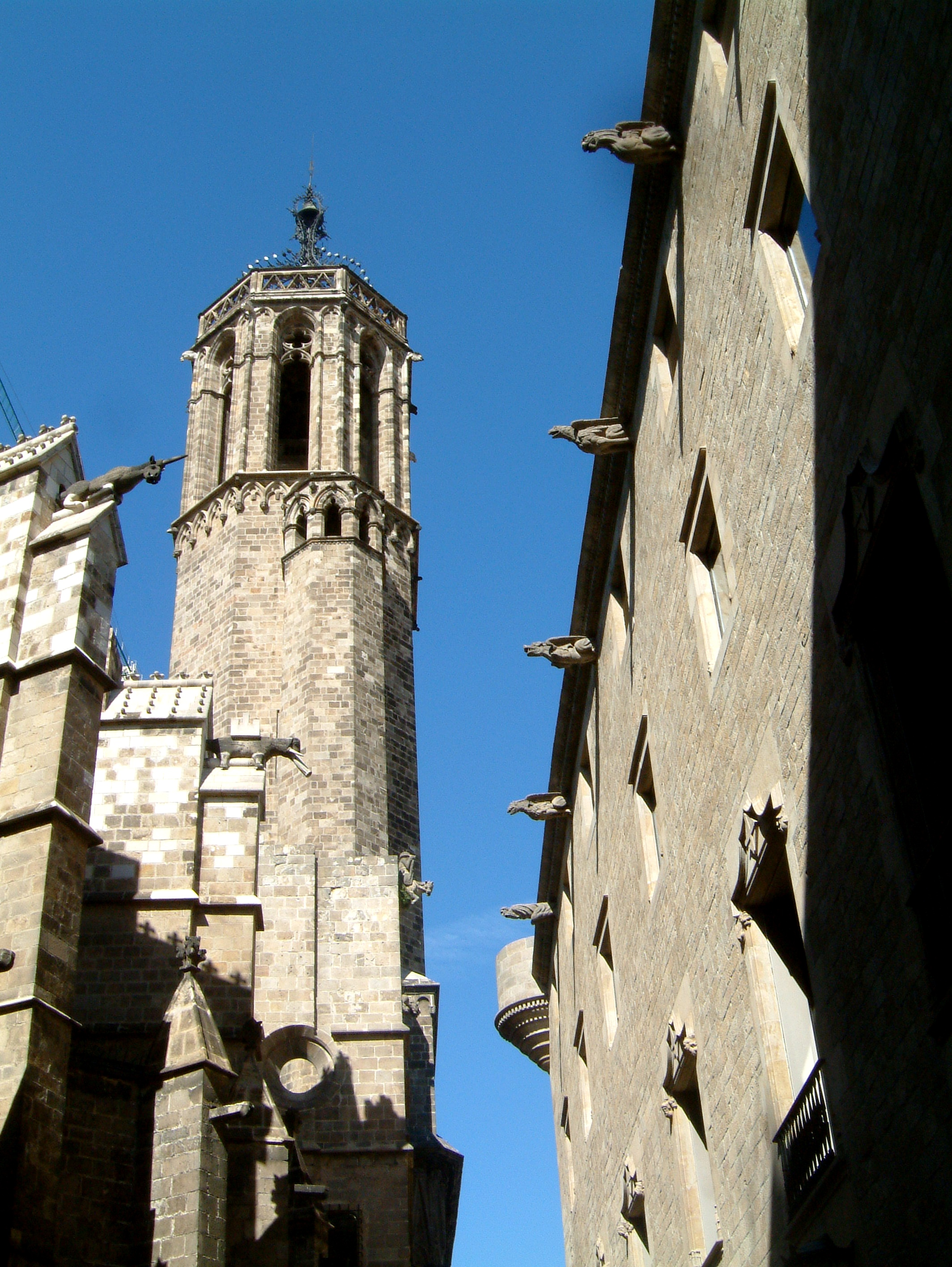
Campanar de la porta de Sant Iu, amb la torreta de l'escala.
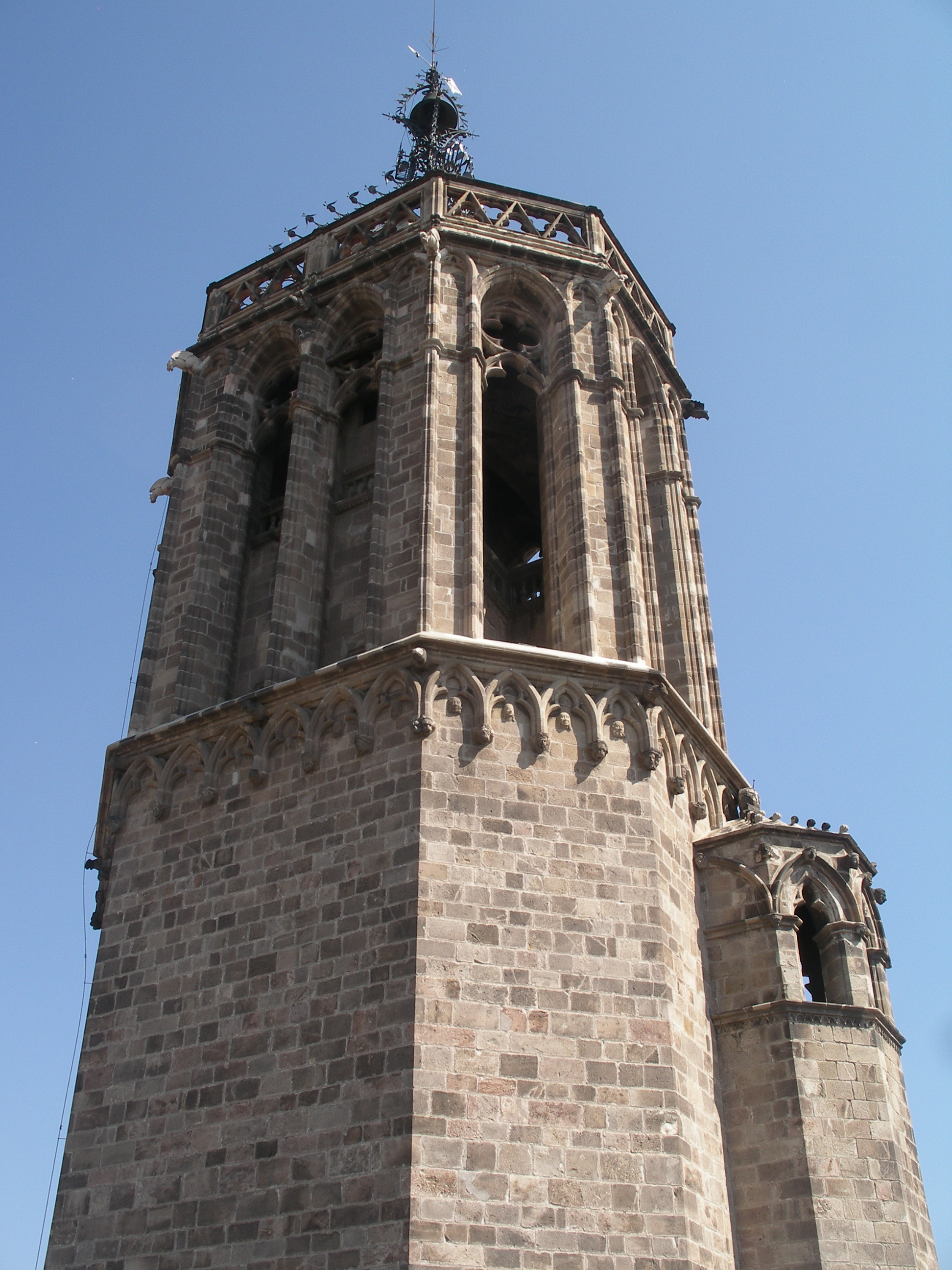
Campanar de la catedral de Barcelona.
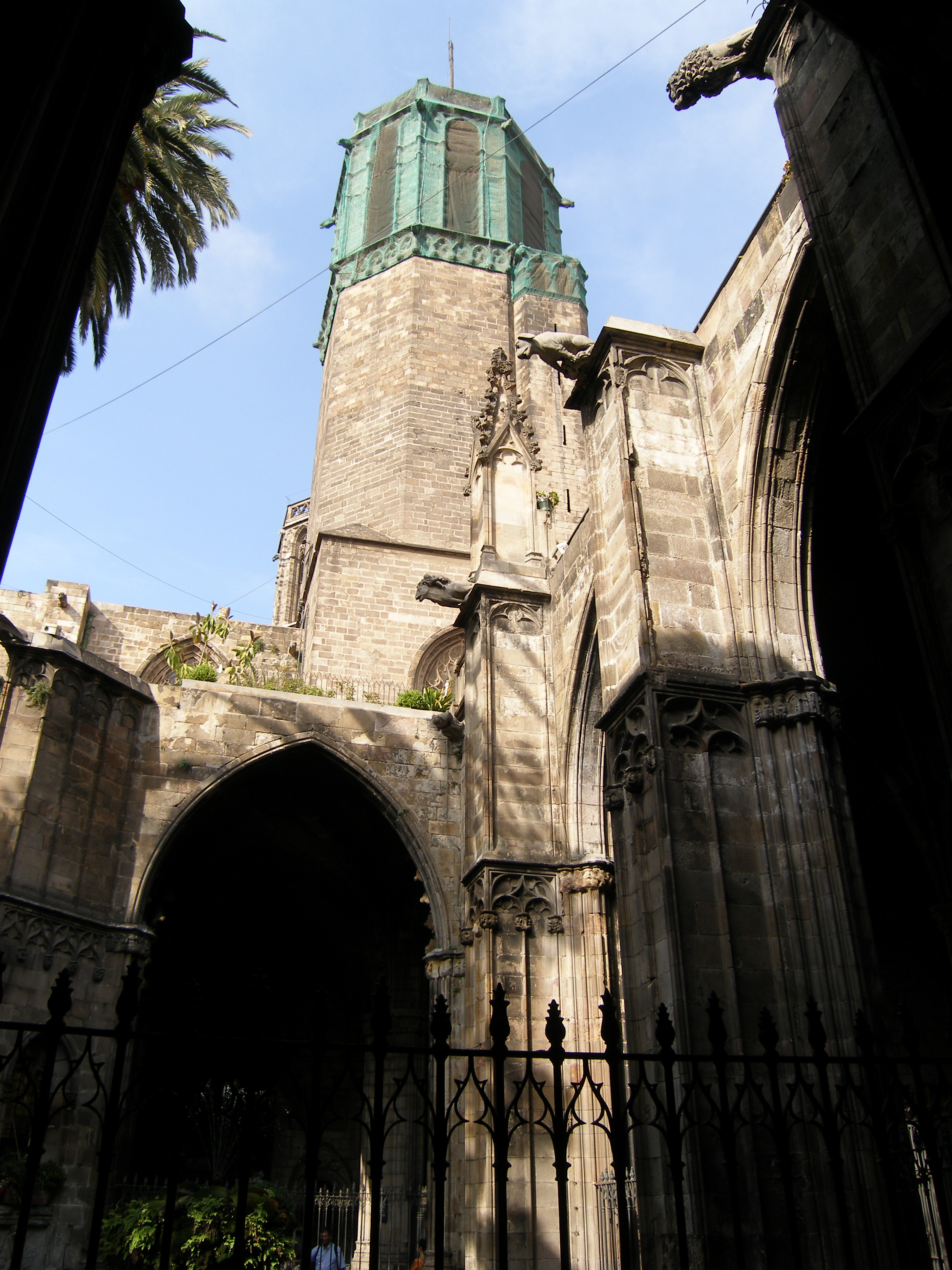
Campanar del costat de l'Epístola des del claustre.
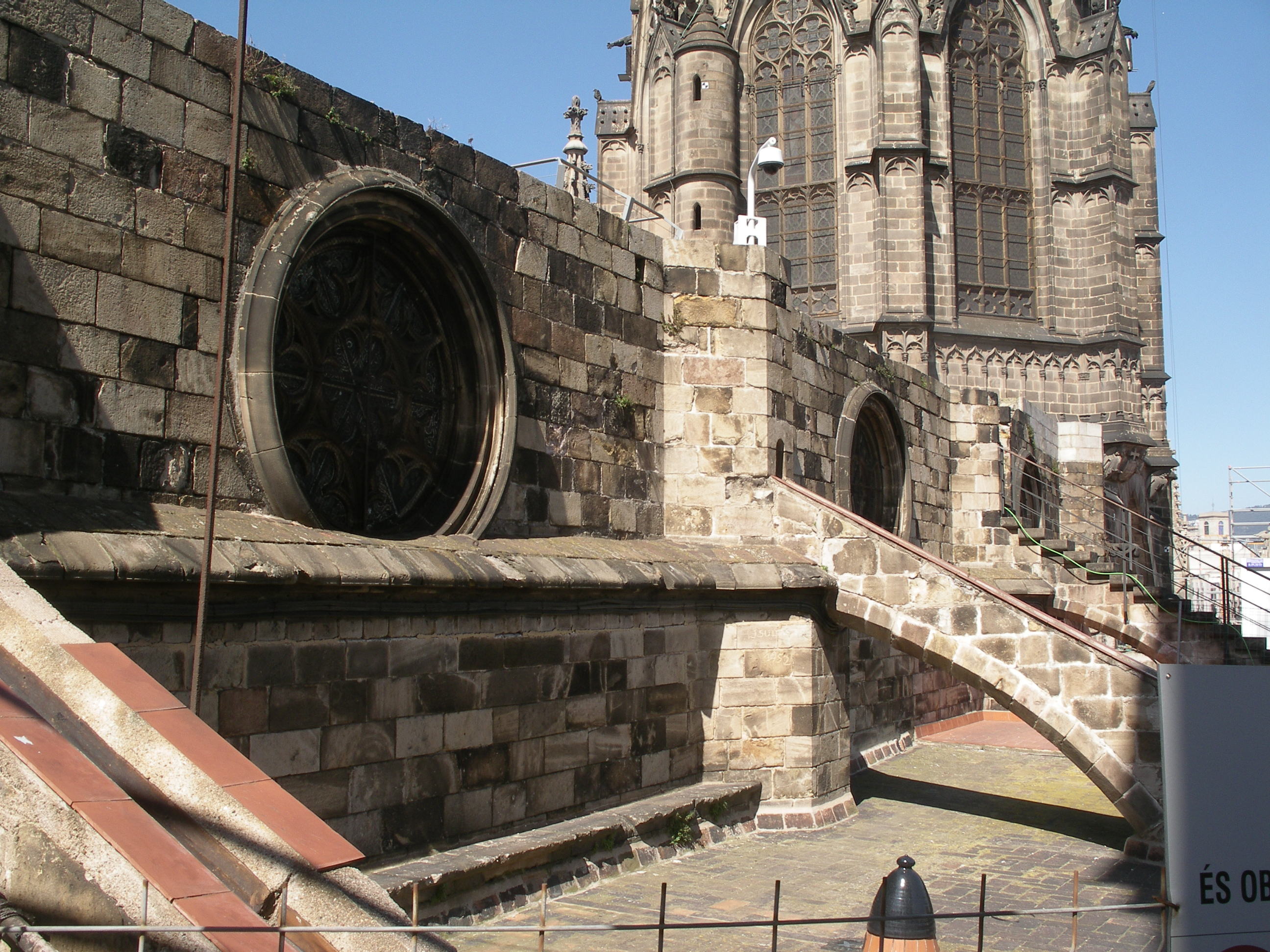
Terrat de la catedral, contraforts i cimbori.

#### Gàrgoles
Com la majoria de les catedrals gòtiques, la de Barcelona té cent seixanta gàrgoles, per on s'aboca l'aigua de la pluja de les teulades.
Les gàrgoles més antigues són les de l'absis al costat de la porta de Sant Iu, que deuen ser de principi del segle xiv, i representen un home cofat amb una gorra que recorda una barretina, un cavaller armat a cavall, un unicorn i un elefant. La de l'elefant porta a l'esquena una estructura en forma de castell, de l'estil de les que es fan servir a orient per la cacera o la guerra i que els elefants porten sovint a les representacions medievals; la trompa, que veiem d'un color diferent, és fruit d'una reparació posterior. La gàrgola del cavaller, abillat ostensiblement amb casc, cuirassa, escut i esperons, i el cavall amb brida, s'ha relacionat amb la confraria dels freners o dels esteves (per l'advocació de sant Esteve), que agrupava els freners i oficis afins, que feien arreus, armes i cuirasses i ocupaven aquest tros de la ciutat, coneguda com a barri de la Freneria (hi ha un tram de carrer que encara conserva aquest nom) que s'estenia fins a la plaça de Sant Just; en aquesta mateixa zona de la catedral, en una de les osseres situades entre els primers contraforts de l'absis, encara s'hi pot llegir una inscripció del 1740 amb el nom de la confraria. Les altres gàrgoles de l'absis representen animals comuns, com un bou, un xai, un porc i un gos amb collar, i als contraforts inferiors ovelles, gossos i llops. Els acompanyen un lleó, un aguiló i un animal monstruós.

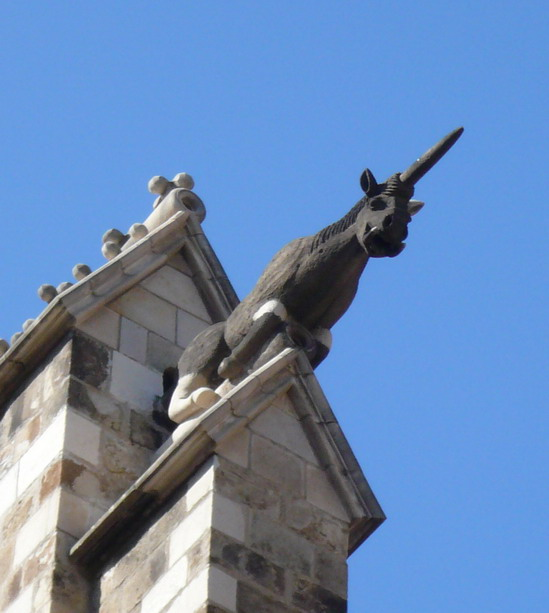
Gàrgola de l'unicorn.
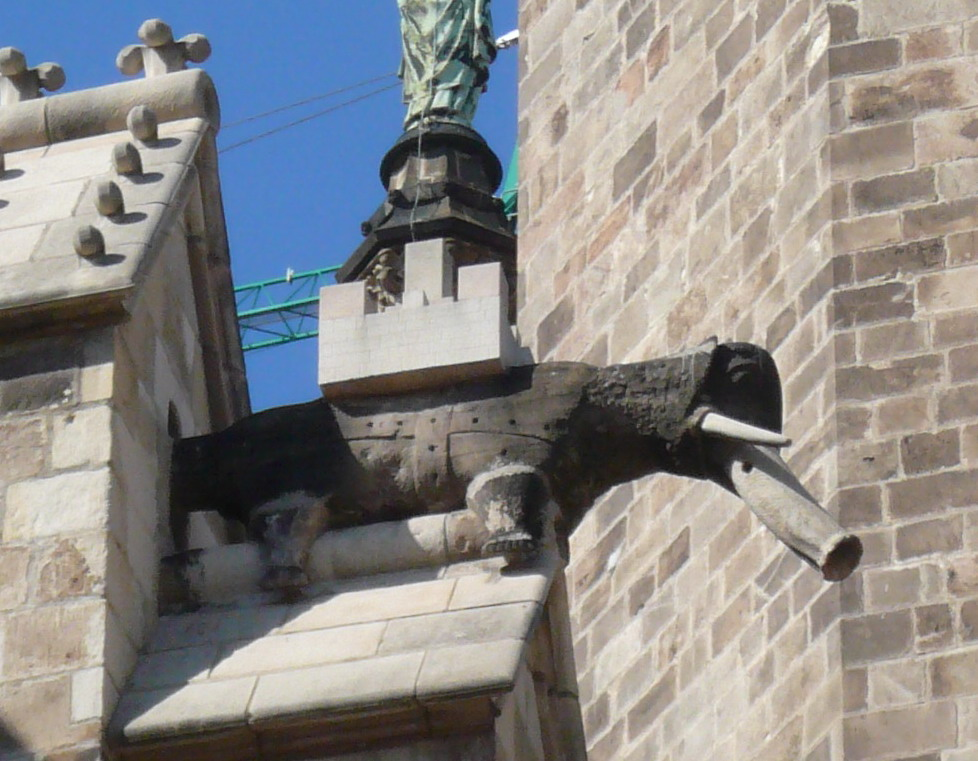
Gàrgola de l'elefant.
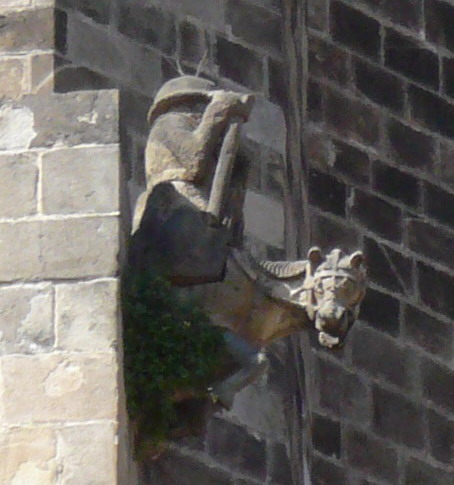
Gàrgola del cavaller.
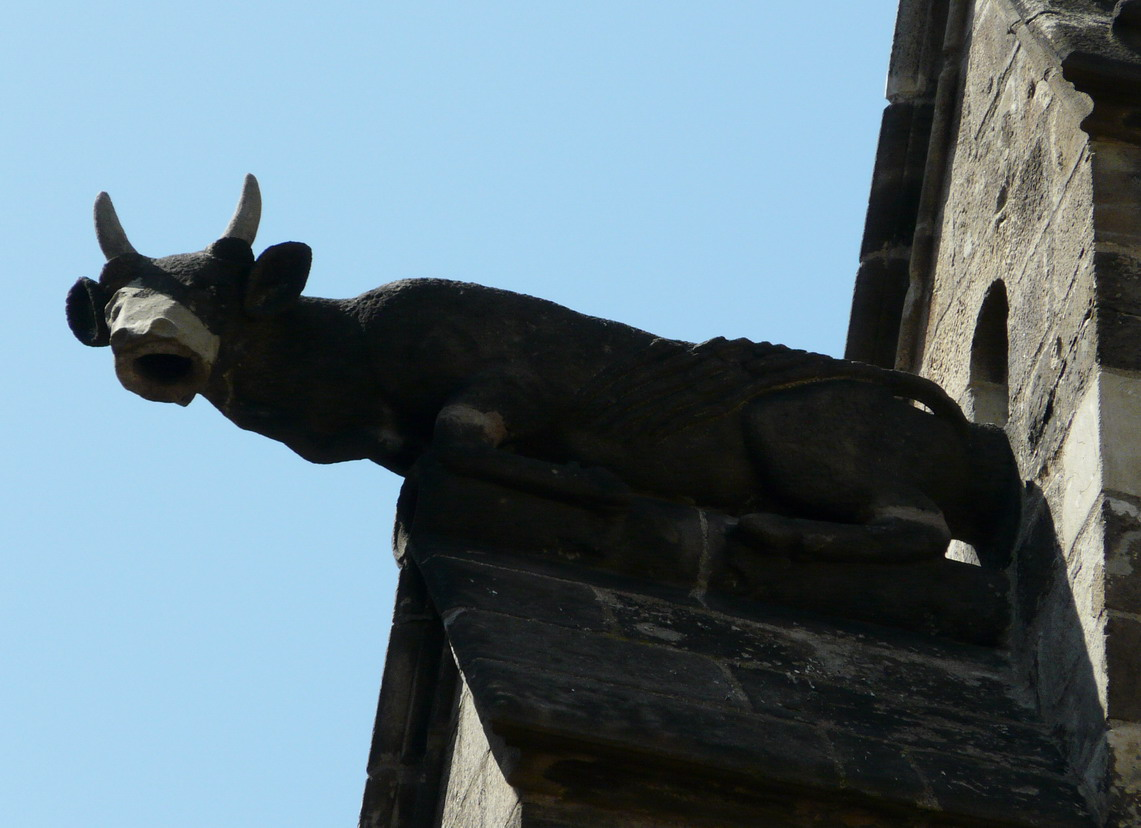
Gàrgola del bou.
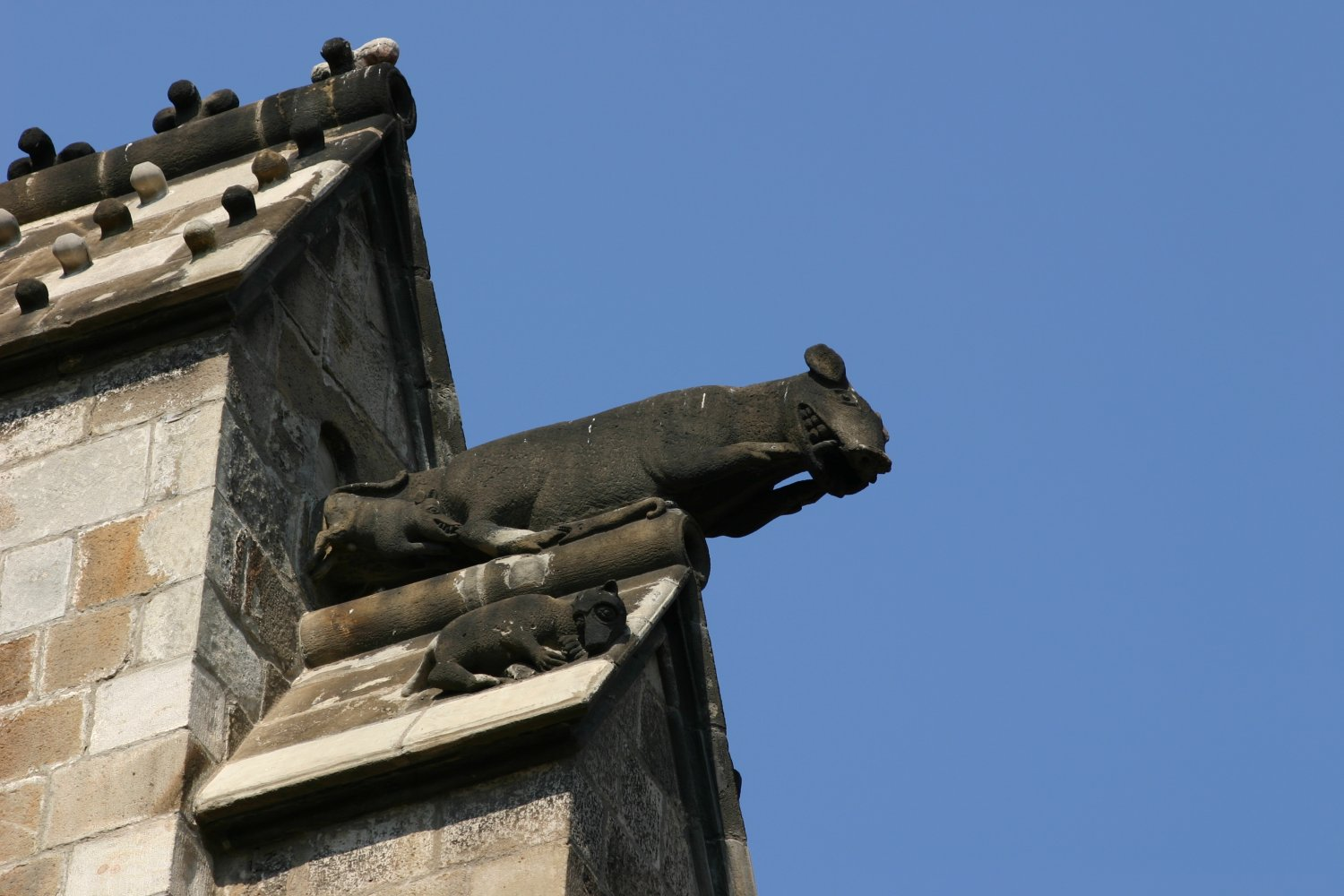
Gàrgola amb gos.

Les gàrgoles del claustre ja són del segle xv, i les quatre de les cantonades representen els símbols dels evangelistes.
Segons una tradició popular, les gàrgoles són bruixotes que, quan passava la processó del Corpus Christi, escopien, i van ser castigades a quedar-se petrificades com a figures monstruoses, amb la missió d'escopir l'aigua de les teulades de la catedral.

### Interior

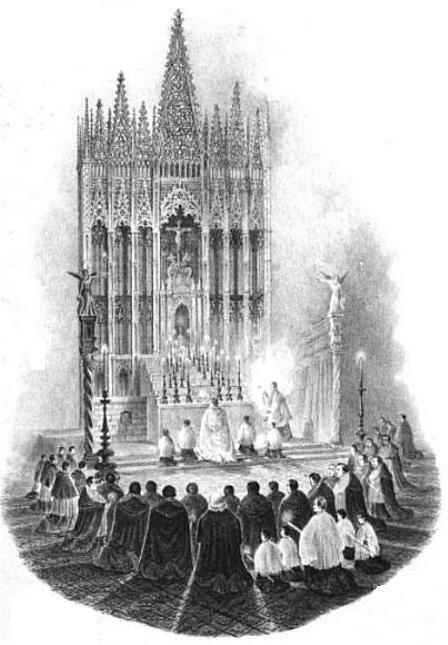
Il·lustració de l'altar major (1839).

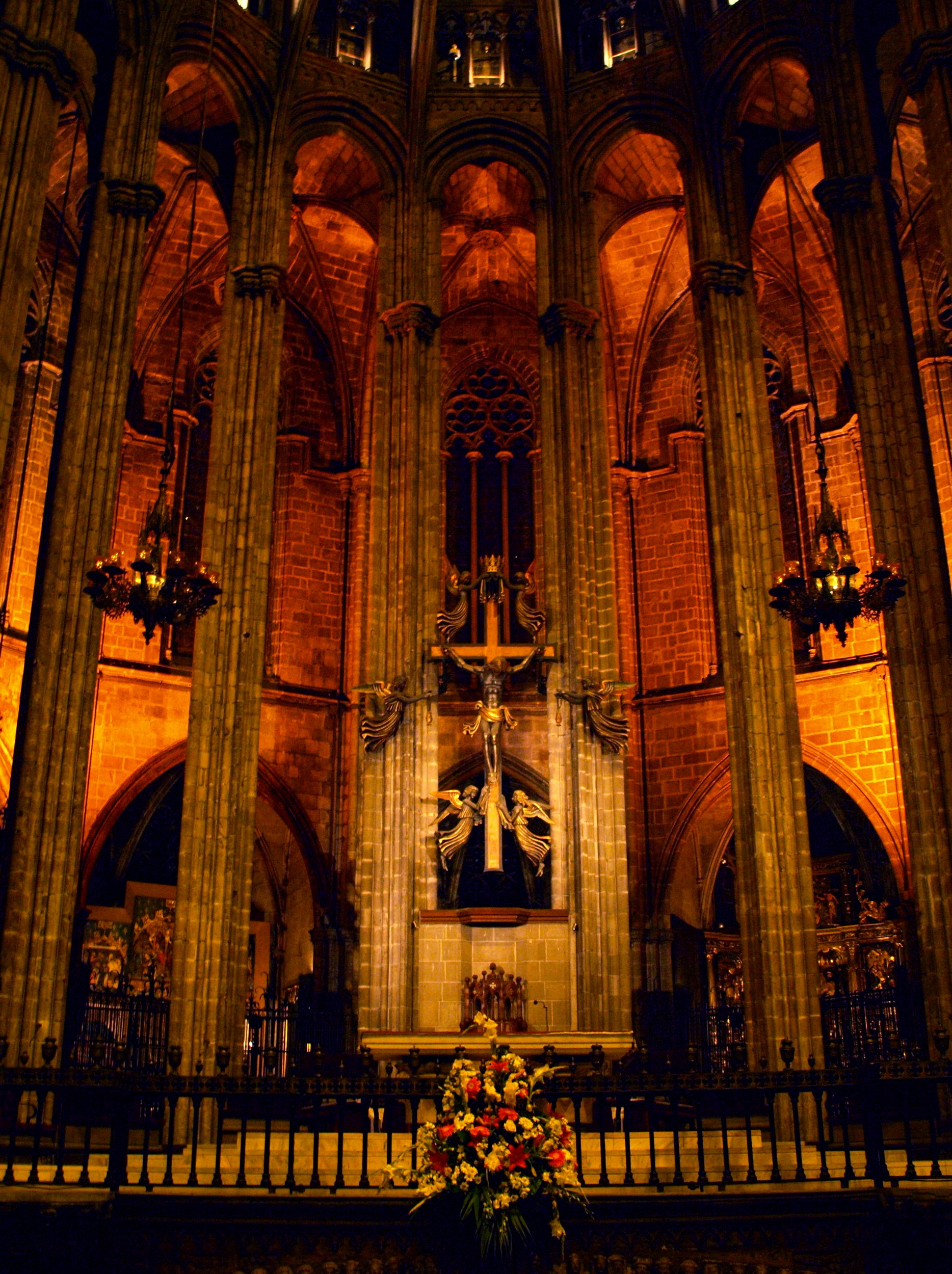
Actual altar major de la catedral de Barcelona.

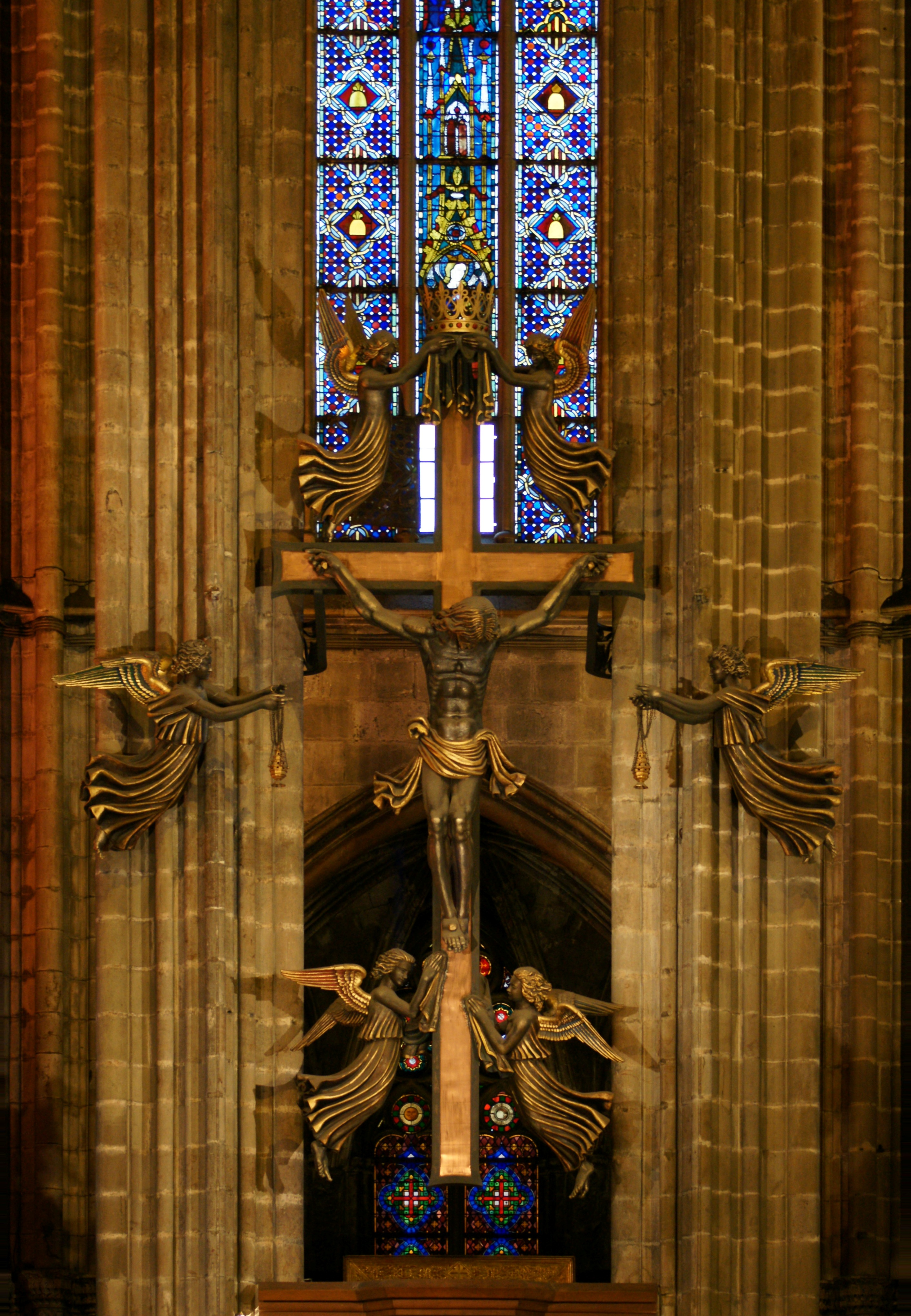
L'exaltació de la Creu envoltada per sis àngels.

#### Altar major
Consagrada l'any 1337 pel bisbe Ferrer Abella (1335-1344), l'ara de 3 m de longitud és de marbre blanc i està sostinguda per dos capitells del primitiu temple visigòtic del segle vi. Al fons i a mitjana altura de les columnes centrals es pot veure la imatge de l'exaltació de la Creu envoltada per sis àngels, obra de l'escultor Frederic Marès i Deulovol realitzada l'any 1976
Fins al 1970, a l'altar major hi havia un retaule gòtic purament arquitectònic, de fusta daurada amb una estructura de fornícules superposades formant arcs i traceries, sense cap altra decoració escultòrica. Data del final del segle xiv i és un dels rars exemples conservats d'aquest tipus de retaule. El segle xvi es va alçar sobre un sòcol renaixentista. A la fornícula central hi havia una creu de talla de 1746. Va ser substituït per adaptar el presbiteri a la litúrgia postconciliar i traslladat a la propera església de Sant Jaume.

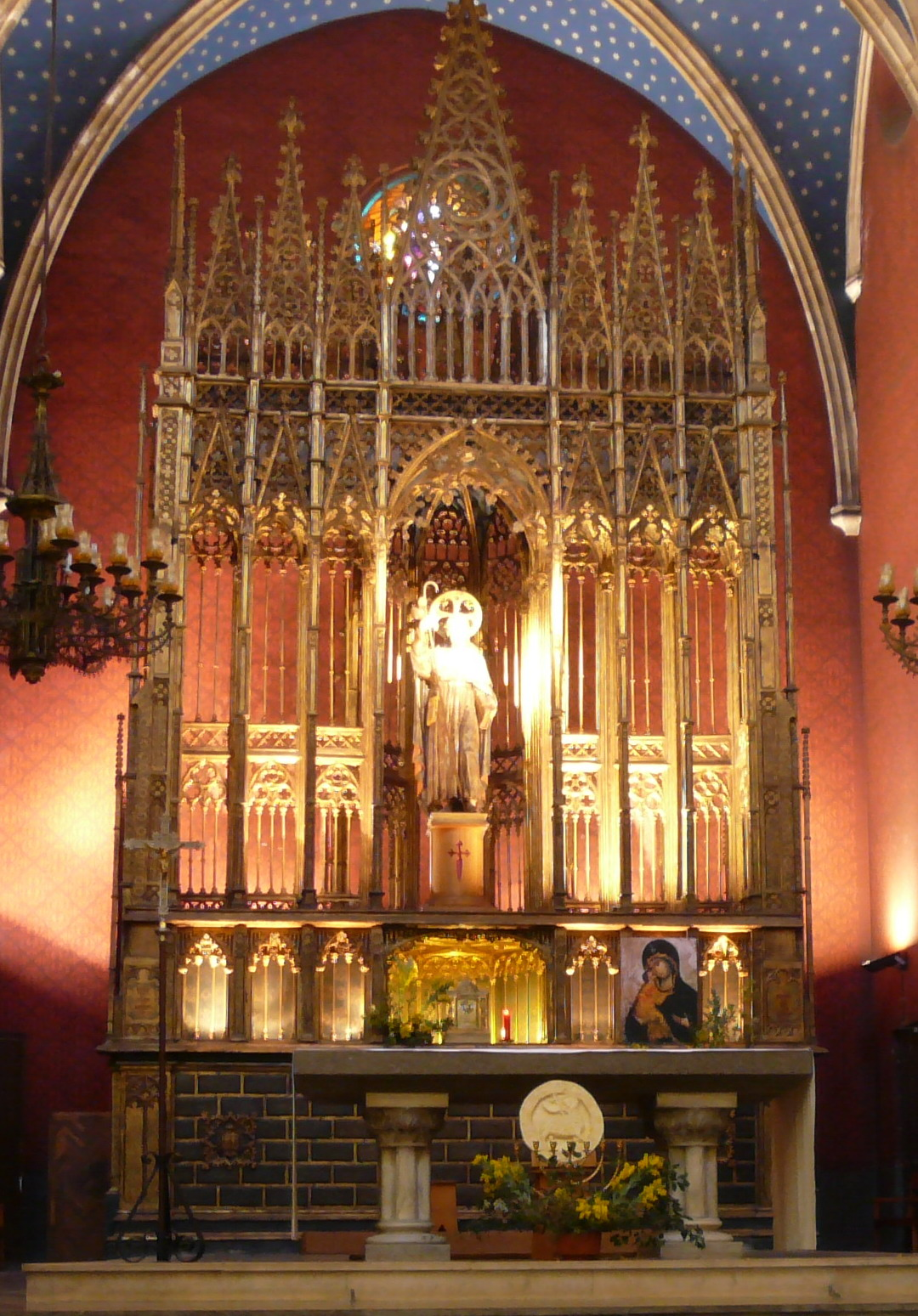
Antic retaule de l'altar major, ara a l'església de Sant Jaume; en lloc de l'escultura del sant, a la catedral hi havia una creu de talla

A la part inferior hi ha la càtedra, tallada a mitjan segle xiv en alabastre, el respatller de la qual, de fusta, és de l'any 1967 i a sobre hi ha l'escut del cardenal arquebisbe Ricard Maria Carles i Gordó (1990-2004).

#### Vitralls
Considerades com una de les característiques de l'art gòtic, amb l'obertura de grans finestrals per deixar pas a la llum exterior, després de l'època romànica, que les construccions eren de murs gruixuts i sense obertures o si les havia, poques i molt estretes, amb excepcions com la de la Catedral d'Augsburg de l'any 1100 amb figures precursores de les gòtiques.
Els vitralls gòtics de la catedral, tots són amb el mateix esquema de tres carrers, el central amb la imatge del titular i els laterals amb decoracions geomètriques que emmarquen escuts reials, de la ciutat, àngels i coronament trilobulat.
Les èpoques dels vitralls es poden dividir en tres parts: La primera, datada els anys 1317- 1334 per l'escut del bisbe Ponç de Gualba que s'aprecia a la vidriera de la Santa Creu i Santa Eulàlia, recull tots els vitralls de la capçalera, sobre les capelles radials. A més d'aquesta, la de Sant Pere, la del papa Sant Silvestre on als laterals hi ha caps de sants bisbes de l'autor dit Mestre de Sant Silvestre fet l'any 1386 i la de Sant Esteve.
De la segona etapa, al voltant de l'any 1400, són les dels extrems de l'absis: Sant Andreu amb els escuts del bisbe Armengol de l'any 1398/1408, i la de Sant Antoni Abat, realitzada per Nicolau de Maraya els anys 1405/1407.
De la tercera etapa o grup són els realitzats en el segle xv, com ara la vidriera de Sant Miquel arcàngel i la principal, situada a la capella del baptisteri, de l'any 1495 l'autor de la qual va ser Gil de Fontanet amb cartrons dibuixats de Bartolomé Bermejo. Tal com es pot llegir en la franja inferior de la vidriera, es tracta del Noli me tangere.
Realitzades el segle xx, són les que es troben als peus del temple: la pagada per la Diputació de Barcelona és la que representa sant Jaume, sant Antoni Abat, sant Alexandre i santa Joaquima de Vedruna; la pagada per l'Ajuntament de Barcelona, amb sant Sever, sant Josep Oriol, sant Medir i sant Vicenç Ferrer; la de la Mare de Déu dels Àngels i sant Bartomeu, sufragada per Bartolomé Barba Hernández, governador civil de Barcelona (1945-1947); la de la Mare de Déu d'El Buste i sant Gregori, amb l'escut de l'arquebisbe-bisbe Gregorio Modrego Casaus (1942-1967), etc.

#### Claus de volta
- Santa Eulàlia (sobre el presbiteri)
- El Pare Etern voltat d'angelets vermells
- Clau de volta de la Mare de Déu de la Misericòrdia

La restauració de 1970 va permetre descobrir la policromia de les claus de volta que el pas dels segles havia anat enfosquint. En total hi ha 215 claus, les més grosses de les quals són les de la nau principal; fan dos metres de diàmetre i pesen unes cinc tones. Les de la volta central, començant pel presbiteri, són: 
- Crist crucificat entre la Mare de Déu i sant Joan, amb els símbols del sol i la lluna.
- Santa Eulàlia amb l'escut de Blanca de Nàpols, esposa de Jaume II. Datada el 1320.
- La Mare de Déu de la Misericòrdia, que acull sota la seva capa, a un costat, un papa, un rei, un cardenal, un bisbe i un canonge; a l'altre costat, la reina, una religiosa i tres figures femenines més. Data de 1379.
- L'Anunciació. La Mare de Déu amb l'arcàngel Gabriel. Any 1379.
- Un bisbe amb diaques. Es creu que es tracta del bisbe Pere Planella (1371-1385) perquè hi ha el seu escut al lateral de la clau.
- El Pare Etern envoltat d'àngels, de l'escultor Pere Joan. Realitzada l'any 1418.

Una altra gran clau és la que es troba a la cripta de Santa Eulàlia i que representa la santa amb la Mare de Déu i el Nen Jesús. Prop de la porta de Sant Iu, la seva clau representa sant Pere i està envoltada d'altres quatre de petites de forma trilobulada. La de la porta de la sortida al claustre, al costat oposat, representa sant Joan Evangelista amb el seu símbol de l'àguila; també està envoltada d'altres quatre més petites.

#### Cor

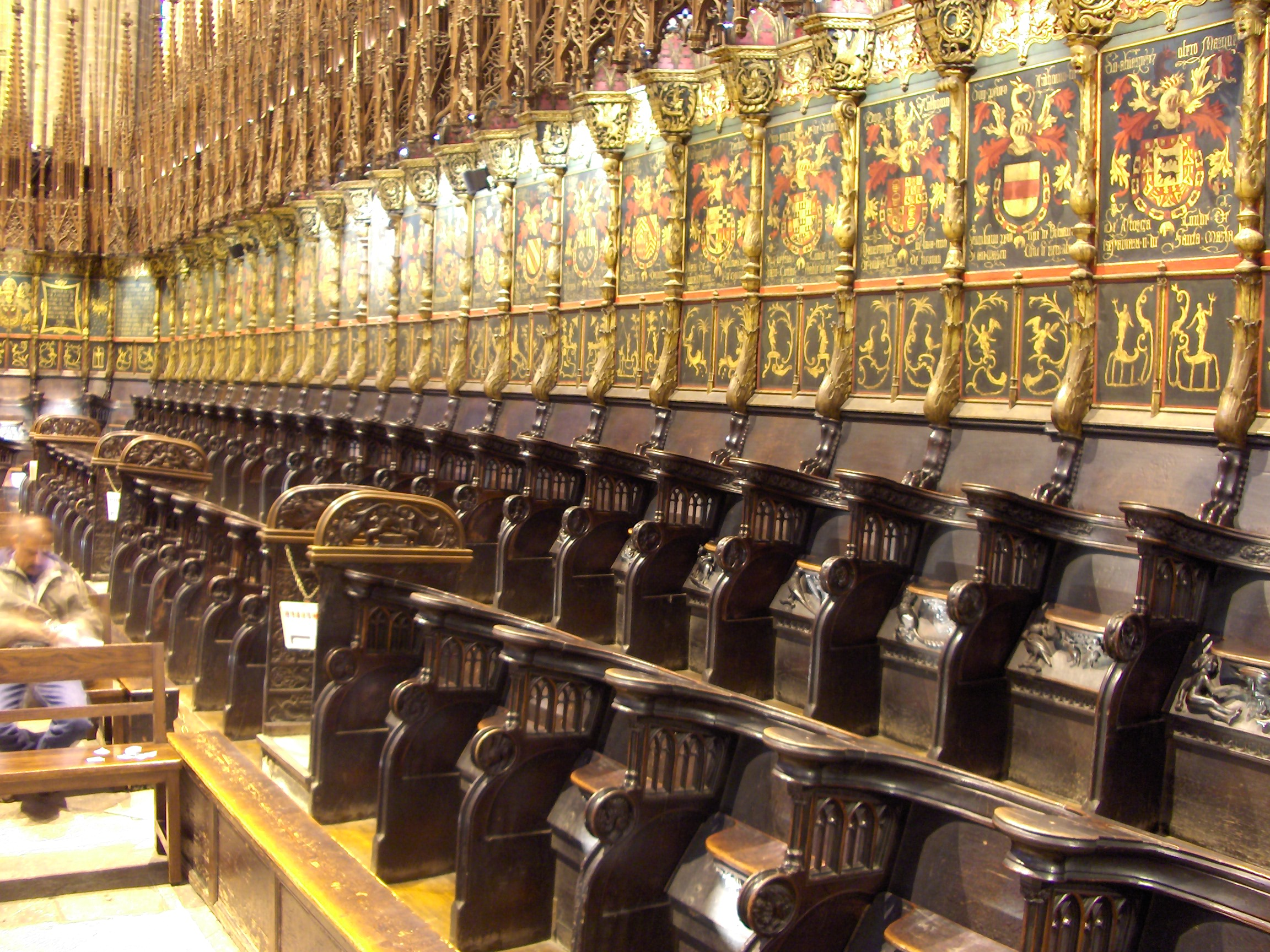
Vista lateral del cor de la catedral amb les pintures de Joan de Borgonya.

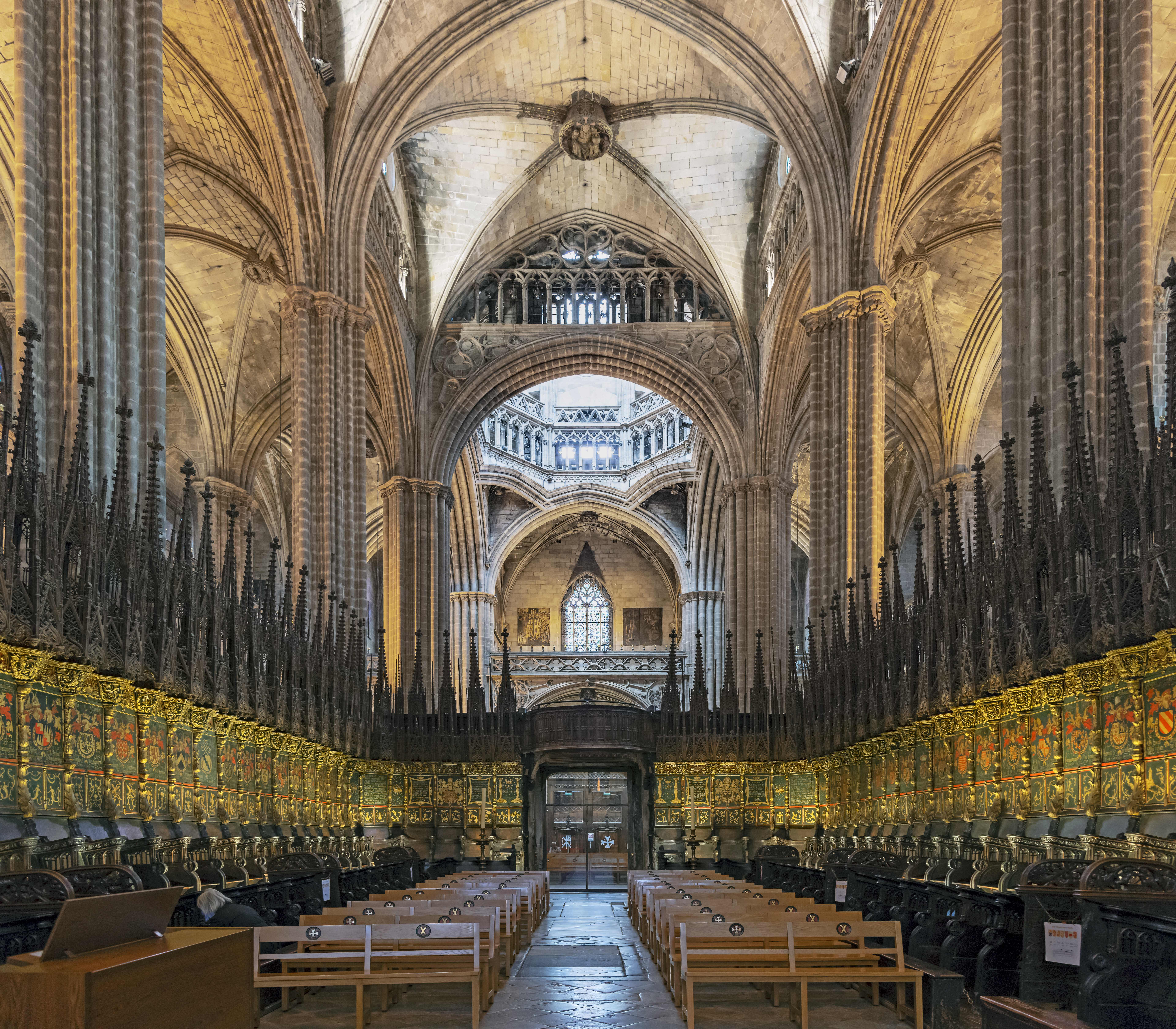
El cor.

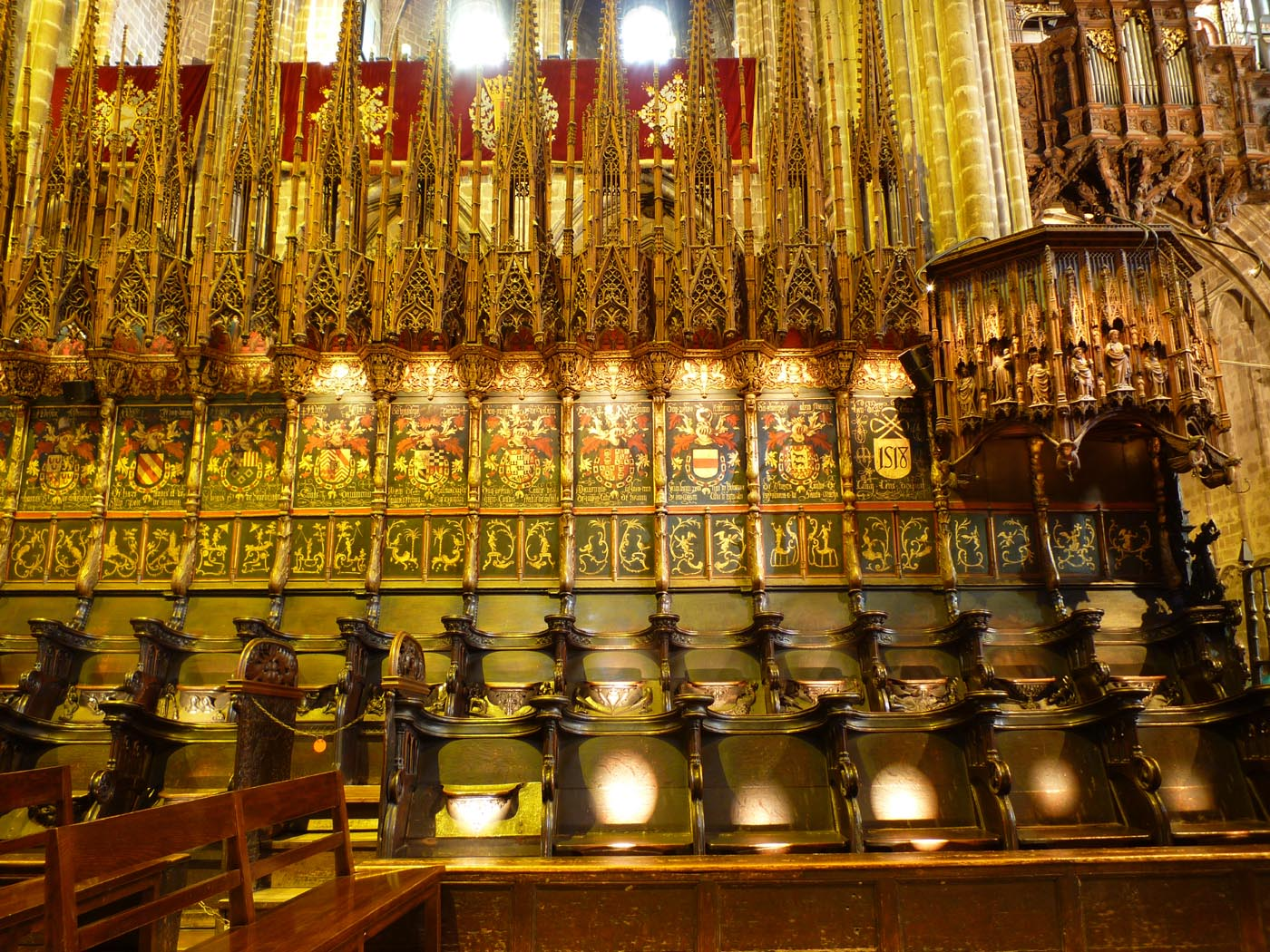
Costat de l'Evangeli i trona.

Les obres del cor van començar sota el mandat del bisbe Ramon d'Escales l'any 1390.
Els murs del cor van ser fets per Jordi de Déu amb mènsules que representen profetes de l'Antic Testament. Al lateral esquerre el mateix artista va crear l'escala d'accés a la trona i, als seus brancals d'entrada, dues petites escultures que representen l'Anunciació.
L'any 1394 es va encarregar a Pere Sanglada, escultor ja consagrat, que realitzés el cadirat del cor; per ordre del capítol catedralici va viatjar a Girona, a Elna, a Carcassona i finalment a Bruges, on va comprar la fusta de roure per fer el cadirat.
Es va envoltar de bons ajudants com Pere Oller i Antoni Canet i començà la primera fase del cor amb el cadirat, els medallons dels braçals i les misericòrdies, que és on es concentren les més importants escultures. De temes variats, els religiosos són els menys representats i són les escenes de dansa, jocs i música, entre d'altres, les que criden més l'atenció.
S'encarrega a Pere Sanglada la realització del púlpit, també de roure, de forma prismàtica, amb un fons arquitectònic de traceries i pinacles on hi ha quinze imatges que representen, entre d'altres, Jesucrist amb sant Pere i sant Pau i un altre panell de la Mare de Déu amb santa Eulàlia i santa Caterina. A la part inferior del púlpit hi ha arcuacions amb claus de volta que representen les de la catedral. Es va finalitzar l'any 1403, que és quan l'escultor va rebre cent florins com a saldo del compte del púlpit: Pro operando tronam dicte Sedis ubi predicatur et ymagines que existunt eadem..
Anys més tard es va continuar el cor amb el cadirat de Macià Bonafè, que va tallar altres 48 cadires i les finalitzà l'any 1459. Amb aquesta obra, va sobrepassar la de Pere Sanglada per a ser el cadirat alt.
L'any 1483 l'alemany Michael Lochner va ser encarregat de fer les talles dels dossers de forma d'alts pinacles, que a causa la seva mort el 1490, va haver de continuar el seu ajudant Johan Friederich Kassel fins a l'any 1497.
L'any 1517 l'escultor Bartolomé Ordóñez projectà les mampares de fusta de roure per a l'accés al cadirat, amb escenes en relleu de l'Antic Testament i la Passió, una de les grans obres de l'escultura del Renaixement hispànic. Hi intervingué també Diego de Siloé.
Carles V, decideix que la celebració del XIX capítol de l'orde del Toisó d'Or sigui a Barcelona i mana habilitar el cor de la catedral per a la data del 5 de març de 1519. Joan de Borgonya va ser l'encarregat de pintar l'heràldica als 64 plafons dels cadirats, corresponents a: 
- 50 cadirats dels cavallers de l'orde
- 1 de Carles V
- 1 de Maximilià I del Sacre Imperi Romanogermànic[48]
- 6 amb frases laudatòries
- 4 amb divises borgonyones
- 2 amb les dates de celebració.

Al centre del cor, al paviment, hi ha l'entrada de la cripta sepulcral on són sebollits els bisbes de Barcelona i canonges de la Seu.

#### Rerecor
És una obra renaixentista realitzada pel burgalès Bartolomé Ordóñez, del qual se sap que el 1519 treballava en aquesta obra. Va rojectar-la com una columnata dòrica coronada amb balustrada i que entre els intercolumnis consta de quatre escenes en relleu de la vida de santa Eulàlia, dues a cada costat de la porta, i als seus extrems unes fornícules que contenen escultures corpòries. Per a l'execució tingué la col·laboració del mantuà Simone da Bellalana i el florentí Vittorio da Cogono, del seu taller.
No va poder completar l'obra a causa de la seva mort prematura ocorreguda el 1520 a Carrara, on s'havia desplaçat per comprar marbre i anar realitzant l'encàrrec. Va ser acabada l'any 1564 pel seu deixeble Pere Villar d'acord amb el projecte del mestre. Pertanyen a la mà d'Ordóñez només els relleus que representen el Judici de santa Eulàlia per Dacià i la Cremació de santa Eulàlia juntament amb les figures exemptes de sant Sever i de santa Eulàlia.
L'historiador Justi va precisar que Villar havia treballat en el rerecor de Barcelona, els anys 1562-1563, «els relleus de la flagel·lació i crucifixió, encara que ben fets, però freds, tanmateix, com a obra d'un imitador». També era d'aquesta opinió José Camón Aznar. Estudis posteriors han donat com a obra de Pere Villar solament el relleu de la Crucifixió de santa Eulàlia; l'altre relleu de la Flagel·lació de santa Eulàlia és obra posterior a la mort de Villar, realitzada per l'escultor Claude Perret els anys 1619-1621.
Les escultures exemptes de sant Oleguer i de sant Raimon de Penyafort restants, dins les fornícules, amb els noms inscrits a les bases, no són obra de cap dels artistes anteriors sinó d'un mestre anònim de finals del segle xvii atès que sant Oleguer no va rebre la canonització fins al 1675 i l'altre estàtua és de similar estil i escala.

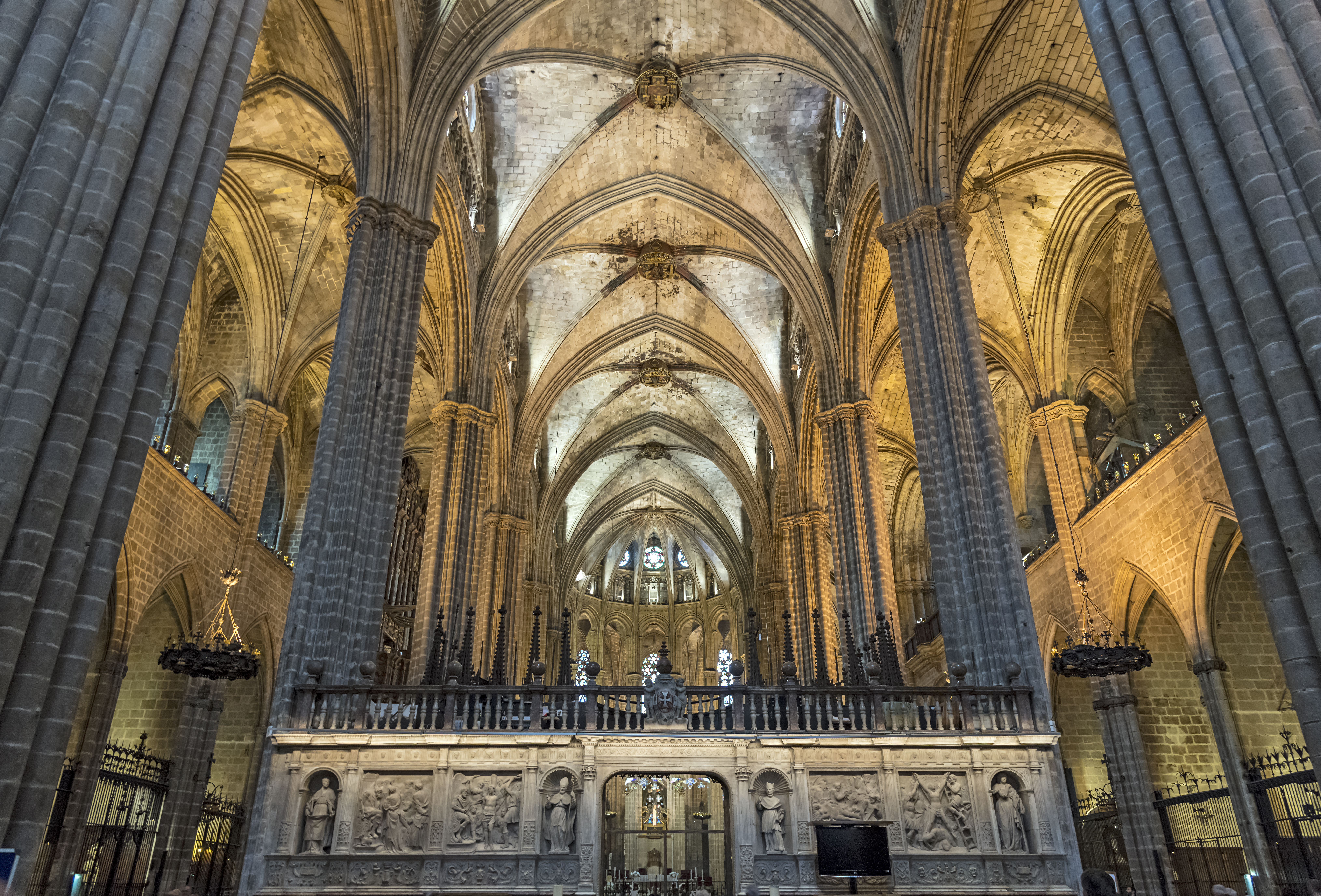
El rerecor a la nau de la catedral.
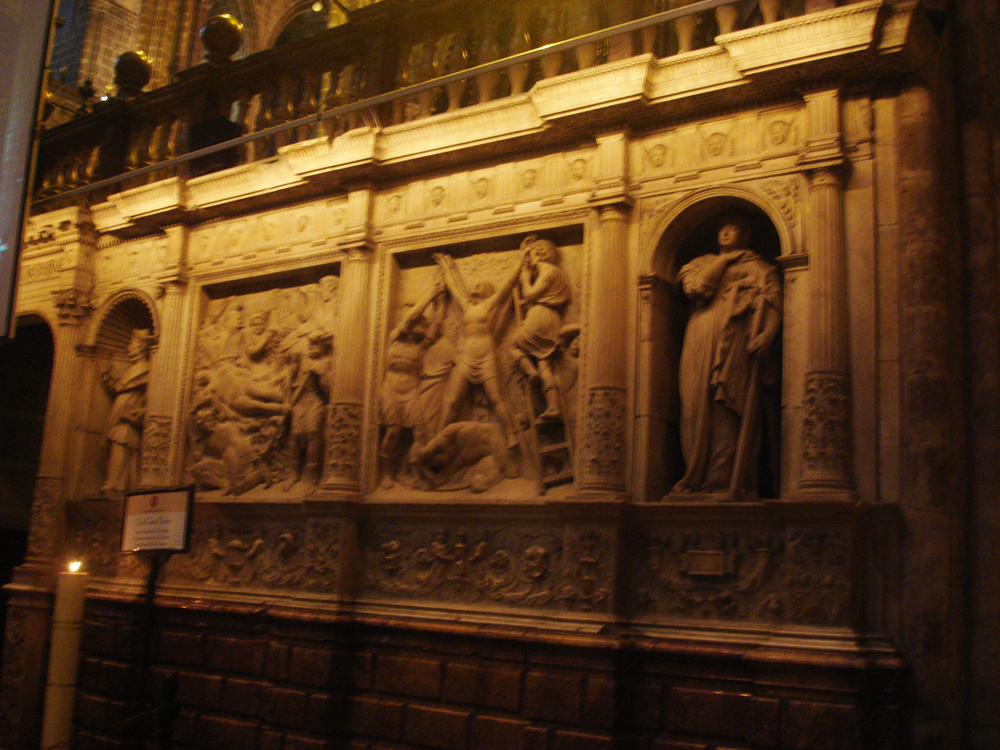
Vista general de la part dreta del rerecor.
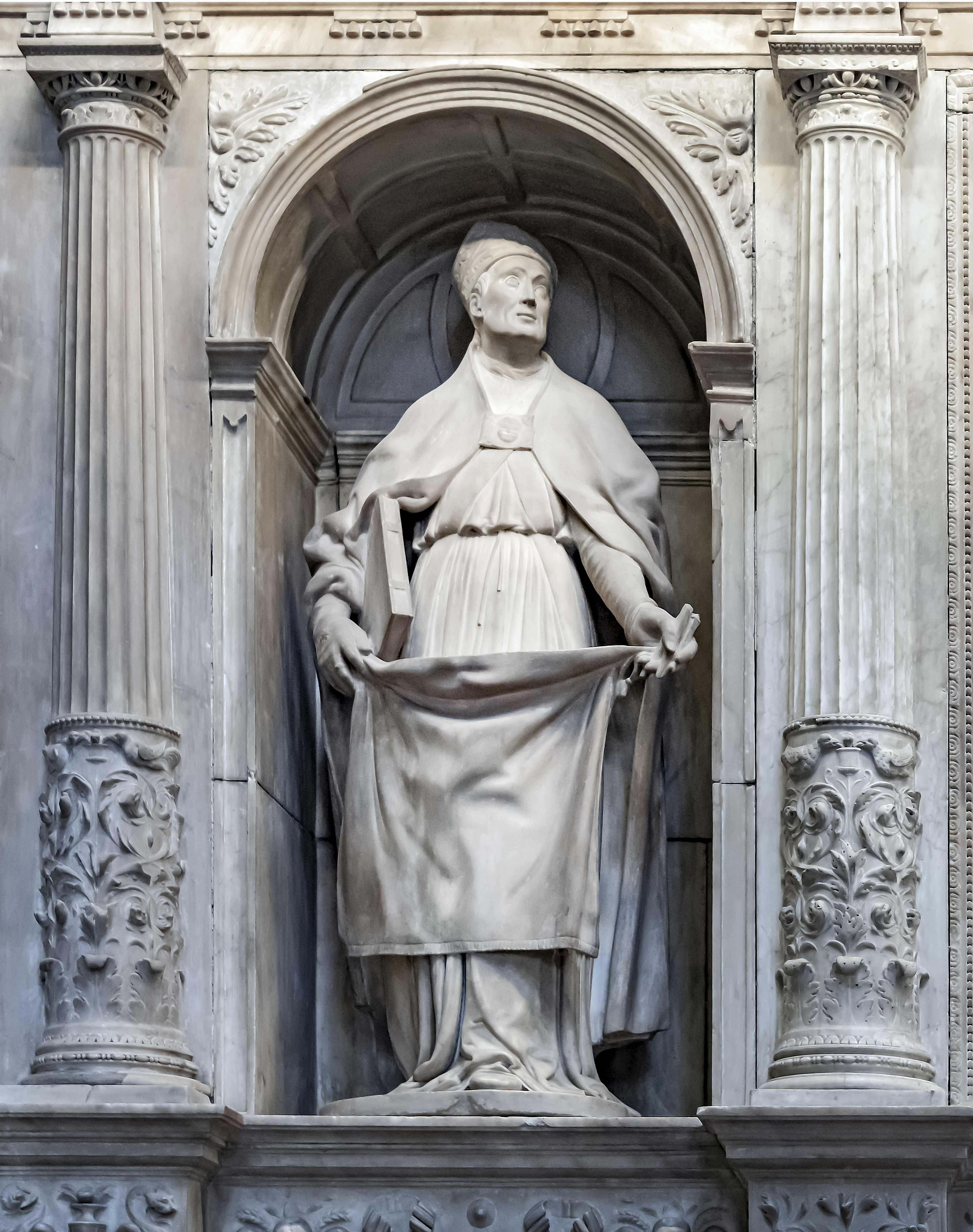
Sant Sever, de Bartolomé Ordóñez.
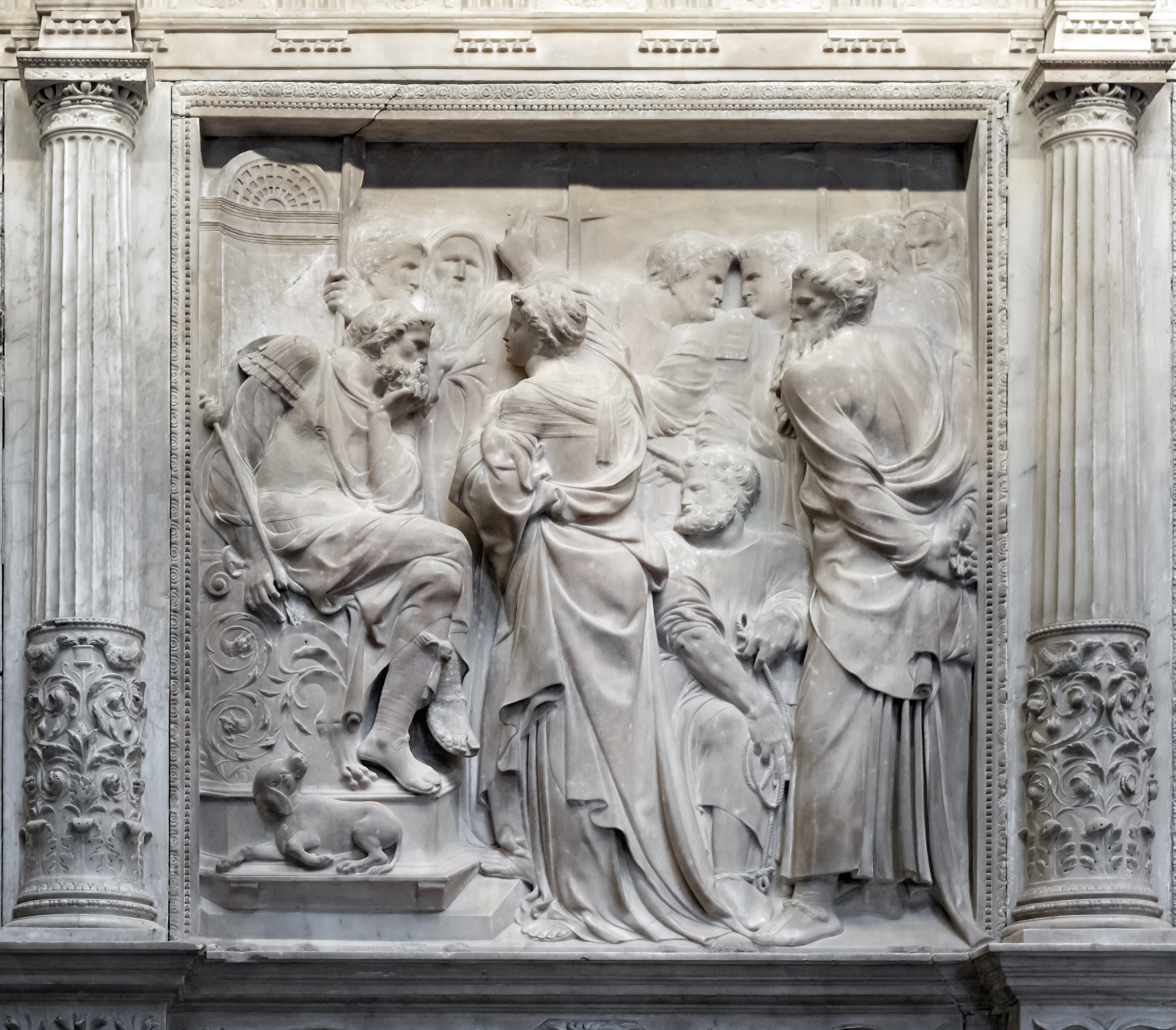
Judici de Santa Eulàlia per Dacià, de Bartolomé Ordóñez.
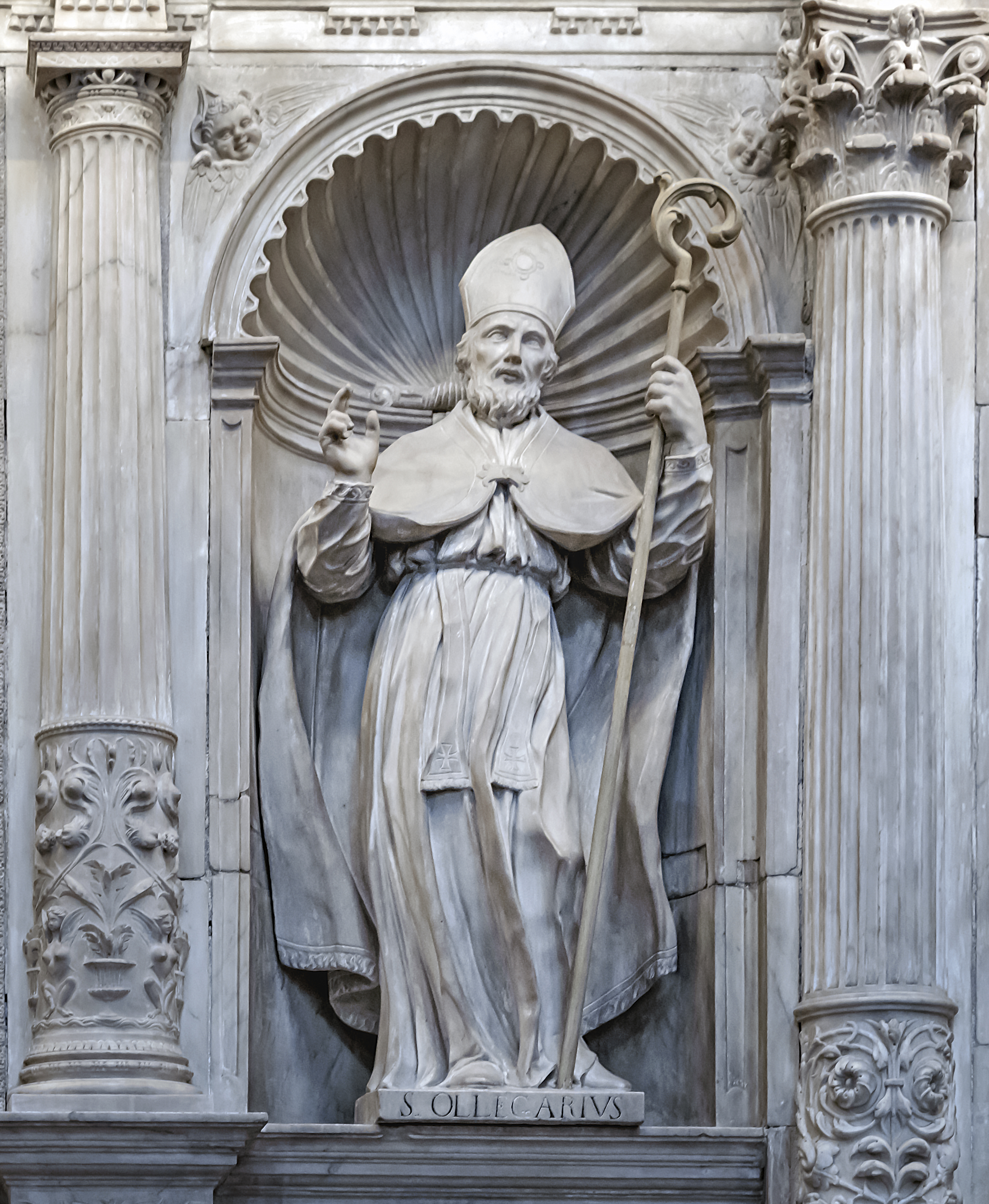
Sant Oleguer, d'escultor anònim de finals del segle xvii
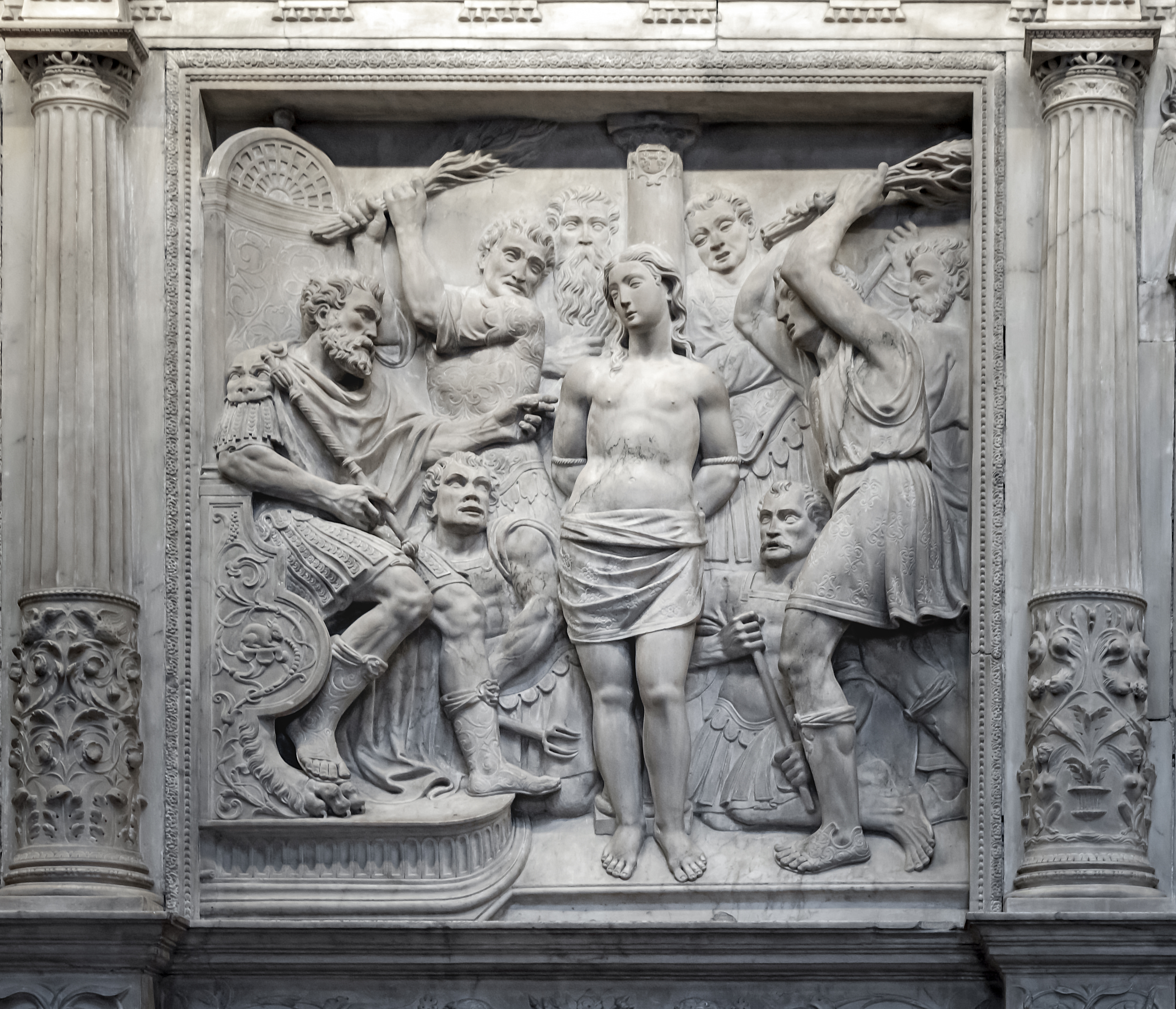
Flagel·lació de Santa Eulàlia de Claudi Perret (1619-1621)
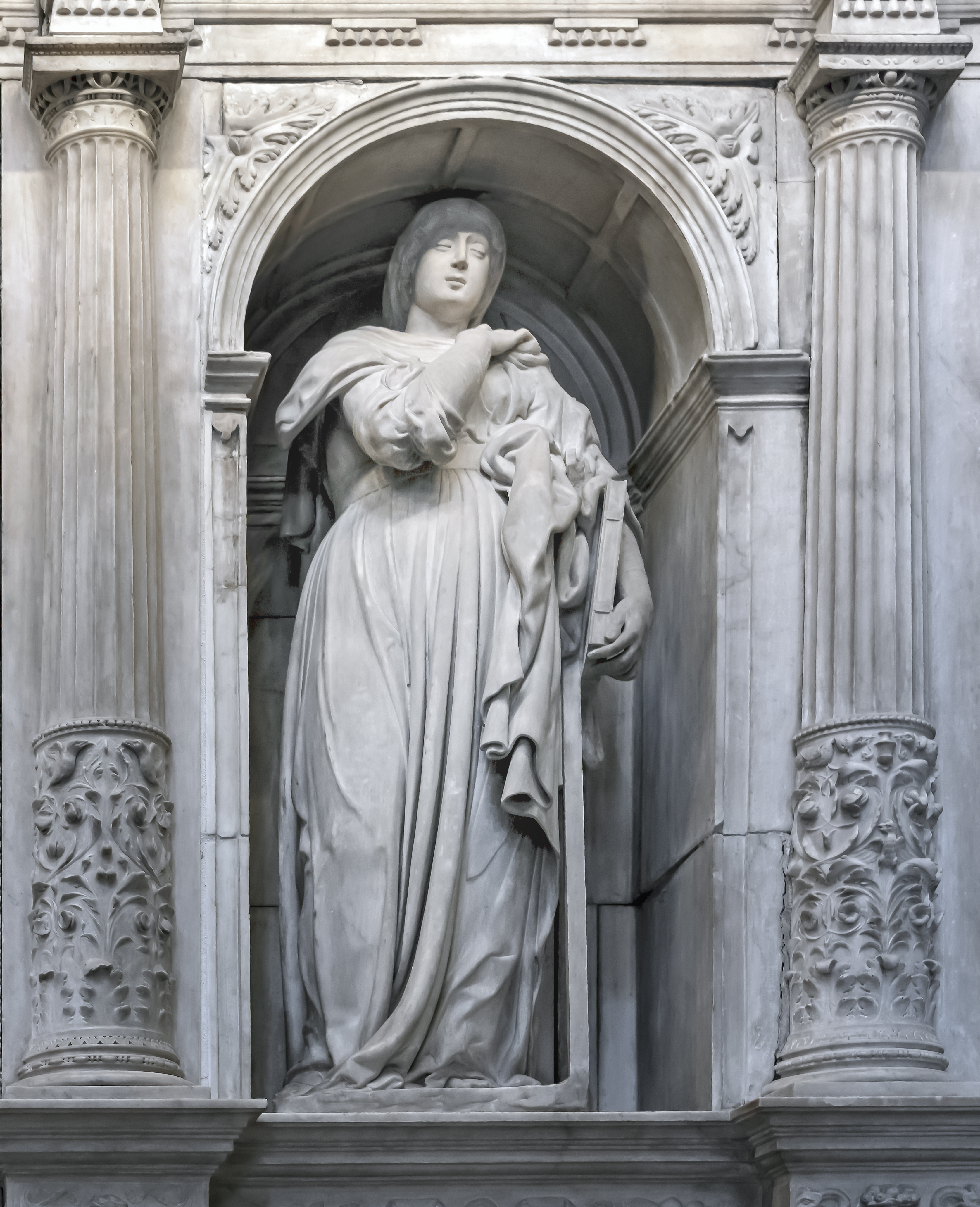
santa Eulàlia de Bartolomé Ordóñez

#### Orgue
Encara que hi ha documentació relativa a l'orgue datada el 1259, l'instrument actual comença el seu camí l'any 1538 i va ser acabat el 1540. La factura original de l'orgue va anar a càrrec de Pere Flamench (l'escola orguenera de la Corona d'Aragó rep, en aquests moments, una sèrie d'influències d'orgueners flamencs i francesos que deixaran gran petjada) i del tallista Antoni Carbonell. Va ser instal·lat sota el campanar de la porta de Sant Iu.

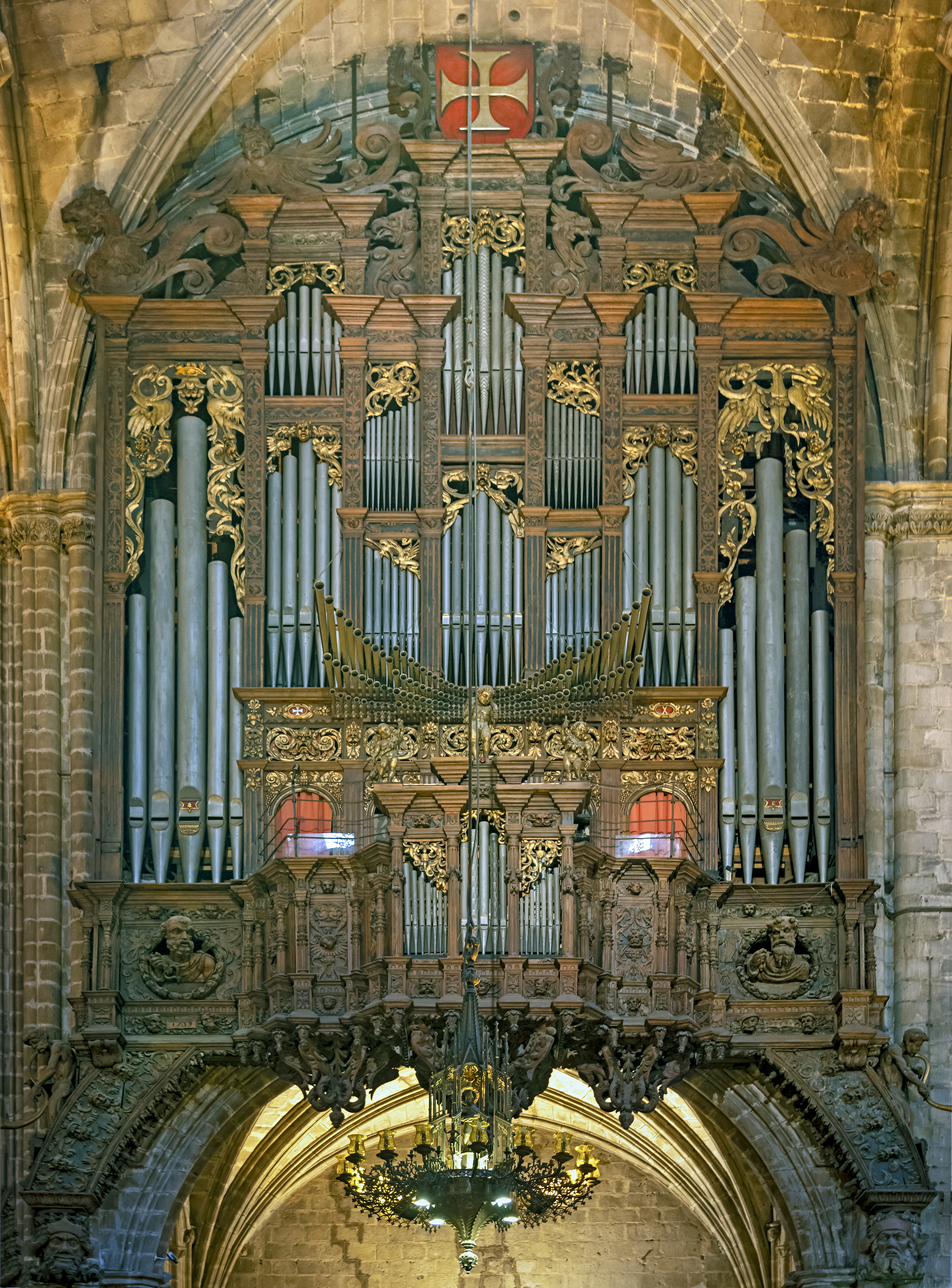
Orgue d'estil renaixentista de la catedral de Barcelona.

Des d'aquest moment l'orgue rep aportacions d'almenys setze mestres orgueners que han aportat una sèrie de modificacions en la factura per adaptar-lo als gustos estètics de cada època i dotar-lo de tota classe d'innovacions estètiques i mecàniques. L'última intervenció fou realitzada per Gabriel Blancafort des de l'any 1984 fins al 1994.
La caixa de l'orgue és l'original, d'estil renaixentista, plana, de l'escola catalana com les caixes dels orgues de Santa Maria del Mar (1560), de la catedral de Tarragona (1567), de la de València (1510, desballestada i parcialment reutilitzada), entre d'altres. Consta de dos cossos, el major de 16' peus que en part aprofita la fàbrica del temple i fa les funcions de façana; els seus tubs són els originals excepte els disposats en batalla (horitzontalment), més un cos petit (una caixa pròpiament) de 4' peus situada en el centre de la tribuna de l'orgue a l'esquena de l'organista. És la caixa d'orgue més antiga que es conserva a Catalunya.
En l'interior de l'orgue hi ha tubs de totes les èpoques de les distintes intervencions que ha rebut, els quals han estat respectats al màxim en l'intervenció de Gabriel Blancafort entre 1984 i 1994. Tota la part tècnica data d'aquesta intervenció.

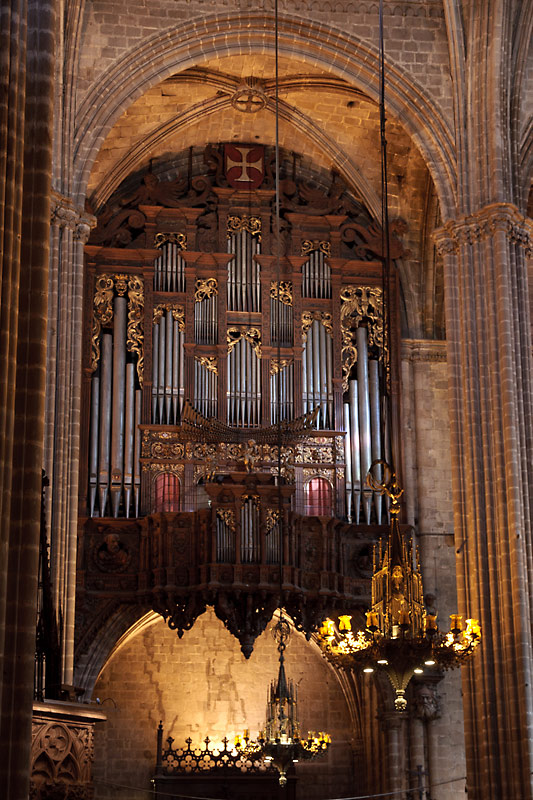
Orgue de la catedral.

L'orgue actual és de nova planta, de quatre teclats de 56 notes i pedaler de 30 notes, de tracció mecànica i amb una distribució de cossos sonors que segueix els preceptes del «werkprinzip», mot del segle xx que defineix la disposició interna dels orgues barrocs alemanys:
- el primer teclat o cadireta se situa a l'esquena de l'organista.
- El segon teclat o orgue major es troba a l'altura de la base de la façana de l'orgue; els tubs de la façana pertanyen a aquest teclat.
- El tercer teclat, l'«expressiu» deu el seu nom a què l'intèrpret pot provocar l'augment o disminució del volum a voluntat. Físicament se situa un pis per damunt del gran orgue.
- El quart teclat acciona la batalla i l'eco. La batalla està formada per una sèrie de registres situats horitzontalment en la façana just per damunt del cap de l'organista; és una col·locació típicament ibèrica que es va estendre als territoris d'ultramar portuguesos i espanyols i més tard, en ple segle xx, ha arribat a la resta del món. L'eco és un bagul amb tapa que l'organista obre i tanca a voluntat per provocar l'efecte d'eco.
- Els tubs del pedal, accionat amb els peus, es troben en ambdós laterals de l'orgue, en la zona més apartada de l'eix central, on seu l'organista. L'instrument compta amb 58 registres amb un total de 4013 tubs sonors i 128 combinacions lliures de registre.[51]

Unes grans portes, més aviat uns marcs de portes coberts per sarges (llenços), tancaven la caixa el dijous Sant després del Glòria de la missa i no es tornaven a obrir fins al diumenge de Pasqua en senyal de dol, de manera que al llarg d'eixos dies l'orgue restava mut. Aquests llenços, obra de Pere Serafí «el Grec» de l'any 1560, van ser retirats el 1950 i es conserven al Museu de la Catedral.
A més d'acompanyar musicalment els actes litúrgics, l'orgue de la catedral serveix amb freqüència per a grans concerts.

#### Cripta de Santa Eulàlia
La cripta és situada sota el presbiteri i és obra de Jaume Fabre de principis del segle xiv.}
L'entrada per una ampla escala sota un arc gairebé pla, ornat al centre amb el retrat d'un bisbe, sembla de Ponç de Gualba, sota el mandat del qual es va construir. Als seus costats hi ha grups de petits caps de personatges de l'època. Als murs laterals de l'escala hi ha dos arcs amb escultures de testes humanes, que eren l'entrada de dues capelles tapiades l'any 1779 per unes obres de remodelació per tal d'avançar l'escalinata cap a l'altar major.
La volta aplanada està dividida en dotze arcs que van tots a convergir en una gran clau de volta central, que representa la Mare de Déu amb el Nen Jesús que col·loca a santa Eulàlia la diadema del martiri. Va ser acabada l'any 1326, encara que el trasllat de les restes de la santa no es va fer fins al 1339.
La presència d'una cripta no és gens habitual en les seus gòtiques, però es creu que a Barcelona s'hi va fer per tal de mantenir l'organització de la catedral romànica, que tenia al mateix lloc la cripta amb el sepulcre de santa Eulàlia.

El nou sarcòfag d'alabastre, el va tallar l'escultor de Pisa Lupo di Francesco; i es troba exposat darrere la taula de l'altar, en el centre de la cripta, sostingut per vuit columnes d'estils diferents amb capitells corintis daurats. A la tapa i els seus costats hi ha gravades escenes del martiri de santa Eulàlia; als quatre angles superiors hi ha àngels i al centre la Mare de Déu amb el nen Jesús. A la paret del fons es guarda l'antic sepulcre del segle ix juntament amb la inscripció de l'any 877 que evoca la troballa de les relíquies a Santa Maria del Mar, anomenada santa Maria de les Arenas. La transcripció de les plaques diu així:
| « | Aquí reposa Santa Eulàlia màrtir de Crist, que va patir a la ciutat de Barcelona, sota l'imperi de Dacià el dia segon dels idus de febrer, i va ser trobada pel bisbe Frodoí amb el seu clergat, a l'església de Santa Maria el (...) de les calendes de novembre. A Déu gràcies. | » |

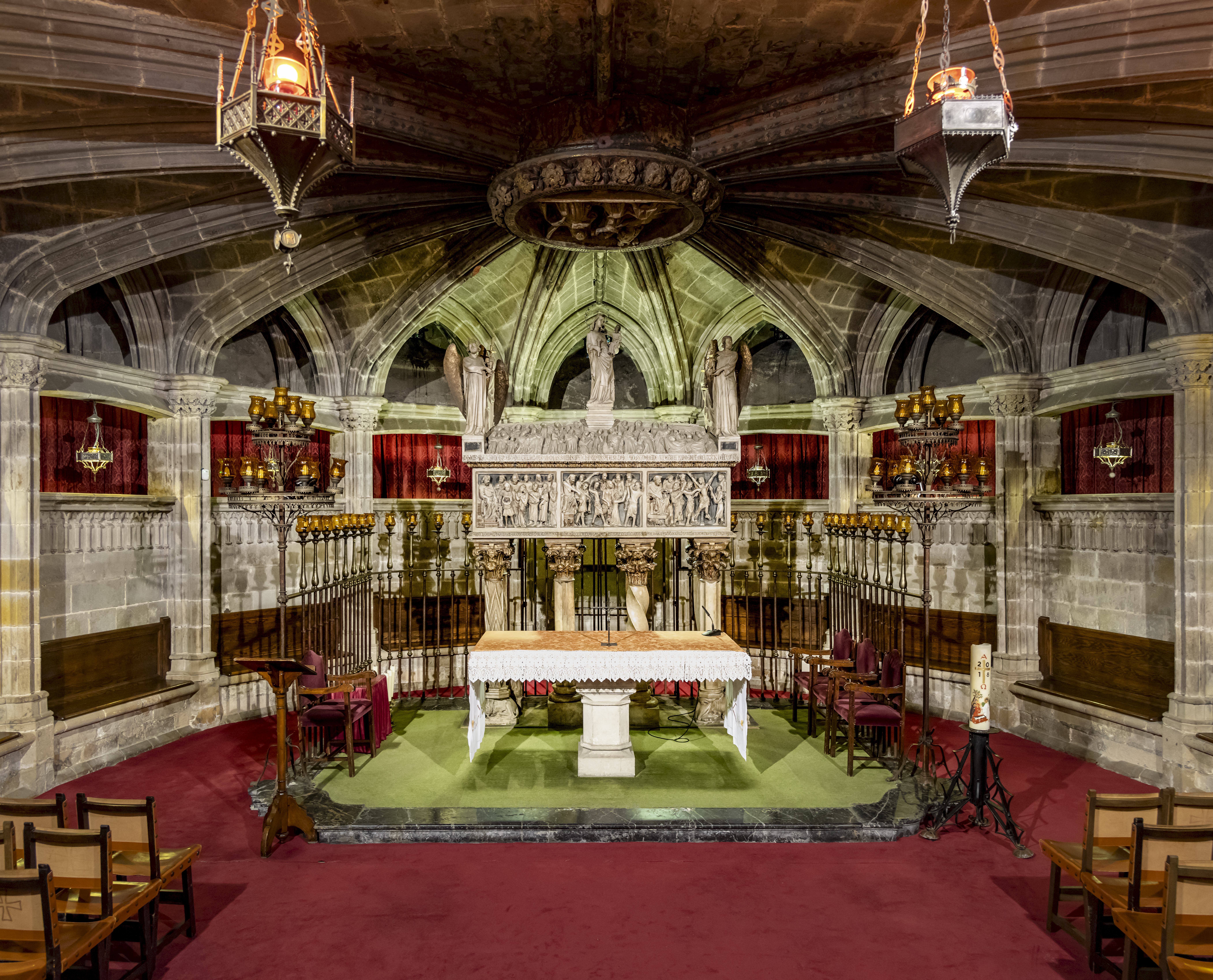
Cripta de Santa Eulàlia
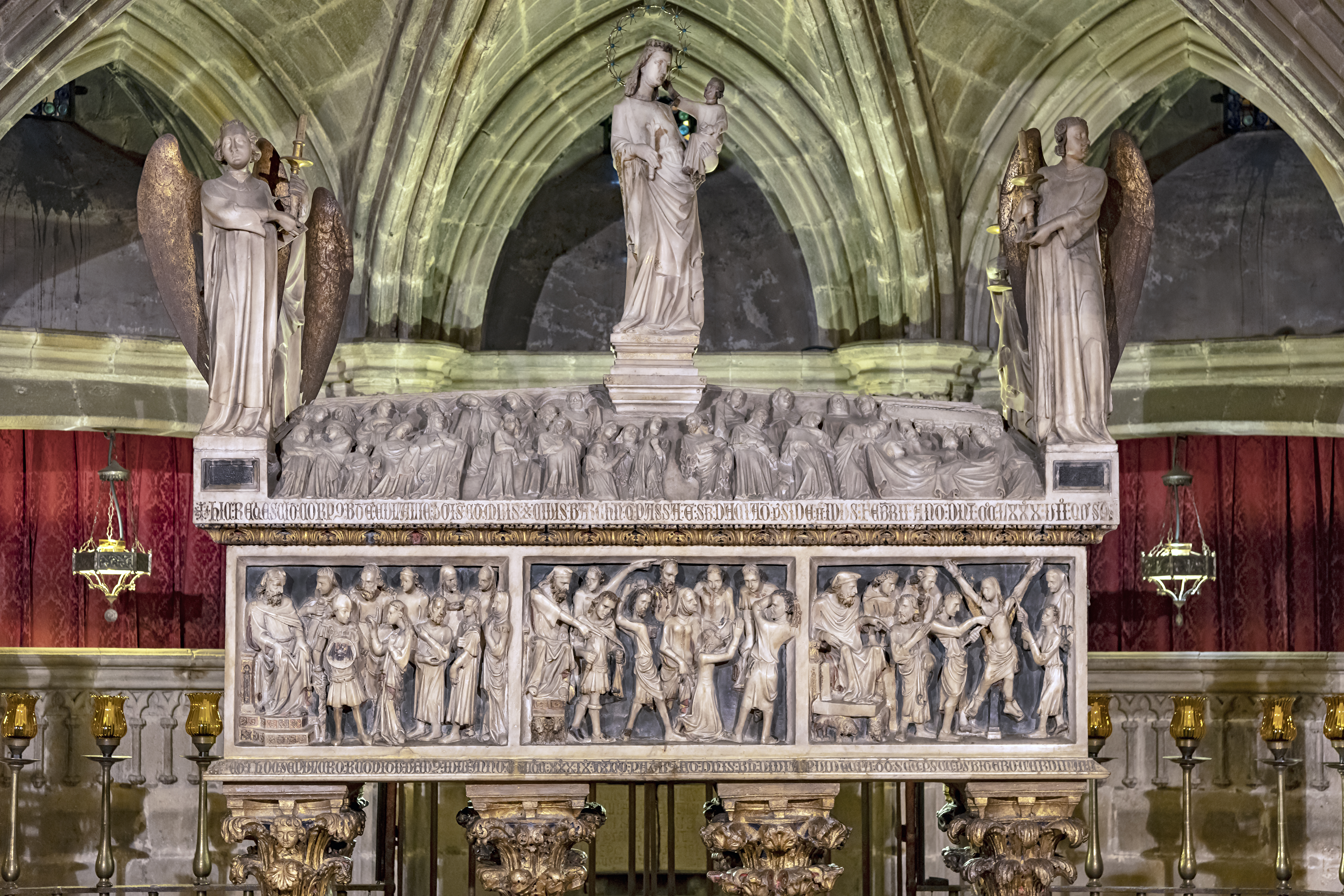
Sarcòfag d'alabastre

#### Antiga Sala Capitular

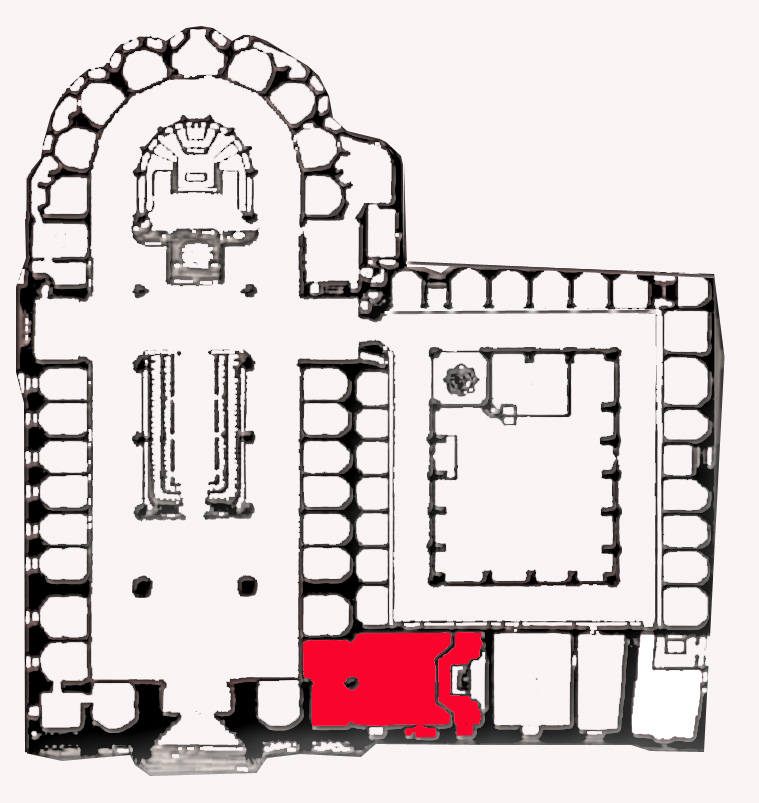
Situació de l'antiga sala capitular.

Coneguda per capella de sant Oleguer i del Santísim Sagrament, així com del sant Crist de Lepant que és una de les imatges amb més devoció de la catedral. La sala capitular va ser construïda per Arnau Bargués l'any 1407 amb una magnífica resolució arquitectònica de planta rectangular coberta amb una gran volta de creueria estrellada. La clau de volta central de la capella representa la Pentecosta i va ser esculpida per Joan Claperós el 1454. Al centre del terra hi ha una làpida sobre la tomba del bisbe Manuel Irurita, presumptament assassinat el 1936.
Quan el bisbe de Barcelona sant Oleguer va ser canonitzat el 1676, es va decidir destinar-la al seu mausoleu. Sobre el sagrari hi ha el sepulcre del sant, d'estil barroc amb una urna de vidre que permet veure des del cambril el cos incorrupte del sant, obra dels escultors Francesc Grau i Domènec Rovira II; sobre aquesta obra es va posar l'estàtua jacent del bisbe Oleguer que ja havia estat executada per l'escultor Pere Sanglada el 1406.

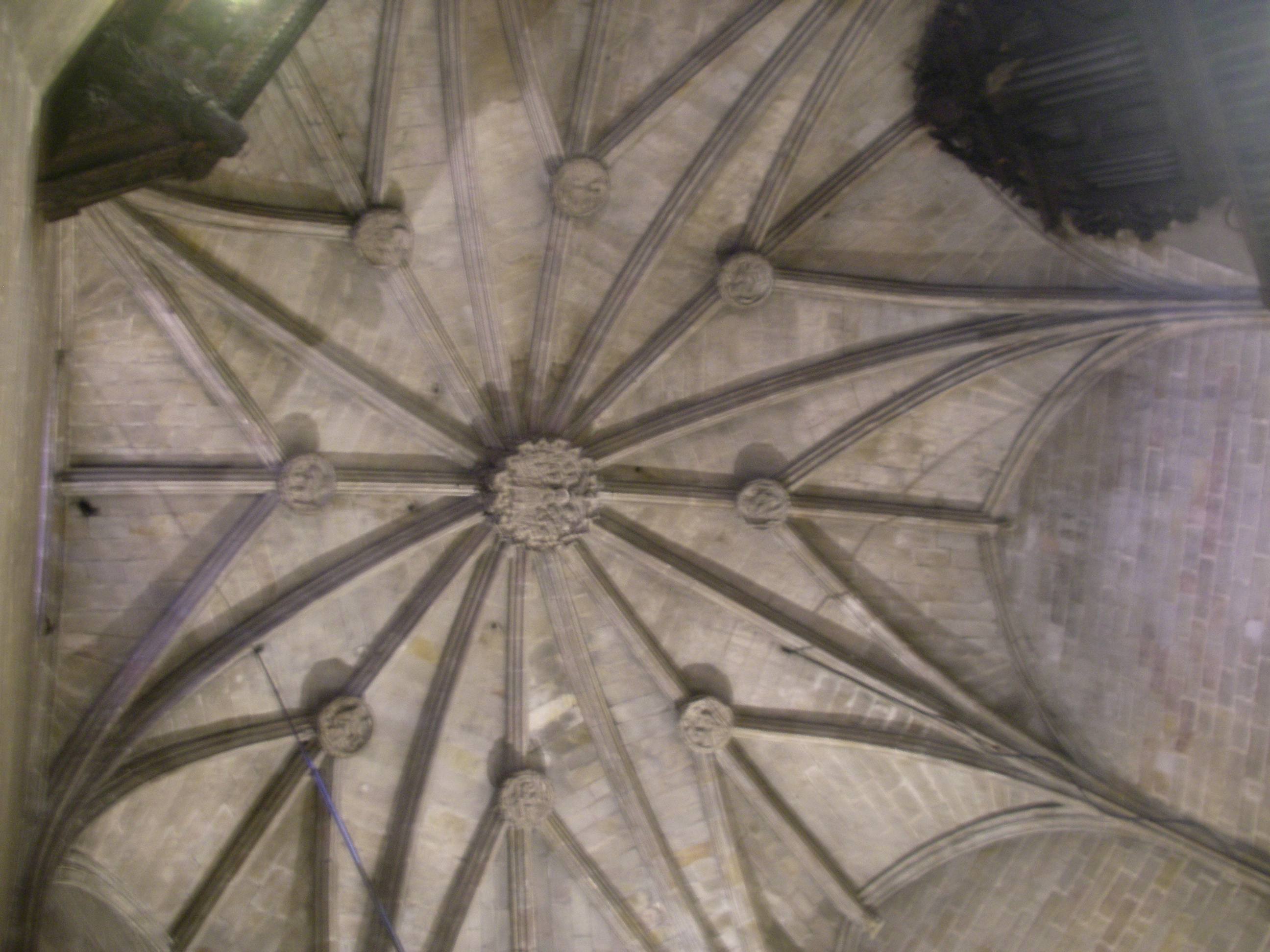
Volta de l'antiga Sala Capitular, per Arnau Bargués
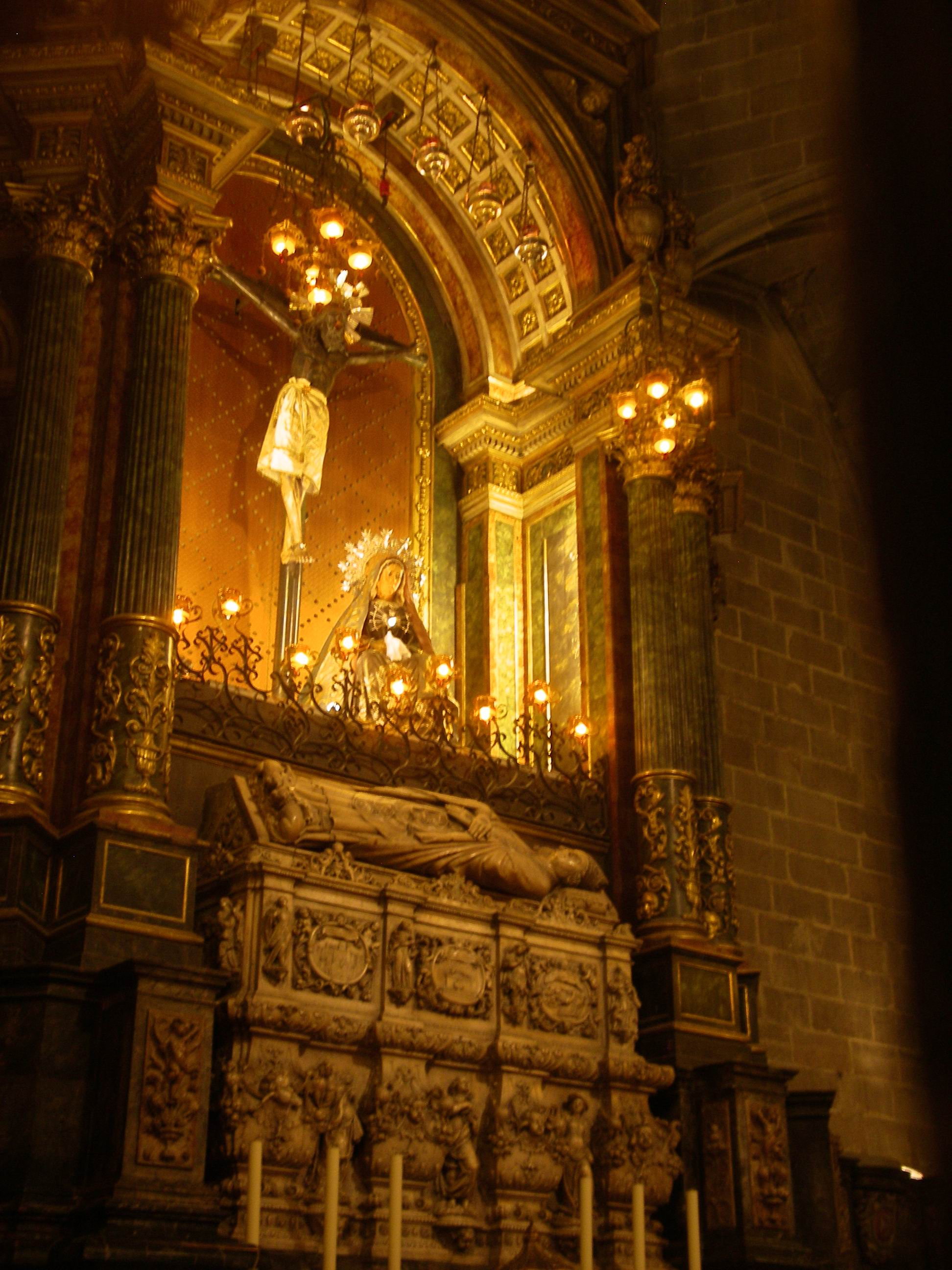
Sepulcre de Sant Oleguer i Crist de Lepant, a la Capella del Santíssim
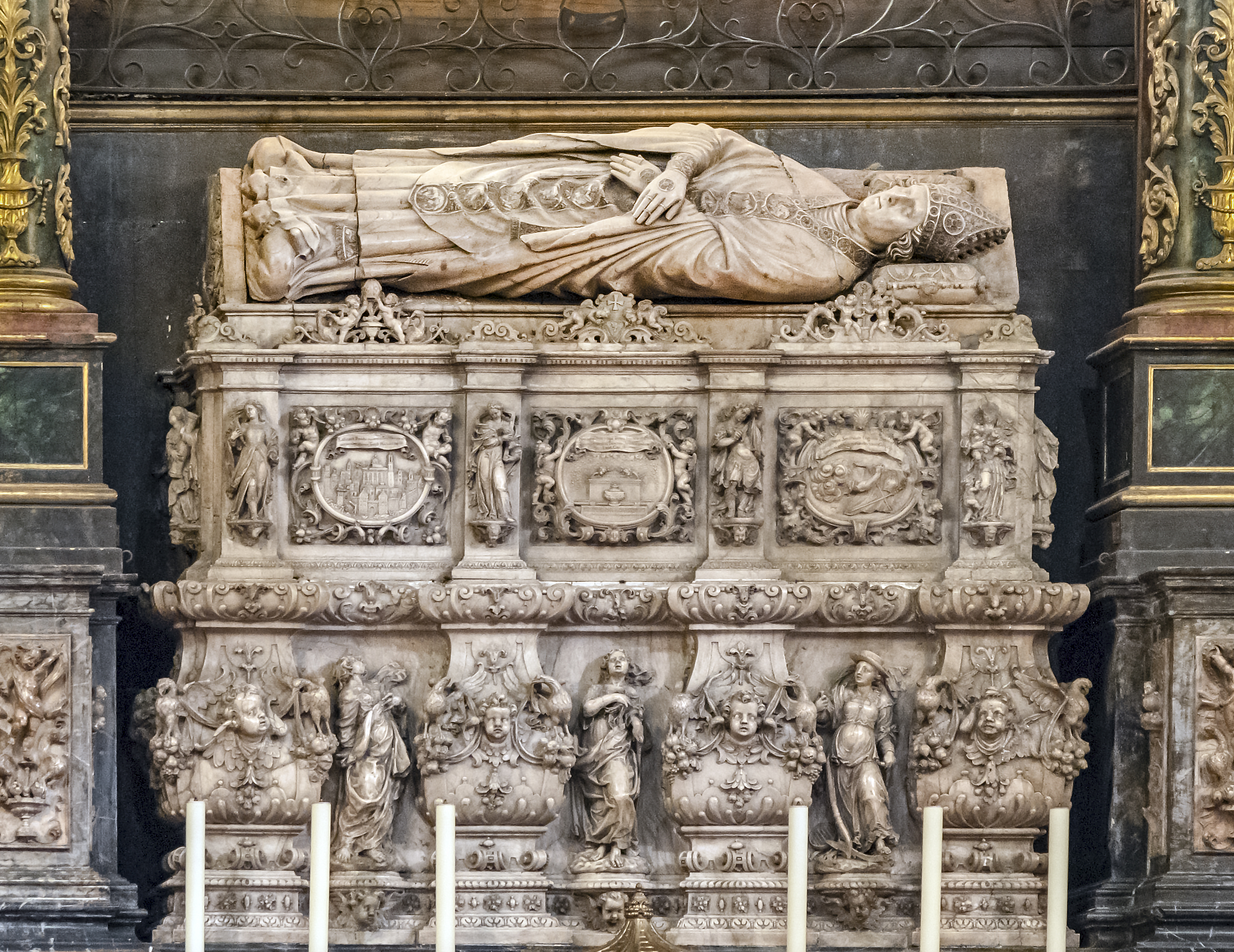
Sepulcre de Sant Oleguer
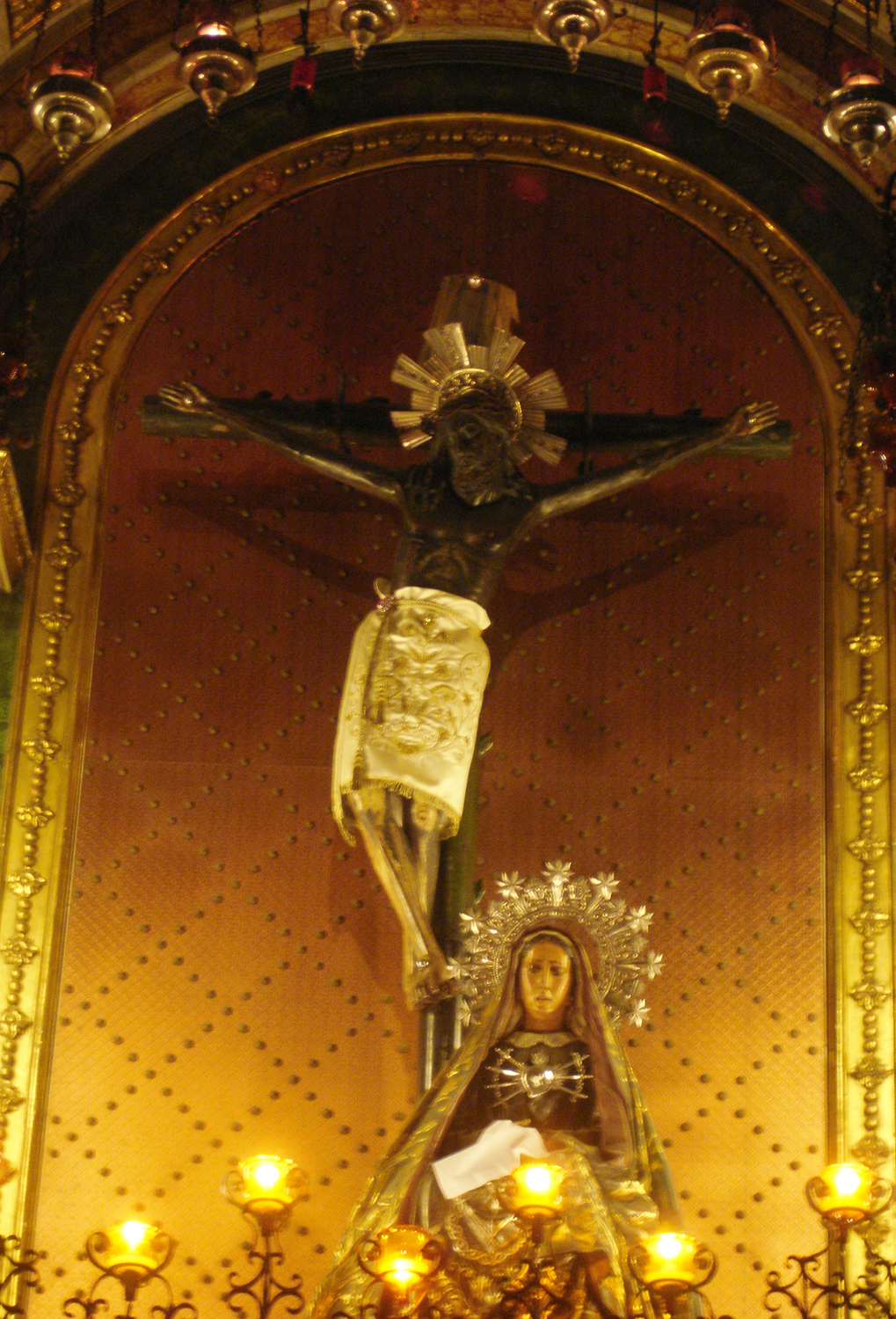
Crist de Lepant a la catedral de Barcelona

Sobre aquesta tomba s'hi troba el sant Crist de Lepant datat del segle xvi, que fins a 1932 s'havia venerat en la capella central de la girola; als peus del crucifix hi ha una imatge d'una Pietat, reproducció d'una escultura de Ramon Amadeu i Grau. Segons la tradició, el Crist de Lepant, era la creu de la galera de Joan d'Àustria, el vaixell almirall que va lluitar en la batalla de Lepant el 1571 i la seva actual forma decantada s'hauria produït quan l'escultura s'apartà per esquivar una canonada otomana.
En ambdós costats de l'altar hi ha l'entrada al cambril, del primer terç del segle xviii, situat rere el sepulcre del sant. Està ornat amb marbres i jaspis, portes tallades i el sostre cassetonat de fusta amb uns panells amb pintures, que alguns autors atribueixen a Antoni Viladomat i a altres a Manuel Tramulles. Al centre d'aquesta sala es venera el cos incorrupte de sant Oleguer de Barcelona, mort l'any 1137.

#### Capelles interiors
Per la presència del gòtic meridional, els contraforts tenien projecció interior, cosa que permetia la creació de capelles dobles amb gran profunditat entre elles, amb voltes de creueria i coronades amb claus de volta.
Per les documentacions se sap que a començament del segle xv ja estaven gairebé totes proveïdes de retaule. Com solia passar a gairebé totes les grans catedrals, al llarg dels anys sofrien alteracions, tant en la substitució per corrents de noves arts del moment, de retaules gòtics per barrocs, com de les advocacions per canvi de benefactors.

#### Capelles del costat de l'Epístola

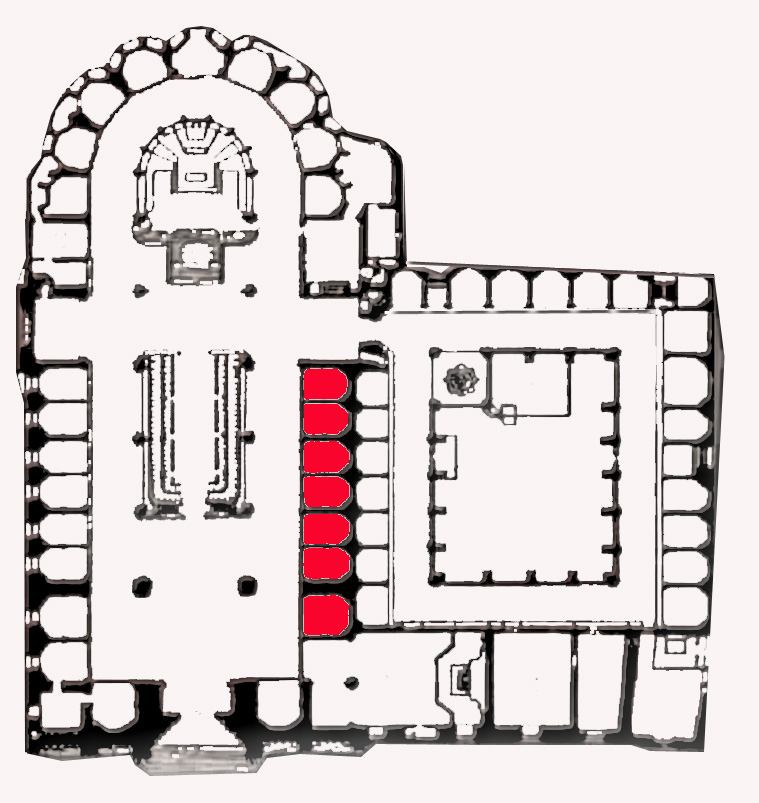
Capelles del costat de l'Epístola.

Les capelles del costat de l'Epístola les descrivim ordenades de la porta principal cap a l'altar:
- Capella de sant Cosme i sant Damià. Al costat de l'antiga sala capitular, es troba aquesta capella, al principi dedicada a les santes Clara i Caterina, finalitzada cap a l'any 1436 pel mestre d'obres Bartomeu Gual, va ser sufragada per Sança Ximenis de Cabrera per bastir el seu sepulcre, la realització del qual la fa Pere Oller, un escultor que també treballà al cor de la catedral. La tomba està col·locada dintre d'un arcosoli amb dos petits gossos esculpits als peus de la figura jacent, a la part frontal estan representades les figures de plorants masculins en dos grups envoltant una figura femenina amb un llibre en la mà i amb altres dones en oració. Sobre el sepulcre, pintada sobre el mur, es troba una representació de l'elevatio animae (o sigui, l'ascensió de l'ànima de la difunta al Judici Final) del pintor Lluís Dalmau. El retaule, dedicat als sants metges Cosme i Damià, fou començat per Bernat Martorell i, a la seva mort en 1452, continuat pel seu deixeble Miquel Nadal que l'acabà el 1455.

- Capella de sant Josep Oriol. El seu altar és d'estil modernista, construït poc després de la canonització del sant el 1909. Davant es troba el mausoleu, fet per l'escultor Josep Llimona, del cardenal Salvador Casañas i Pagès (†1908), principal promotor de la canonització del barceloní Josep Oriol.

- Capella de sant Pancraç i sant Roc. Hi ha un retaule barroc policromat del segle xviii, amb les imatges dels sants Roc de Montpeller i Pancraç de Roma, de poc valor artístic.

- Capella de Sant Cosme i Sant Damià
- Retaule dels sants Cosme i Damià
- Sants Cosme i Damià
- Sepulcre de Sança Ximenis a la Capella dels sants Cosme i Damià
- Capella de Sant Josep Oriol
- Sant Pancraç

- Capella de sant Ramon de Penyafort. Sota l'altar d'aquesta capella es troba l'escultura jacent de sant Ramon, en relleu sobre una llosa. Sobre l'altar, el sarcòfag de marbre blanc policromat, amb escenes en relleu de la vida del sant, datat del segle xiv. Les dues peces provenen de l'antic Convent de Santa Caterina de Barcelona de l'Orde Dominic.

- Capella de sant Pau. El retaule d'aquesta capella és tardobarroc, parteix d'una traça del pintor Francesc Tramullas i Roig, autor de les pintures de l'altar. El treball escultòric és de l'escultor i arquitecte Carles Grau i la policromia és obra de Francesc Petit, 1769-1770.[58] El sant titular és Pau de Tars, l'acompanyen sant Domènec Guzmán i sant Pere Màrtir. A la predel·la hi figura una talla de la darreria del segle xix que representa, sant Gaietà de Thiene.

- Capella de la Nostra Senyora del Pilar. Retaule barroc del segle xviii, de poc valor artístic. El mausoleu de l'arquebisbe Gregorio Modrego Casaus (†1972), té un bust obra de l'escultor Frederic Marès i Deulovol de l'any 1972.

- Capella de sant Pacià i sant Francesc Xavier. El retaule de sant Pacià, de gran qualitat, dedicat al que va ser bisbe d'aquesta seu és barroc de l'any 1688 realitzat per Joan Roig (pare). Al retaule hi ha escenes de la vida de Pacià plafons als laterals, i medallons amb la vida de Jesús i un bell relleu amb l'escena del Sant Sopar a la predel·la (a partir d'una xil·lografia d'Albrecht Dürer).[59] Sobre l'altar es troba una esplèndida imatge jacent de sant Francesc Xavier en èxtasi, realitzada l'any 1687 per Andreu Sala. A terra hi ha la sepultura del bisbe Joan Dimas Loris (†1598).

- Sepulcre gòtic de Sant Ramon de Penyafort
- Escultura de Sant Ramon de Penyafort sota el seu sepulcre
- Retaule de Sant Pau
- Retaule de la Mare de Déu del Pilar
- Retaule de Sant Pacià

#### Capelles als peus del temple

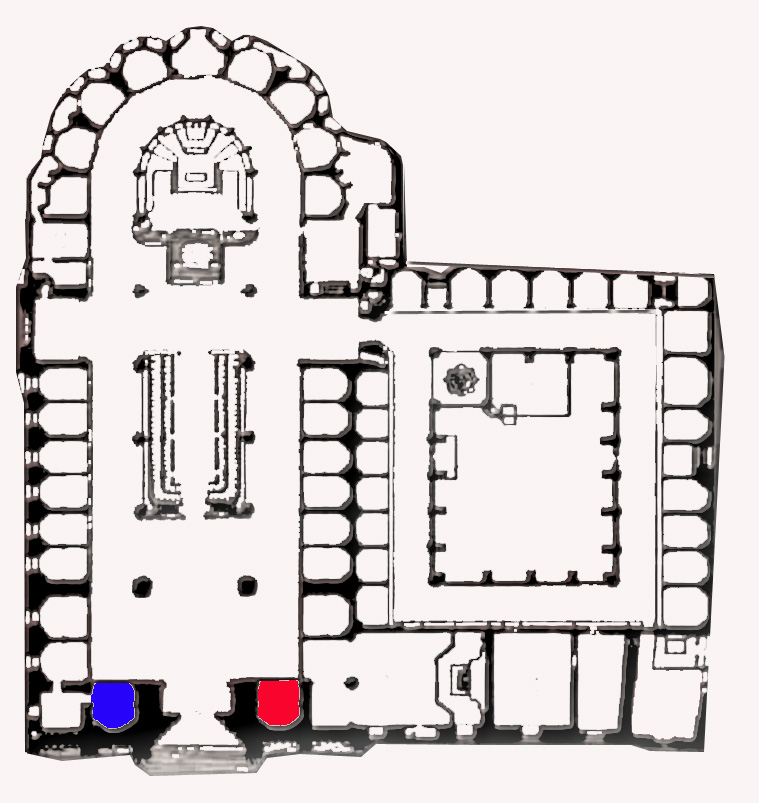
Capella del baptisteri (en blau) i capella de la Immaculada Concepció (en vermell).

En moltes grans esglésies de tres o més naus, a cada nau li correspon una portalada a la façana principal. No és aquest el cas de la catedral de Barcelona, ja que com en altres esglésies del gòtic català es preferí aprofitar el costat interior de la façana principal per situar-hi més capelles, una a cada costat de la porta: 
- Capella del Baptisteri. La pila baptismal està feta de marbre blanc de Carrara, tallada per l'artista florentí Onofre Julià l'any 1433. L'ornamentació en pedra de la porta de la dreta i l'armari de l'esquerra són d'Antoni Canet en 1405. El relleu del fons, amb el Baptisme de Crist, és obra del segle xx. Una làpida recorda que en la pila foren batejats els sis primers indis que arribaren a Europa des d'Amèrica, portats per Cristòfor Colom l'abril de 1493.

En aquesta capella es troba el vitrall Noli me tangere, que representa la Magdalena amb Jesús Ressuscitat, de Gil de Fontanet segons les traces de l'artista cordovès Bartolomé Bermejo, que el dibuixà al final del segle xv.
- Capella de la Immaculada Concepció. La capella es dedicà en aquesta advocació el 1848, quan es convertí en seu de la Confraria de la Puríssima. La seva imatge és recent, còpia de la qual havia tallat Joan Massat el 1603, destruïda en un incendi de l'any 1936, i té a les mans les claus de la ciutat ofertes per l'ajuntament com ex-vot per la pesta de l'any 1651 que va sofrir el municipi. Hi fou enterrat el músic Joan Pau Pujol. A la paret esquerra de la capella es troba el mausoleu de l'any 1899 del bisbe de Barcelona, Francesc Climent Sapera († 1430).

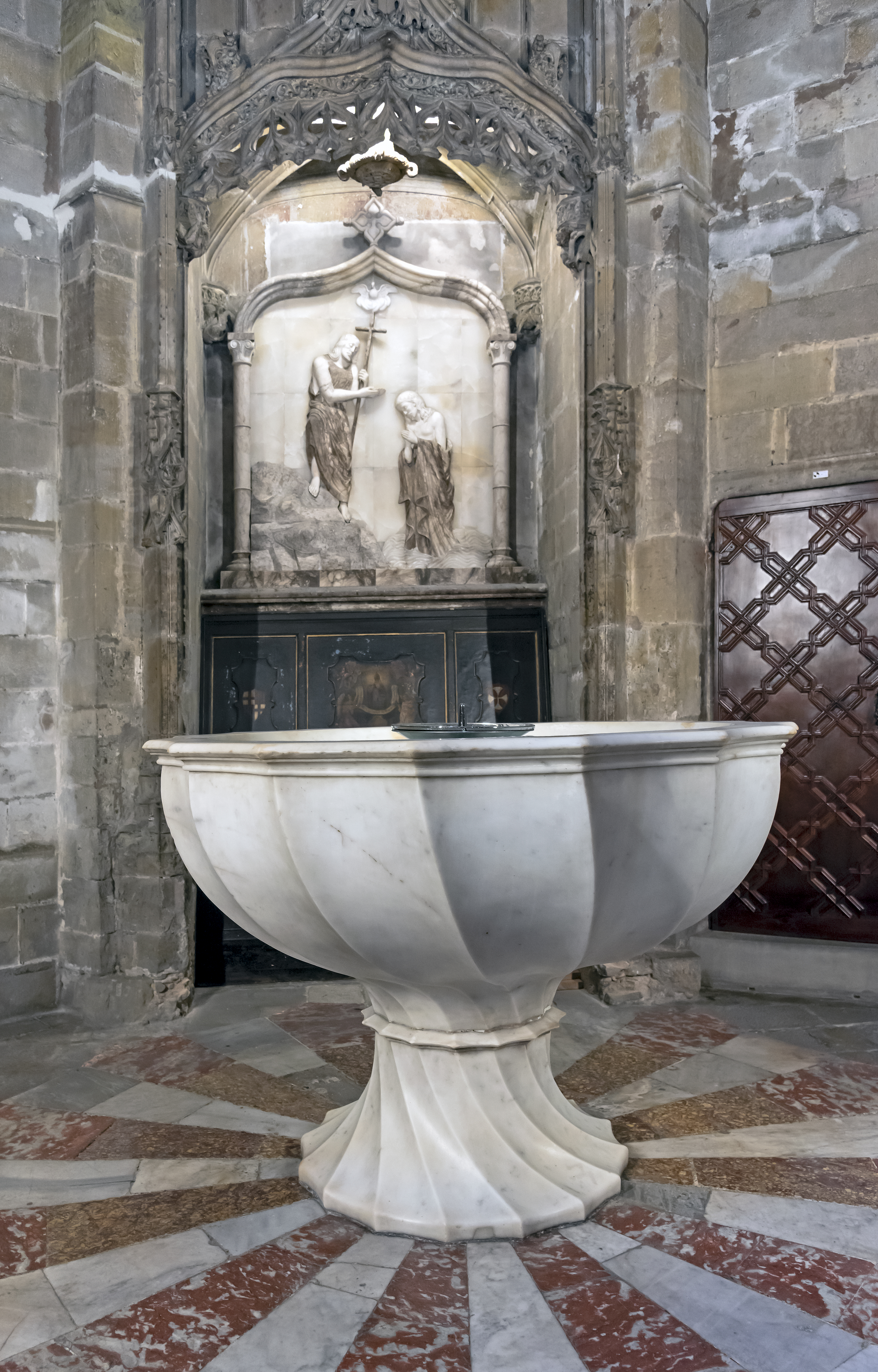
Capella del Baptisteri
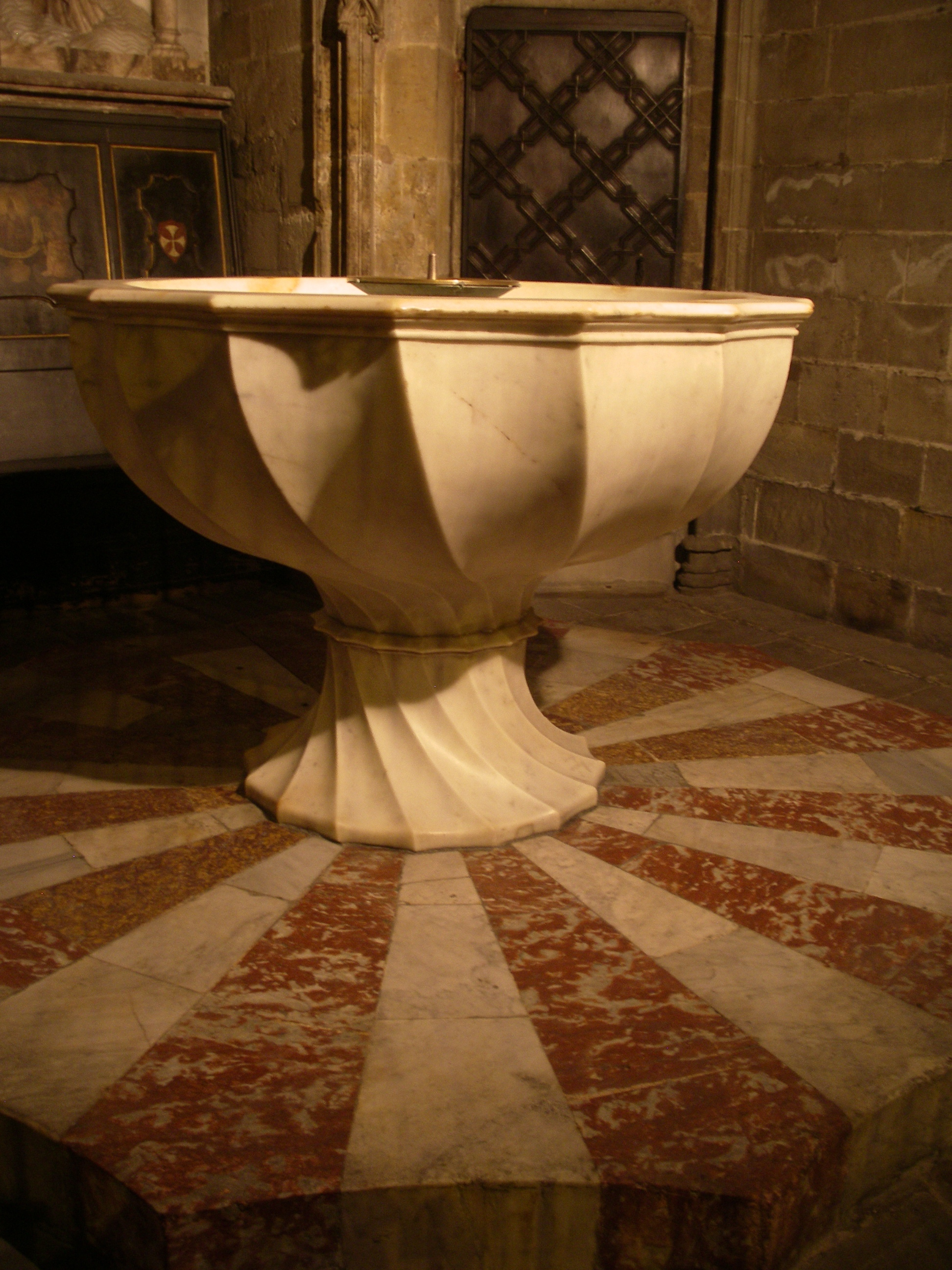
Pila baptismal d'Onofre Giuliano (1433)
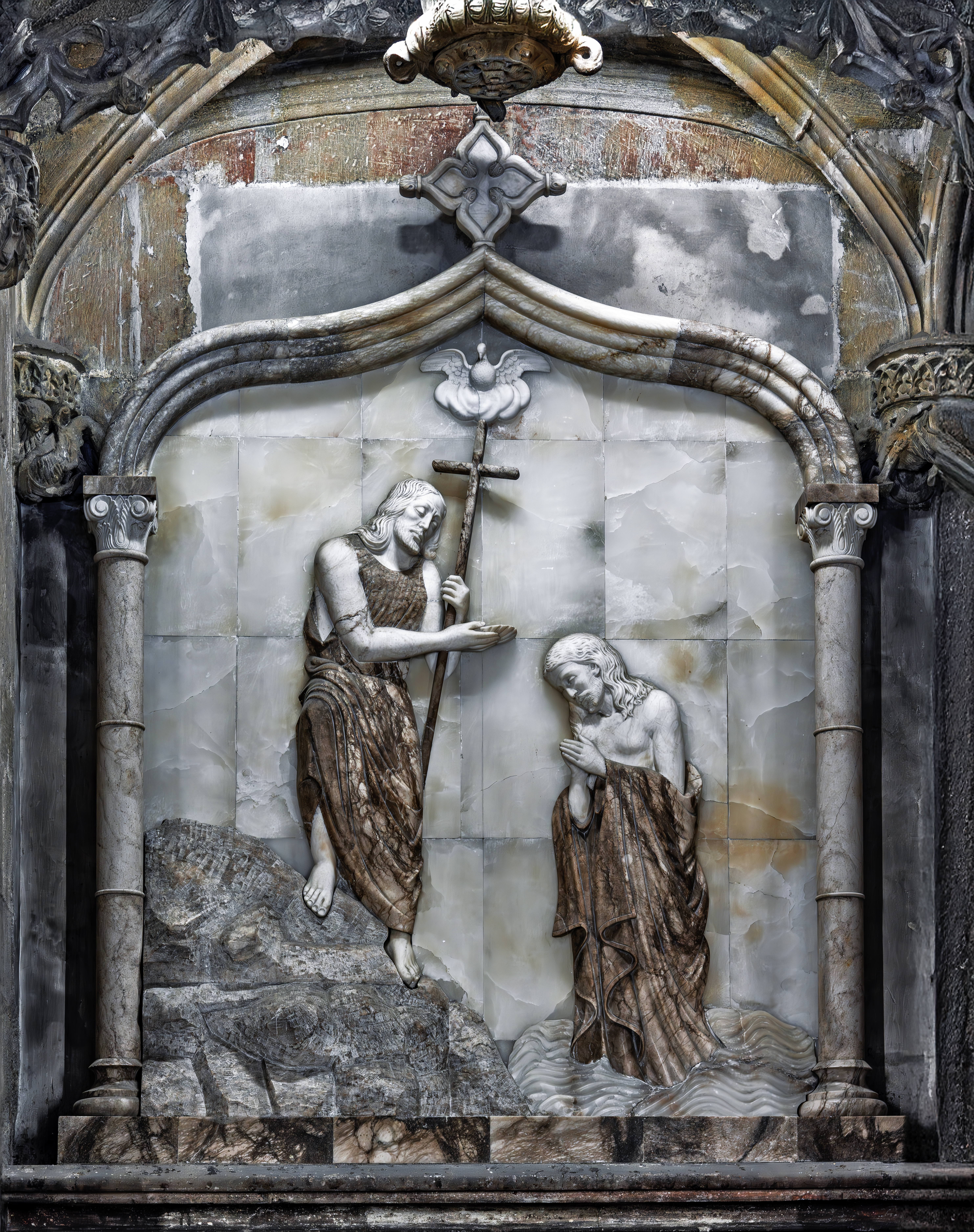
Baix relleu del baptisme de Crist.
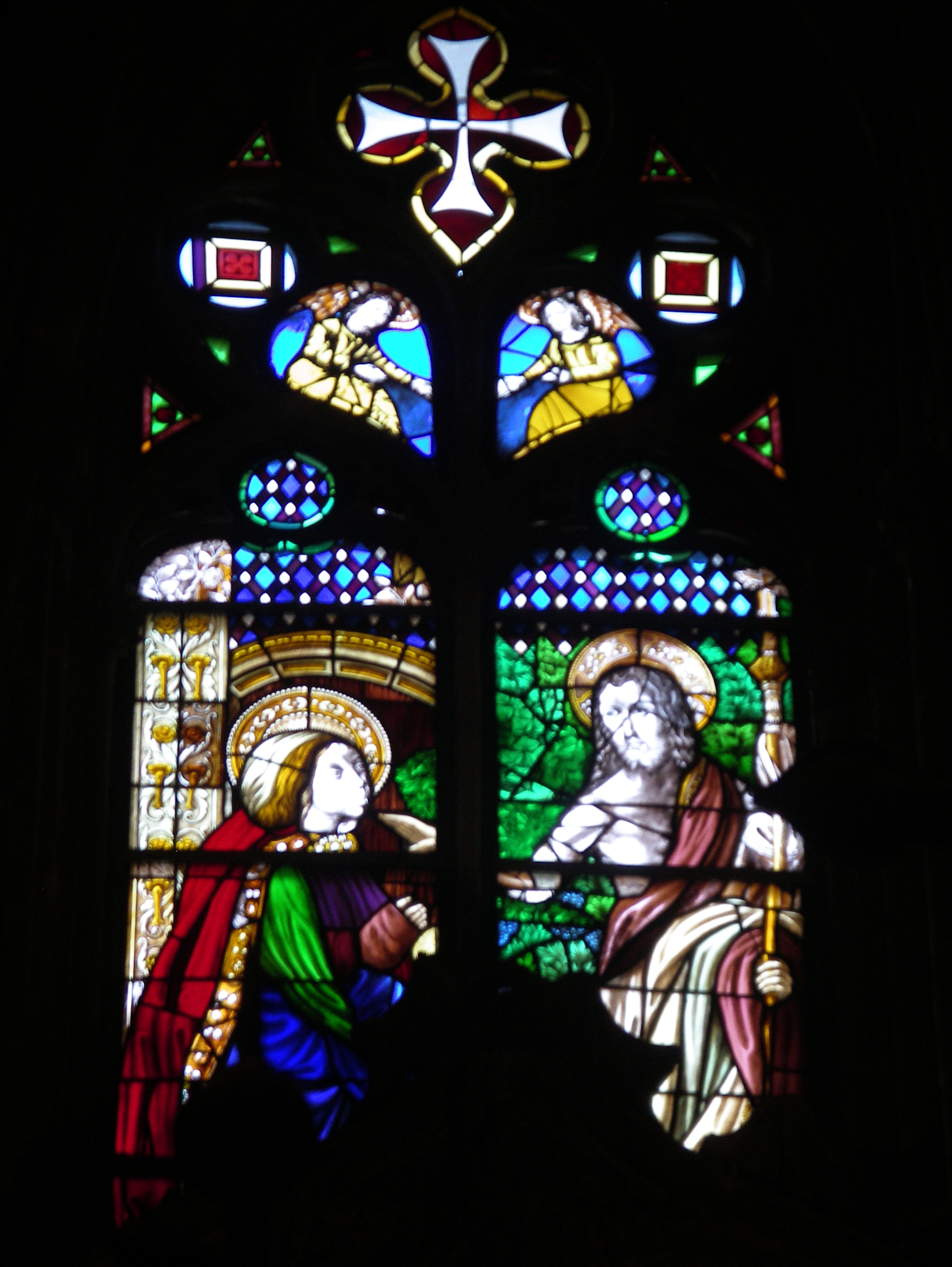
Vitrall de B. Bermejo i G. Fontanet a la Capella del Baptisteri
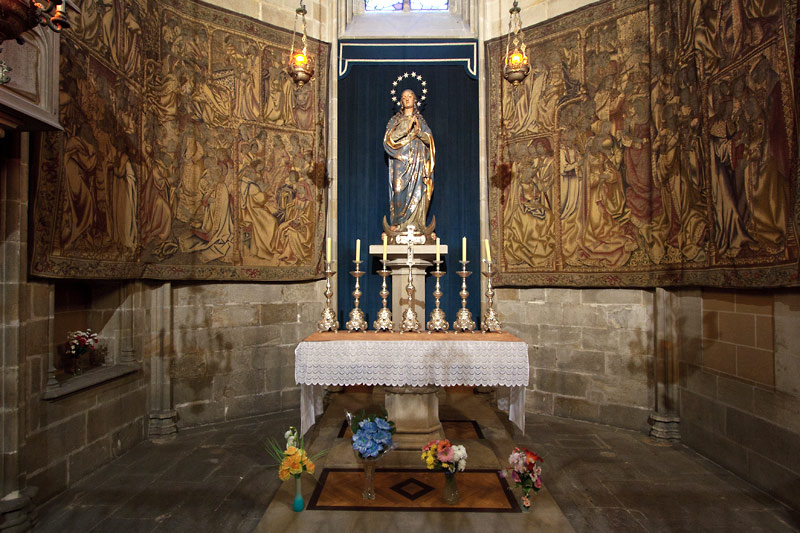
Capella de la Immaculada

#### Capelles del costat de l'Evangeli

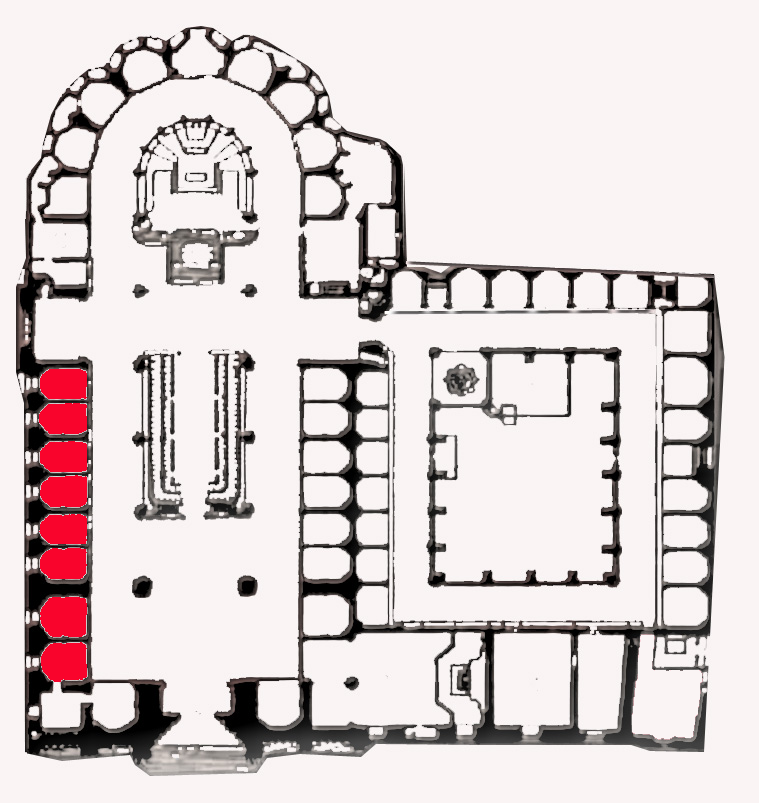
Capelles del costat de l'Evangeli.

Les capelles del costat de l'Evangeli es descriuen ordenades de la porta principal cap a l'altar:
- Capella de sant Sever. És la primera que es troba des de la porta principal (entrant a mà esquerra). El retaule barroc és obra de l'escultor Francesc Santacruz i Artigas de l'any 1683. Hi col·laboraren el fuster Agustí Llinàs i el daurador Pau Llorenç. Mostra escenes de la vida del sant, com el trasllat en 1405 de les relíquies des de Sant Cugat del Vallès, en presència del rei Martí l'Humà.

- Capella de sant Marc. El retaule primitiu gòtic va ser sufragat pel gremi de sabaters de la ciutat, posat sota l'advocació del sant, i el va pintar l'any 1346 Arnau Bassa. Va ser traslladat a la Col·legiata Basílica de Santa Maria de Manresa, on es conserva actualment, i va ser substituït el 1443 per un altre de Bernat Martorell, avui desaparegut, amb una predel·la amb l'escena de La Flagel·lació, obra de Jaume Huguet.[60] Més tard aquest fou substituït per l'actual retaule barroc obra de l'escultor Bernat Vilar acabat el 1683, una data que figura en sengles medallons a banda i banda de les portes laterals, i daurat per Josep i Francesc Vinyals entre 1691 i 1692, tal com figura en un medalló sobre la imatge del sant.[61] A ambdós costats de la capella hi ha dues excel·lents pintures a l'oli de Francesc Tramullas Roig de 1763: sant Marc escrivint l'evangeli i Martiri de sant Marc. La volta i el tancament superior de la capella mostra interessants pintures murals sobre tela amb escenes del Sant Sopar i el Sopar a casa d'Emaús, a més d'un ric repertori d'àngels i flors amb escenes al·lusives a l'eucaristia. Aquestes pintures s'atribueixen a Francesc Tramullas i al seu deixeble Francesc Pla, dit el Vigatà.[62]

- Capella de sant Bernadí. Va ser la darrera capella construïda en el primer període de la construcció. El 1349 va ser consagrada sota l'advocació de sant Marc, fins que s'hi va traslladar el gremi dels sabaters que fins a aquell moment havien estat a una capella del claustre. El 1431, aquest gremi es va tornar a traslladar a la del costat, de major capacitat. La capella va restar sense culte fins que el 1459 el gremi d'esparters i vidriers la va ocupar i la van posar sota l'advocació de sant Bernardí i l'àngel custodi. Les discrepàncies entre els gremis varen aconsellar el capítol a mantenir el gremi dels esparters i traslladar-ne el dels vidriers a la capella de sant Miquel Arcàngel, a la girola.[63] Al retaule actual, de l'any 1705, s'hi poden veure les imatges de sant Bernadí de Siena, sant Miquel arcàngel i sant Antoni de Pàdua. El retaule, que havia estat abans en una capella del claustre, va ser finançat per Jeroni de Magarola i Grau, comte de Quadrells,[64] motiu pel qual hi ha una imatge de sant Jeroni d'Estridó al capdamunt del carrer central. A la predel·la s'observa una transfixió de santa Teresa. Anteriorment, hi havia hagut un retaule gòtic dedicat a sant Bernardí i l'Àngel Custodi, important obra de Jaume Huguet i que ara es conserva al Museu de la Catedral.

- Retaule de Sant Sever.
- Retaule barroc de Sant Marc.
- Sant Marc escrivint l'evangeli, per F. Tramulles, a la capella de Sant Marc
- Martiri de Sant Marc, per F. Tramulles
- Retaule de Sant Bernadí de Siena.

- Capella de la Verge del Roser. Es pot veure un retaule de l'any 1619 de l'escultor de Terrassa, Agustí Pujol està resolt a base de relleus escultòrics estructurats en tres carrers rematats en frontó i amb una imatge sobre cadascun d'ells. Al carrer central, coronat per una talla de sant Llorenç sobre el frontó, sota seu es mostra una coronació de la Mare de Déu, una Assumpció i avall, la Mare de Déu del Roser. Al carrer esquerre, amb un sant Miquel arcàngel coronant-lo, des de dalt, hi ha una flagel·lació i una anunciació. Al carrer dret, un sant Jeroni al cim i sota una resurrecció de Jesús i una Nativitat. És una de les obres barroques més destacables de la Seu.

- Capella de santa Maria Magdalena, sant Bartomeu i santa Elisabet. Del pintor Guerau Gener, que va ser aprenent al taller de Lluís Borrassà, és el retaule d'aquesta capella de l'any 1401. S'estructura en tres carrers, predel·la i guardapols. Al carrer central, a dalt es mostra un calvari i sota, els sants titulars sant Bartomeu i santa Elisabet d'Hongria. Al carrer esquerre, des de dalt, exorcisme de la filla del rei Polem, martiri de sant Bartomeu i predicació de sant Bartomeu escorxat. Al carrer dret, intercessió miraculosa de santa Isabel, santa Isabel curant malalts i miracles pòstums de santa Isabel. A la predel·la, des de l'esquerra, l'Anunciació, la Nativitat de Jesús, la Mare de Déu i el Nen envoltats de sants i àngels, l'Epifania, la presentació de Jesús al temple. A terra hi ha la làpida del bisbe auxiliar Ricard Cortés i Culell, mort el 1910. Sobre la mesa d'altar enguany es troba un sant Ignasi de Loiola jacent, de l'escultor barroc Andreu Sala, obra sufragada pel canonge Francesc Amigant el 1688.

- Capella de sant Sebastià i santa Tecla. Té un retaule dels anys 1486/1498, encarregat pel canonge de la catedral Joan Andreu Sors a Jaume Huguet el 14 d'abril de 1486, si bé no el va construir ell i es va encarregar el seu taller, en concret Rafael Vergós, Francesc Mestre i Pere Alemany. S'estructura en tres carrers, predel·la i guardapols. Al carrer central, a dalt es mostra Jesús entre els doctors i sota, els sants titulars Sebastià i Tecla amb el donant pregant agenollat davant d'ells. Al carrer esquerre, des de dalt, santa Tecla al fossar dels lleons, santa Tecla a la foguera i sant Nicasi. Al carrer dret, sant Sebastià destruint els símbols, el martiri de sant Sebastià i sant Roc. A la predel·la, des de l'esquerra, Miquel arcàngel, Maria Magdalena, Ecce Homo, Joan Evangelista, santa Bàrbara. A les portes laterals es mostren Joan Baptista, a l'esquerra, i sant Andreu a la dreta. A la part central del guardapols hi ha una Anunciació; també està decorat amb sis símbols del gremi de constructors.[65] A les portes laterals es mostren Joan Baptista, a l'esquerra, i sant Andreu apòstol a la dreta.

- Capelles de la Mare de Déu de l'Alegria i de la Mare de Déu de Montserrat. Ambdues posseeixen retaules: la primera de l'escultor Josep Maria Camps i Arnau de l'any 1945; amb una imatge moderna del papa Sant Pius X al mur. A la segona el retaule té una talla d'alabastre de 1945, rèplica de la Moreneta, instal·lada davant una obra pictòrica de l'any 1940.

- Retaule de la Mare de Déu del Roser.
- Retaule de Sant Bartomeu i Santa Isabel
- Retaule de Sant Sebastià i Santa Tecla
- Capella de la Mare de Déu de l'Alegria
- Retaule de la capella de la Mare de Dëu de Montserrat

#### Capelles del deambulatori

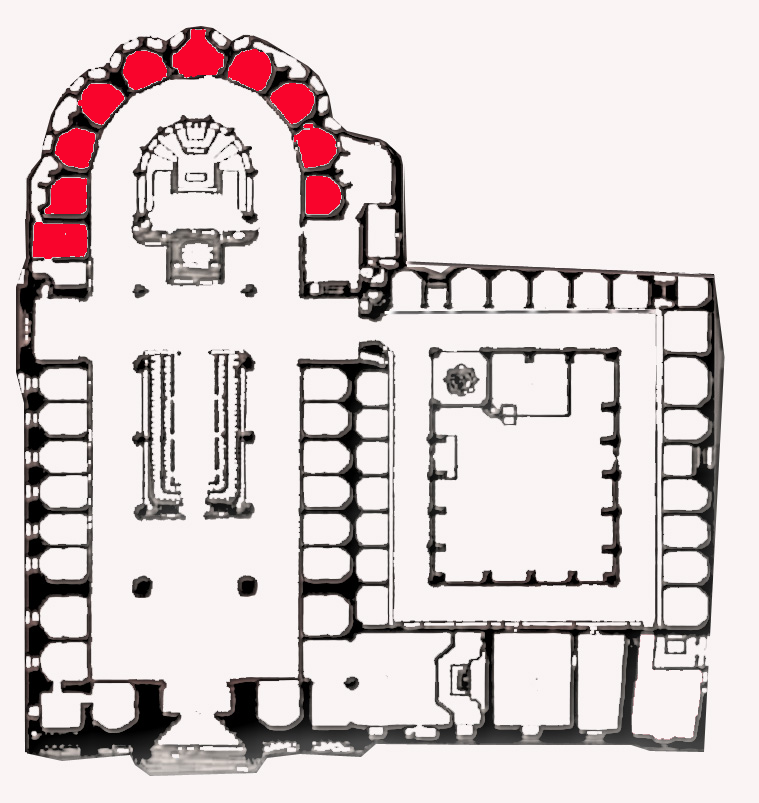
Capelles del deambulatori.

Les descrivim ordenades en sentit horari:
- Capella dels Sants Innocents Està situada després de la porta de sant Iu; a l'altar es guarda una arqueta de plata del segle xvi amb les relíquies que el dux de Venècia va donar a Joan el Gran amb la condició que es conservessin a la catedral de Barcelona. Al mur hi ha un arcosoli que conté un sarcòfag del bisbe Ramon d'Escales (1386-1398), obra de l'escultor Antoni Canet de l'any 1409, exquisida escultura gòtica, tant en la magnífica estàtua jacent del bisbe com dels plorants sota arcuacions gòtiques de la part frontal del sepulcre. El retaule de la capella, realitzat cap a 1709 és obra de l'escultor Marià Montanya i pintures de Joan Gallart (ca. 1670-1714).[66]

- Capella del Sagrat Cor de Jesús S'hi troba una imatge de l'escultor Vicenç Vilarrubias realitzada l'any 1940.

- Capella de la Mercè que comparteix l'advocació amb sant Pere Nolasc. Té un altar barroc de l'escultor Joan Roig (pare) de l'any 1688. Les imatges principals, resoltes moltes d'elles en un gran relleu, mostren la Fundació de l'Ordre de la Mercè en presència del rei Jaume I i el bisbe Berengeu de Palou II. En aquesta mateixa capella va crear el pintor Pasqual Bailon Savall l'any 1688 quatre teles: El primat de Pere, El papa sant Silvestre administrant el baptisme a Constantí, La visió de sant Pere Nolasc i La predicació de sant Ramon a la catedral de Barcelona davant Jaume I avui no visibles a la capella.[cal citació] Aquestes obres van ser sufragades pel prevere de la catedral i doctor en Dret, Teologia i Filosofia, Pere Roig i Morell.[67]

- Capella de santa Clara i santa Caterina El retaule de l'any 1456,[68] va ser realitzat per Miquel Nadal (la predel·la) i Pere Garcia de Benavarri (la resta). Als murs laterals es poden veure de Francesc Tramulles Roig, dues bones pintures: el martiri de sant Esteve i l'alliberament de Galceran II de Pinós per sant Esteve. Sant Esteve era l'antiga advocació de la capella, que era propietat del gremi de freners.

- Sepulcre de Ramon d'Escales, d'Antoni Canet, a la Capella dels Sants Innocents
- Retaule de la Capella dels Sants Innocents. Pintures de Joan Gallart i escultura de Marià Montanya
- "La Mare de Déu entre Sant-Joachim i Santa-Anna, superada per Crist i el Pare Etern".
- Capella del Sagrat Cor
- Capella de la Mare de Déu de la Mercè
- Retaule de les santes Clara i Caterina
- Martiri de Sant Esteve, de Francesc Tramulles, a la Capella de Santa Clara

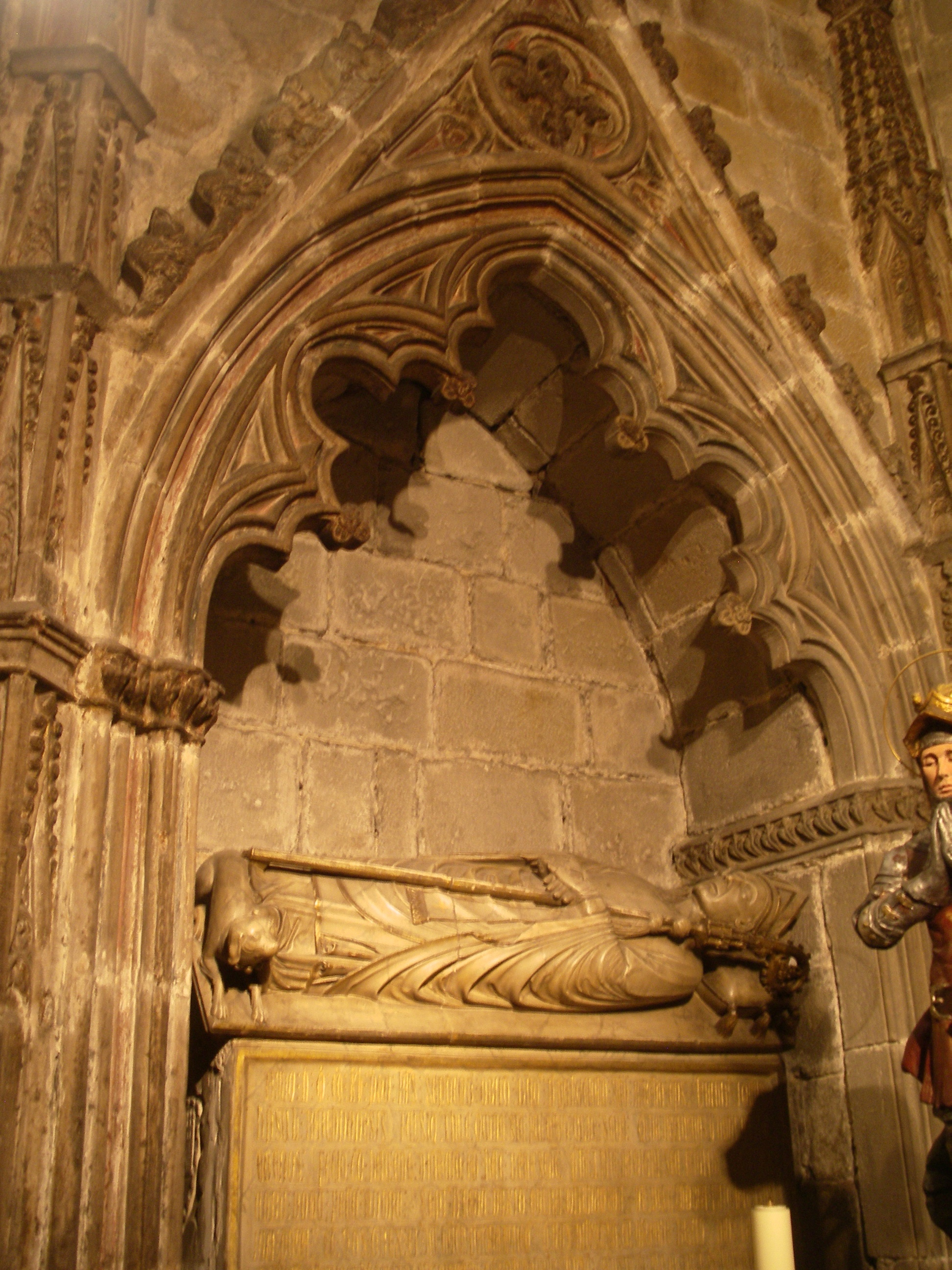
Tomba de Berenguer de Palou II.

- Capella de sant Pere Té pintures als murs laterals amb escenes de la vida de sant Pere i el retaule està dedicat a sant Martí de Tours i a sant Ambròs; va ser realitzat per Joan Mates l'any 1415, amb marcat caràcter franc-flamenc. Presenta vuit pintures sobre taula al tremp amb els següents motius: Calvari; sants Martí i Ambròs; Naixement de sant Ambròs i el miracle de l'eixam d'abelles; Somni miraculós de sant Martí; Consagració de sant Ambròs com a bisbe de Milà; sant Martí partint la seva capa; Consagració de sant Martí com a bisbe de Tours; Predicació de sant Ambròs.

- Capella de santa Helena: és la capella de l'eix de la catedral, al centre; hi va estar fins a l'any 1932 el Sant Crist de Lepant. El retaule que hi ha actualment, antigament col·locat al claustre, està dedicat a sant Gabriel i construït entre els anys 1381 i 1390 d'autor desconegut.

- Capella de sant Joan Baptista i sant Josep. Capella del gremi de fusters, que havia tingut com a patró, abans de Josep de Natzaret, sant Joan Baptista. El retaule, dedicat a sant Joan, és anònim de l'any 1577. Hi ha una imatge de sant Josep del segle xviii. El retaule renaixentista és de talla policromada, amb portes pintades a l'oli per Joan Mates representant els evangelistes. El moble té quatre nivells, àtic i cinc carrers, conté les següents imatges i escenes en relleu (s'enumeren de dalt a baix i d'esquerra a dreta): Baptisme de Jesús; Anunciació a Zacaries del naixement de sant Joan; Naixement de sant Joan; imatge de sant Joan Baptista; Visitació de la Verge; Predicació de sant Joan; Arrest de sant Joan; Aprisionament de sant Joan; Banquet d'Herodes; Degollació de sant Joan; Oració de Jesús a l'Hort; Flagel·lació de Jesús; imatge de sant Josep amb el Nen; Coronació d'espines; Camí del Calvari;Sant Josep; Sant Joan Baptista.

- Capella de la Transfiguració Dita també de Sant Benet. El retaule de la Transfiguració, és obra de Bernat Martorell, és una de les obres més importants de la catedral i de la pintura gòtica catalana, va ser pintat els anys 1445/1452, per encàrrec del bisbe Simó Salvador (†1445). Al mur esquerre hi ha un arcosoli amb el mausoleu de Ponç de Gualba que va ser bisbe de Barcelona (1303-1304) amb un calvari que el corona de l'artista Jaume Cascalls. L'escultura exempta de Sant Benet, de 1932, és de Josep Maria Camps i Arnau.[69]

- Capella de la Visitació Va ser el canonge Nadal Garcés qui va encarregar el retaule els anys 1466/1475 d'autor desconegut. A la seva esquerra hi ha el mausoleu del bisbe Berenguer de Palou II, que possiblement formava part de l'antiga catedral romànica.

- Capella de sant Antoni Abat que corresponia al gremi dels traginers i el retaule barroc del sant és de 1690-1712. El treball escultòric s'atribueix a Joan Roig pare i fill, mentre que la dauradura és obra de Joan Moixi.[70] La maçoneria acull les següents talles i relleus: Sant Domènec de Guzmán; Sant Antoni Abat; Sant Antoni de Pàdua; Sant Benet; Sant Francesc d'Asís; escena del Miracle de la mula de sant Antoni de Pàdua; Temptacions de sant Antoni; Miracle de sant Francesc d'Assís. Les pintures laterals de la capella mostren escenes relatives a Sant Antoni Abat i són d'un pintor anònim del segle xviii. A continuació d'aquesta capella es troba la sagristia.

- Retaule dels sants Martí i Ambròs
- Retaule de la capella de Santa Helena, amb l'Anunciació
- Retaule de Sant Joan Baptista
- Retaule de la Transfiguració
- Retaule de la Visitació
- Capella de Sant Antoni Abat
- Sant Antoni Abat

#### Sagristia i tresor

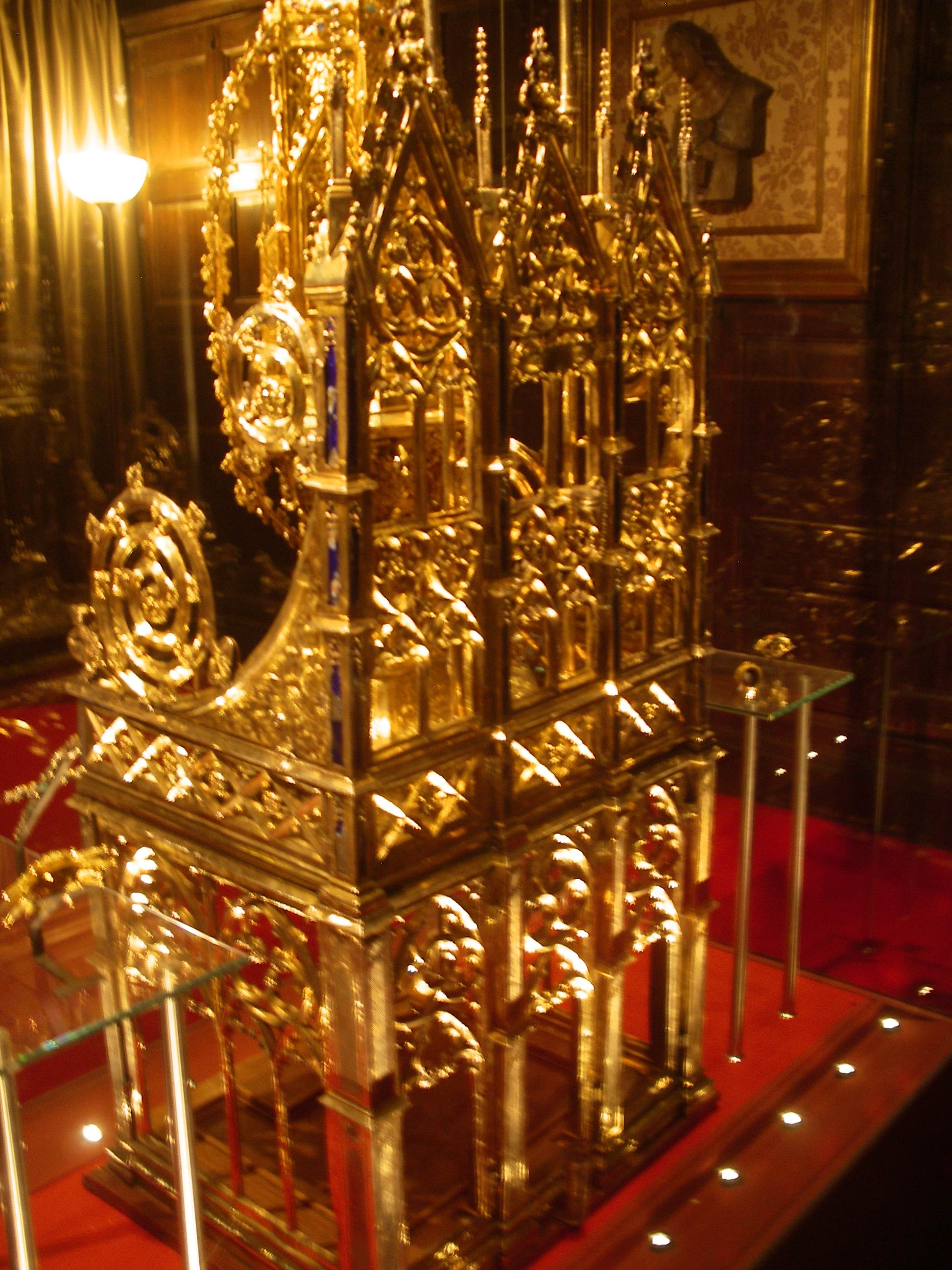
Vista posterior de la Cadira del Rei Martí

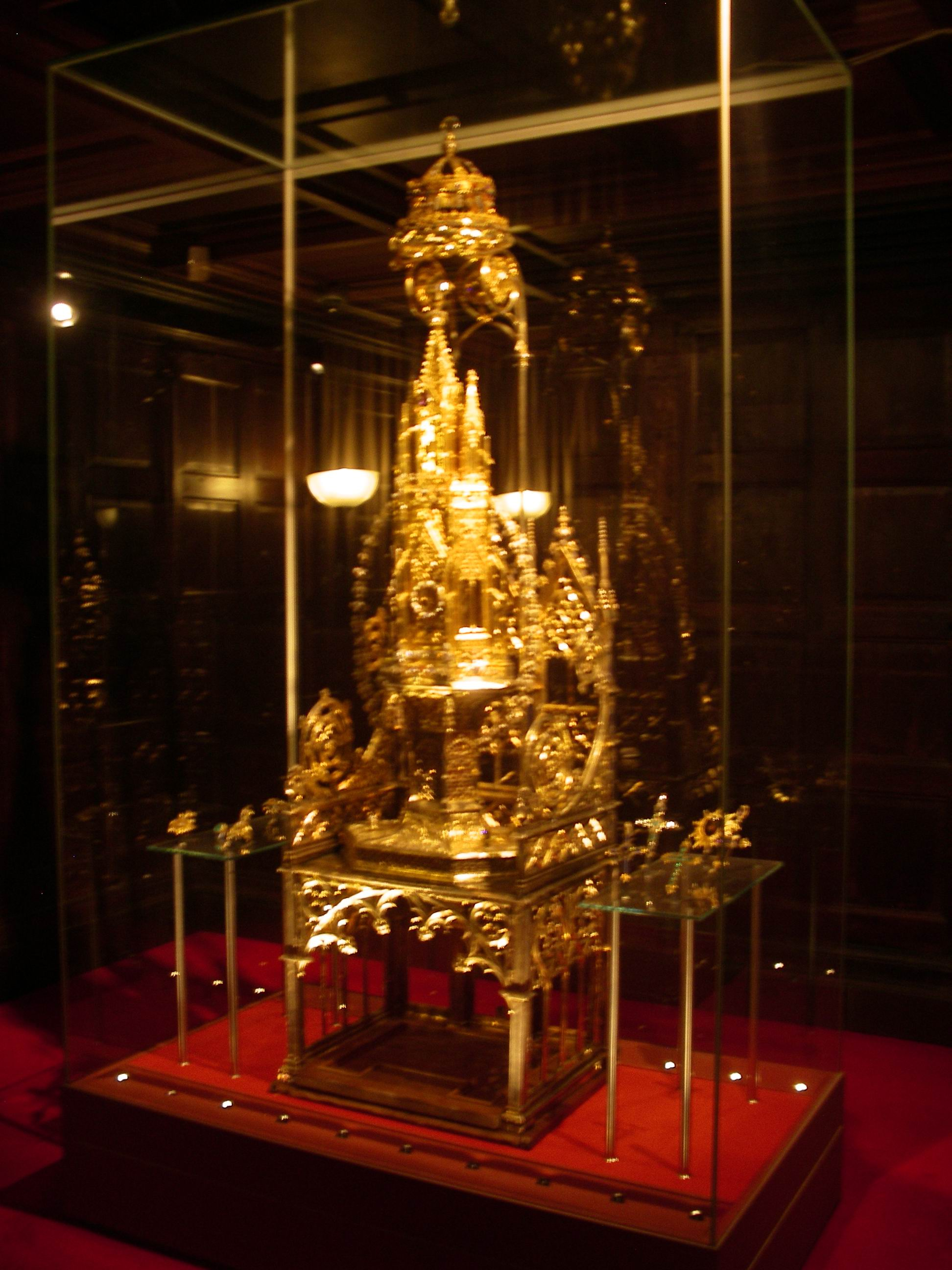
Cadira del Rei Martí amb la custòdia

La sagristia consta de tres sales, al mur d'entrada hi ha elements de cresteria de pedra coronats per una creu. El 1408 es va ampliar amb la saleta del tresor i l'any 1502 amb l'altra sala, on es revesteixen els sacerdots.
Entre les peces per al culte que guarda destaca la custòdia processional, realitzada en argent i or amb aplicacions de pedreria, és d'arquitectura gòtica amb algun element renaixentista. Es tracta d'una obra de la darrerria del segle xiv. L'ostensori, amb un viril de pedreria, representa una catedral gòtica. Descansa sobre un tron o cadira donat pel rei Martí l'Humà (1396-1410), segons consta als llibres d'inventari de la sagristia. La cadira, coneguda com a Cadira del Rei Martí, té l'ànima de fusta, recoberta per làmines d'argent daurat d'estil gòtic flamíger, és portàtil i desmuntable. La talla de la fusta és de gran delicadesa: dona l'aparença que és una obra totalment d'orfebreria (sovint es troben publicacions que indiquen erròniament que la cadira és d'argent daurat). Sobre la custòdia hi ha muntada una corona en forma de diadema donada per la reina Violant de Bar o, segons altres, pel mateix Martí l'Humà; duu gravades les inicials S Y R A, de les quals no s'ha trobat fins ara una transcripció convincent.
Peces importants són també la creu processional de Francesc Vilardell de l'any 1383, d'argent daurat amb les imatges del Crucifix i de Santa Eulàlia, ornada amb esmalts dels quatre evangelistes als braços de la creu, dues lipsanoteques del segle xi, la creu del rei Martí de l'any 1398 amb el seu Lignum Crucis o l'espasa del rei Pere IV de Catalunya, conestable de Portugal.

#### Tombes reials

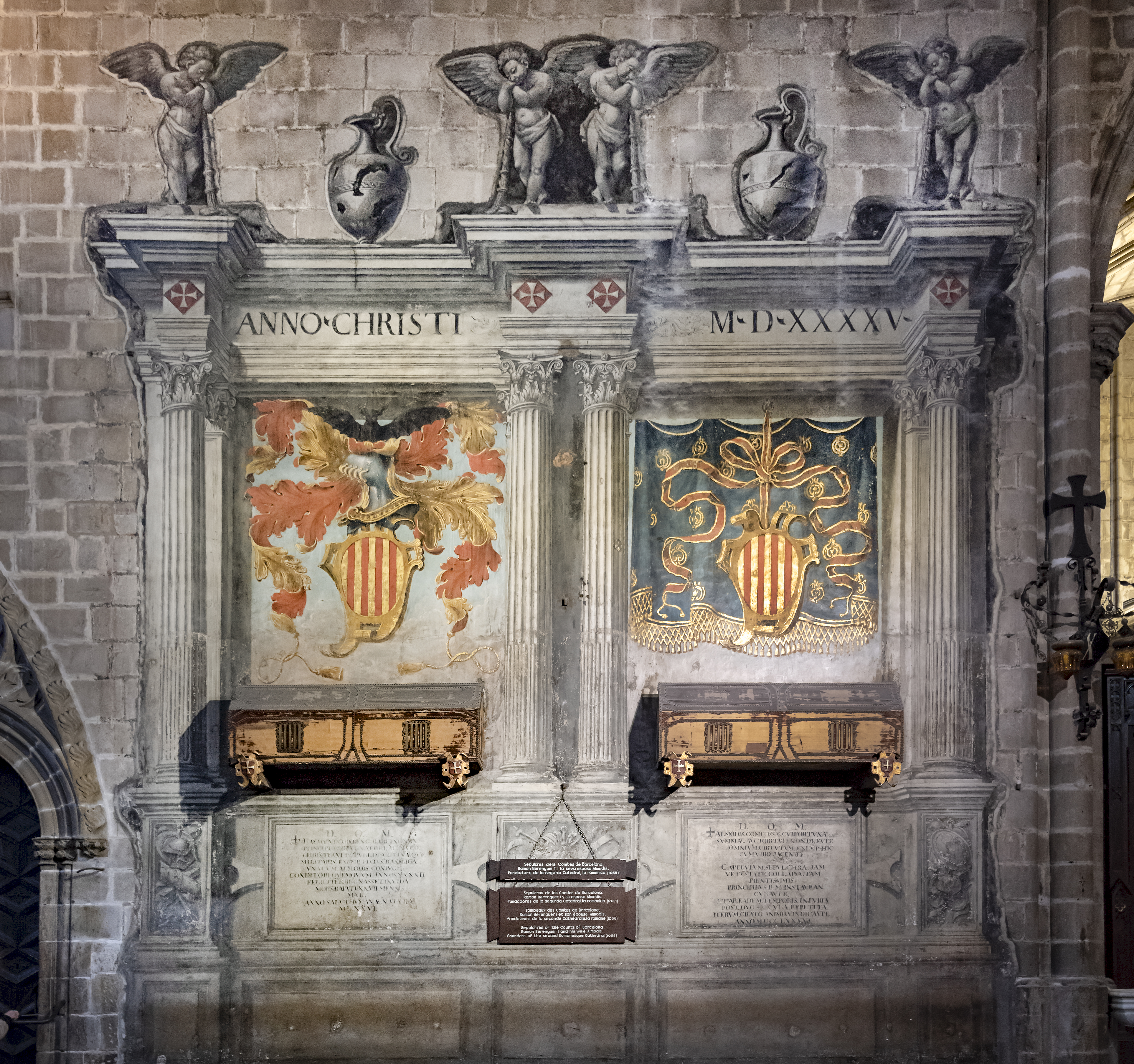
Sepulcres de Ramon Berenguer I i Almodis de la Marca, amb les pintures del.

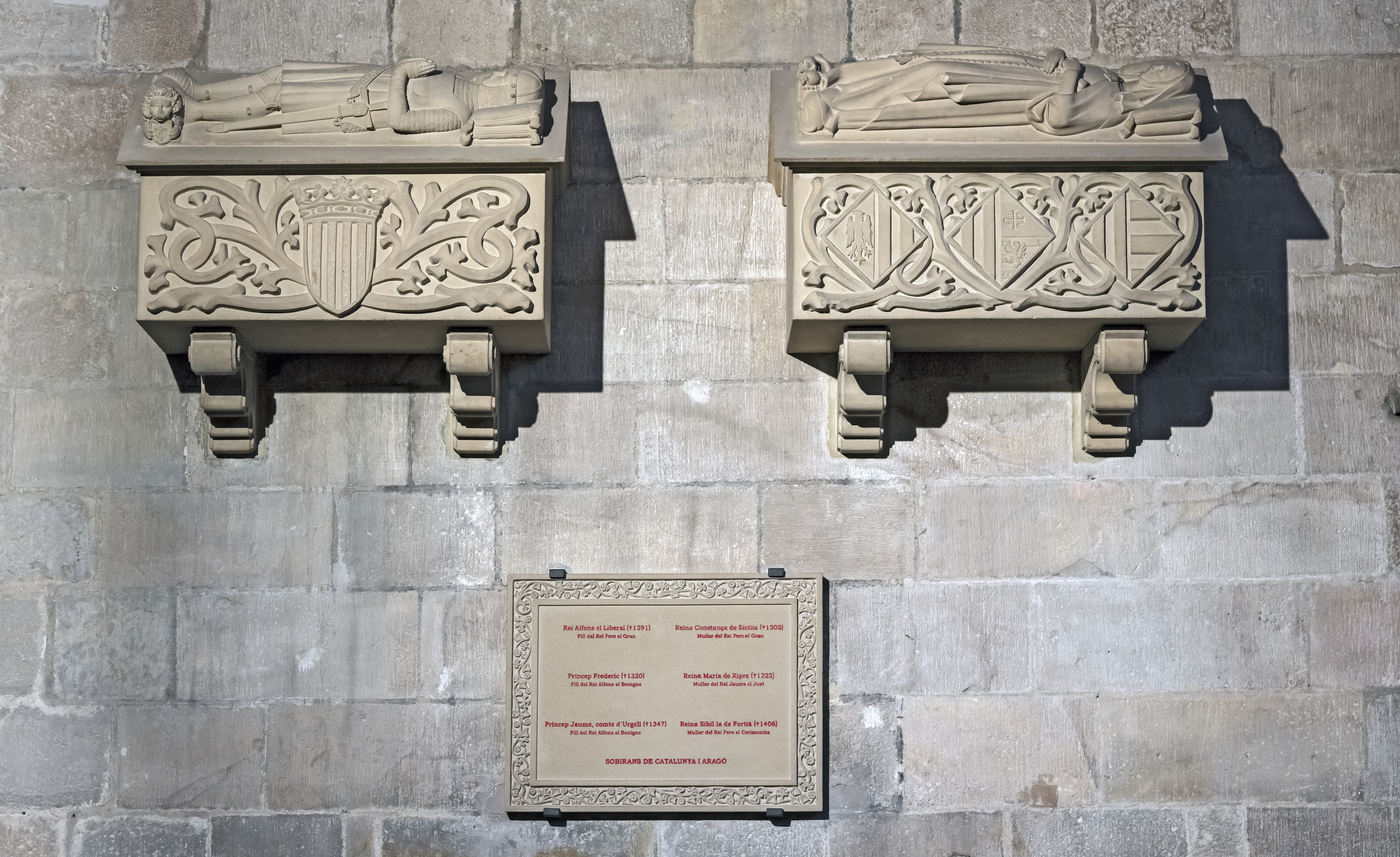
Sepulcres d'Alfons el Franc, Jaume I d'Urgell i quatre reines.

A la catedral hi ha els cossos d'alguns sobirans i persones reials del comtat de Barcelona i la Corona d'Aragó. Al costat de la sagristia, situats enlaire al costat de la paret i sobre un fons de pintures de l'any 1545 executades pel pintor portuguès Enrique Ferrandis o Fernandes, hi ha els sepulcres dels esposos
- Ramon Berenguer I, comte de Barcelona i la comtessa Almodis de la Marca.

Aquesta atribució data només del segle xvi; és probable que també continguin, des de l'enderroc de la gal·lilea de la catedral gòtica, al segle vi, les restes de:
- Ramon Borrell, comte de Barcelona, i
- Peronella d'Aragó, reina d'Aragó, esposa de Ramon Berenguer IV de Barcelona,

que havien estat soterrats a l'antiga catedral, i de les urnes de fusta on eren soterrades se'n perdé el rastre.
Davant d'aquest mur, entre el transsepte i la Capella dels Sants Innocents, el 1998 s'hi van instal·lar dos sepulcres de pedra amb les restes de les persones reials que van ser traslladades el 1852 a la catedral, a una de les capelles del claustre, des de l'enterrament original al convent de Sant Francesc de Barcelona, que havia estat enderrocat el 1837. Els sepulcres tenen sengles escultures de Frederic Marès. S'hi conserven les restes de:
- En una urna:
- Alfons el Franc, comte de Barcelona i rei d'Aragó, fill de Pere el Gran
- Jaume I d'Urgell, comte d'Urgell, i Frederic d'Aragó, fills d'Alfons el Benigne

- En l'altra:
- Constança de Sicília, esposa de Pere el Gran
- Maria de Xipre, esposa de Jaume el Just
- Sibil·la de Fortià, quarta esposa de Pere el Cerimoniós
- Elionor d'Aragó (+1416), segona esposa de Pere I de Xipre, rei de Xipre i Jerusalem

### Claustre
En temps del bisbe Frodoí al segle ix va ser quan es va instituir el col·lectiu de canonges, que se suposa associat a l'existència d'un claustre. L'actual claustre gòtic està emplaçat a la mateixa banda que ocupava el primitiu romànic, més petit.
Data dels segles xiv i xv i hi van participar grans arquitectes com Andreu Escuder i escultors com els Claperós, pare i fill. Al claustre s'accedeix per les portes exteriors de la Pietat i de santa Eulàlia a més de la de l'interior de la catedral situada en el creuer realitzada en marbre blanc amb arquivoltes de fines columnes i un timpà clarament gòtic.
Aquesta porta que comunica la catedral amb el claustre s'obre a l'extrem del creuer, a la banda oposada de la porta de sant Iu. És de marbre itàlic blanc i factura romànica, tot i ser lleugerament ogival, i actualment es creu que és una de les portes laterals de la catedral romànica, que es trobava al mateix lloc, si bé durant tot el segle xx diferents autors van defensar que era la porta principal (traslladada i reduïda, per convertir l'arc de mig punt en ogival) o que era una obra importada d'un taller italià. Té arquivoltes decorades amb motius geomètrics, i sobre els capitells, les impostes i els àbacs hi ha esculpits temes de l'Antic i el Nou Testament i de la lluita de l'home amb les feres. Al damunt hi ha afegida una cresteria gòtica posterior que ajuda a integrar la porta al conjunt de la catedral.
A l'angle més proper la porta de la Pietat es pot veure un templet amb la font del mestre d'obres Escuder, al centre del qual es troba una clau de volta amb l'escena de Sant Jordi lluitant amb el drac dels escultors Antoni i Joan Claperós de l'any 1448 i una altra escultura de sant Jordi a cavall al centre del brollador d'aigua de la font, aquest és de l'escultor contemporani Emili Colom, realitzada l'any 1970.
L'ou com balla és una tradició del dia de Corpus, consistent a fer ballar un ou buit sobre el raig del brollador de la font del claustre, que es guarneix de flors, si bé és una tradició que actualment es fa en altres fonts de la ciutat vella.
Als relleus dels pilars dels arcs del claustre es poden veure escenes de l'Antic Testament i a les claus de volta, del Nou Testament, així com als relleus tallats a la franja a manera de capitell que envolta les columnes dels arcs ogivals podem veure la llegenda de l'Arbre de la Santa Creu.
A tres de les galeries es troben capelles, que al principi eren sota l'advocació del patró d'alguna institució o gremi, així com panteó d'alguna família. Totes les capelles són cobertes amb voltes de creueria (la majoria quatripartites) amb claus de volta al punt d'unió dels nervis.
Dues de les capelles tenen sepulcres modernistes: les de la família Sanllehy, on es troba enterrat Carles Sanllehy, realitzada per l'artista Josep Llimona i Bruguera i la de la família Girona, representant les tres virtuts teologals (la fe, l'esperança i la caritat) de l'escultor Manel Fuxà i Leal, el crucifix és obra de l'escultor Eduard Alentorn de l'any 1910.
Al centre del claustre hi ha un jardí renovat el 1877 amb magnòlies i grosses palmeres; fins aleshores, havia estat plantat de tarongers. També havien tingut patis de tarongers la Casa de la Ciutat, la Llotja i el Palau de la Generalitat, però només en roman el d'aquest últim. Els tarongers, juntament amb llimoners i xiprers ja hi eren el 1494, segons la descripció que en feu Jerònim Münzer, viatger alemany, i per recordar-los el 1974 s'hi va tornar a plantar un taronger.
Al safareig del claustre hi ha tretze oques blanques, nombre que la tradició relaciona amb l'edat de Santa Eulàlia i amb el nombre de turments que va patir, i la blancor de les aus representa la seva puresa virginal. Aquestes oques estan incloses a l'inventari de Petits paisatges de Barcelona.

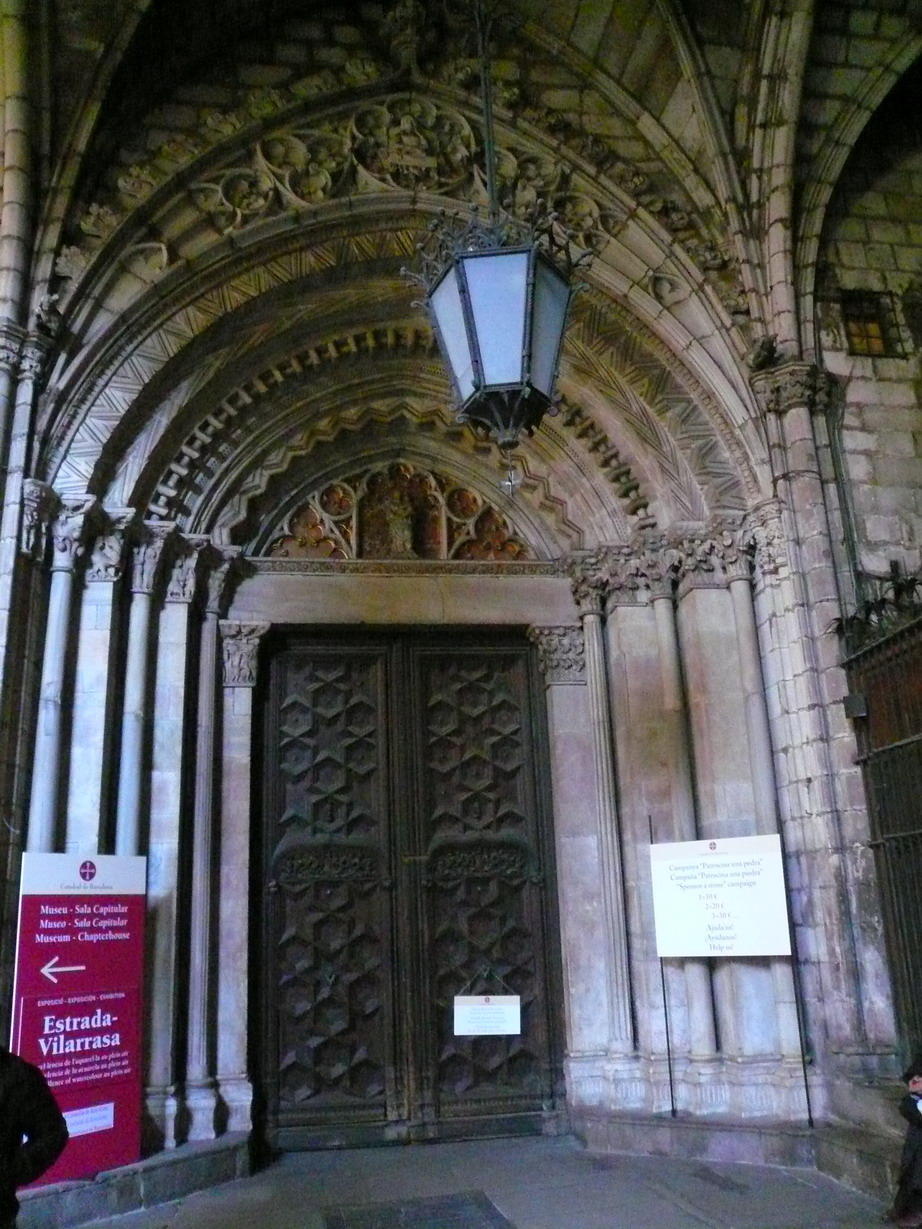
La porta del claustre
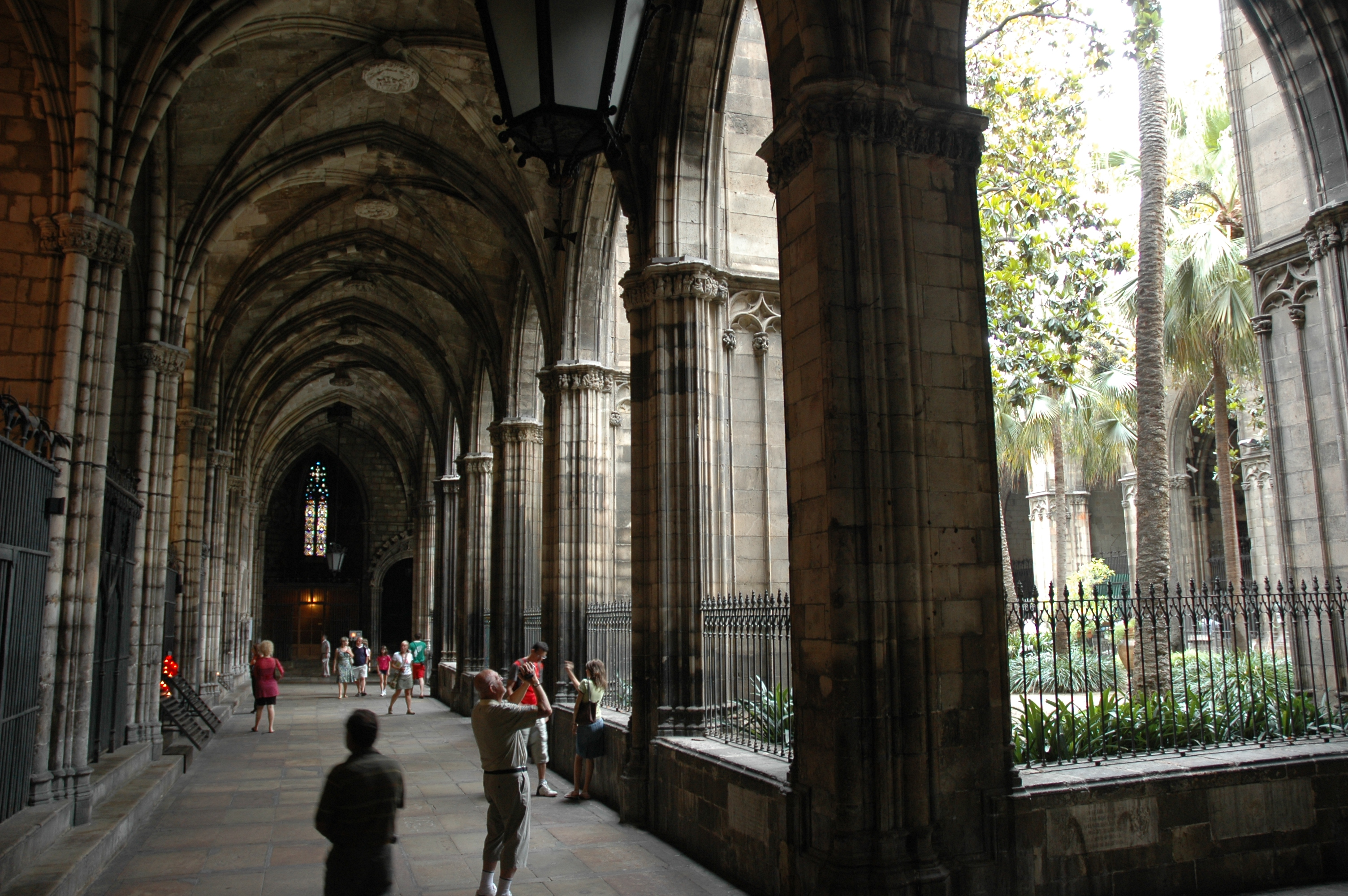
Claustre.
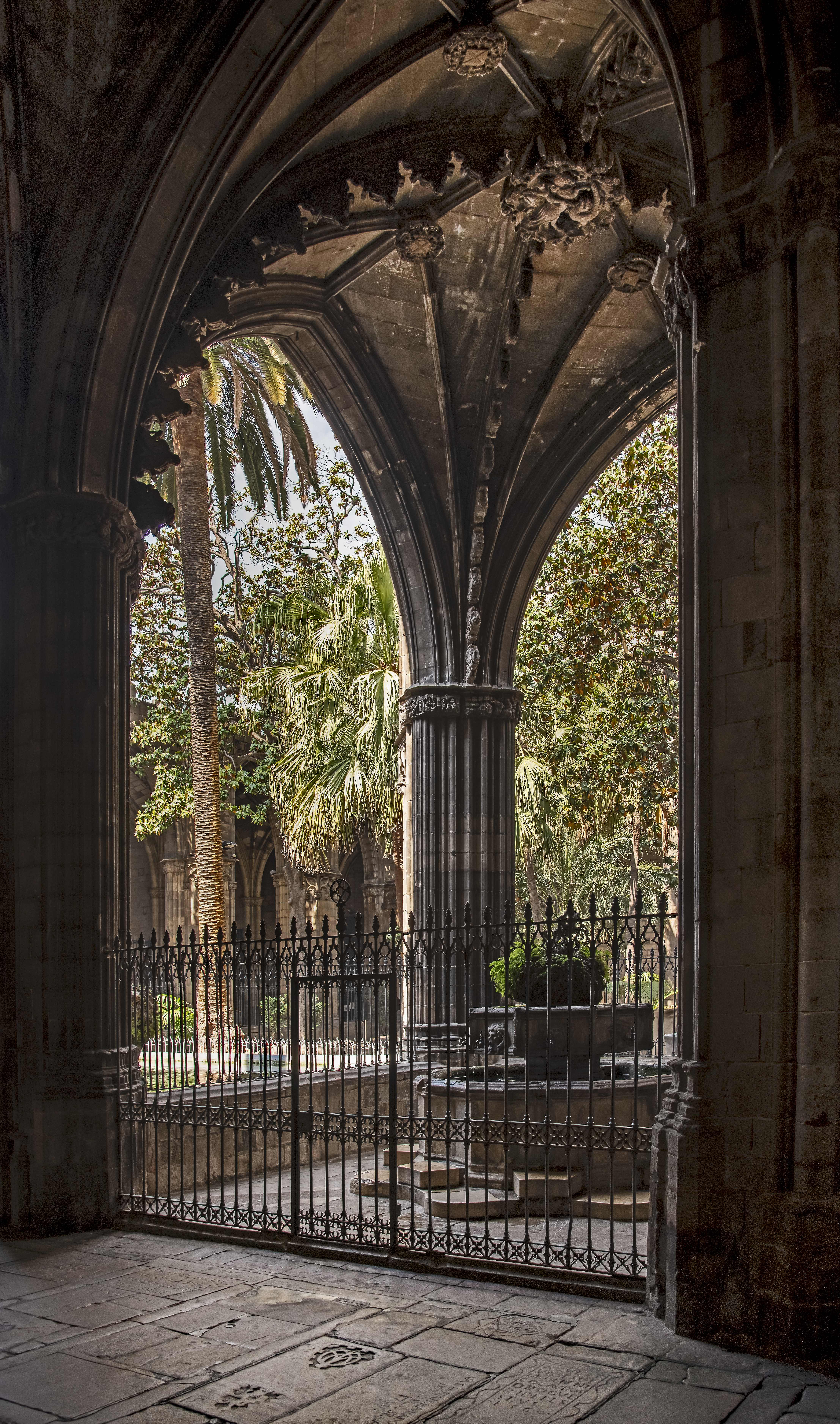
La Font de Sant Jordi i el claustre.
La clau de volta del templet del brollador amb Sant Jordi i el drac, dels escultors Claperós.

#### Nova Sala Capitular i Museu Catedralici
Situada amb entrada per la galeria de tramuntana del claustre (l'única que no té capelles) al costat de la Capella de Santa Llúcia. Consta de dues dependències, la de la capbrevació (antic menjador pels pobres) i la nova sala capitular, del segle xvii amb planta rectangular i coberta amb volta de canó amb llunetes, totalment decorada amb pintures; al plafó central es representa la Glorificació de santa Eulàlia i sant Oleguer, els laterals són pintats amb figures al·legòriques amb textos de les sagrades escriptures amb vols d'angelets. Són obra del pintor barceloní Pau Priu, fetes del 1703 al 1705. És possible que també hi hagués participat algun altre artista però no s'ha pogut atribuir.

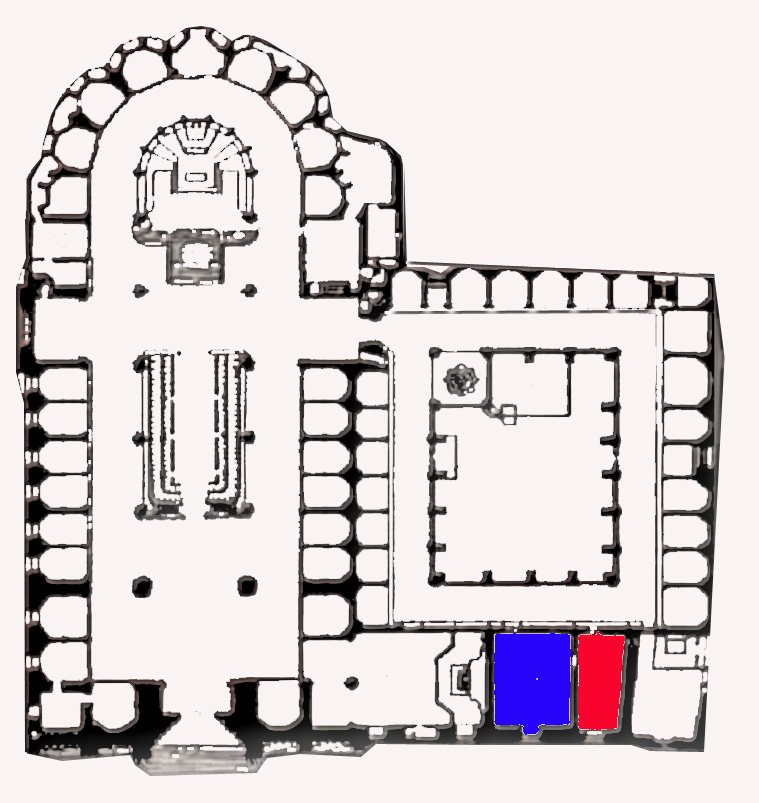
Situació de la sala de capbrevació (en blau) i de la sala capitular nova (en vermell).
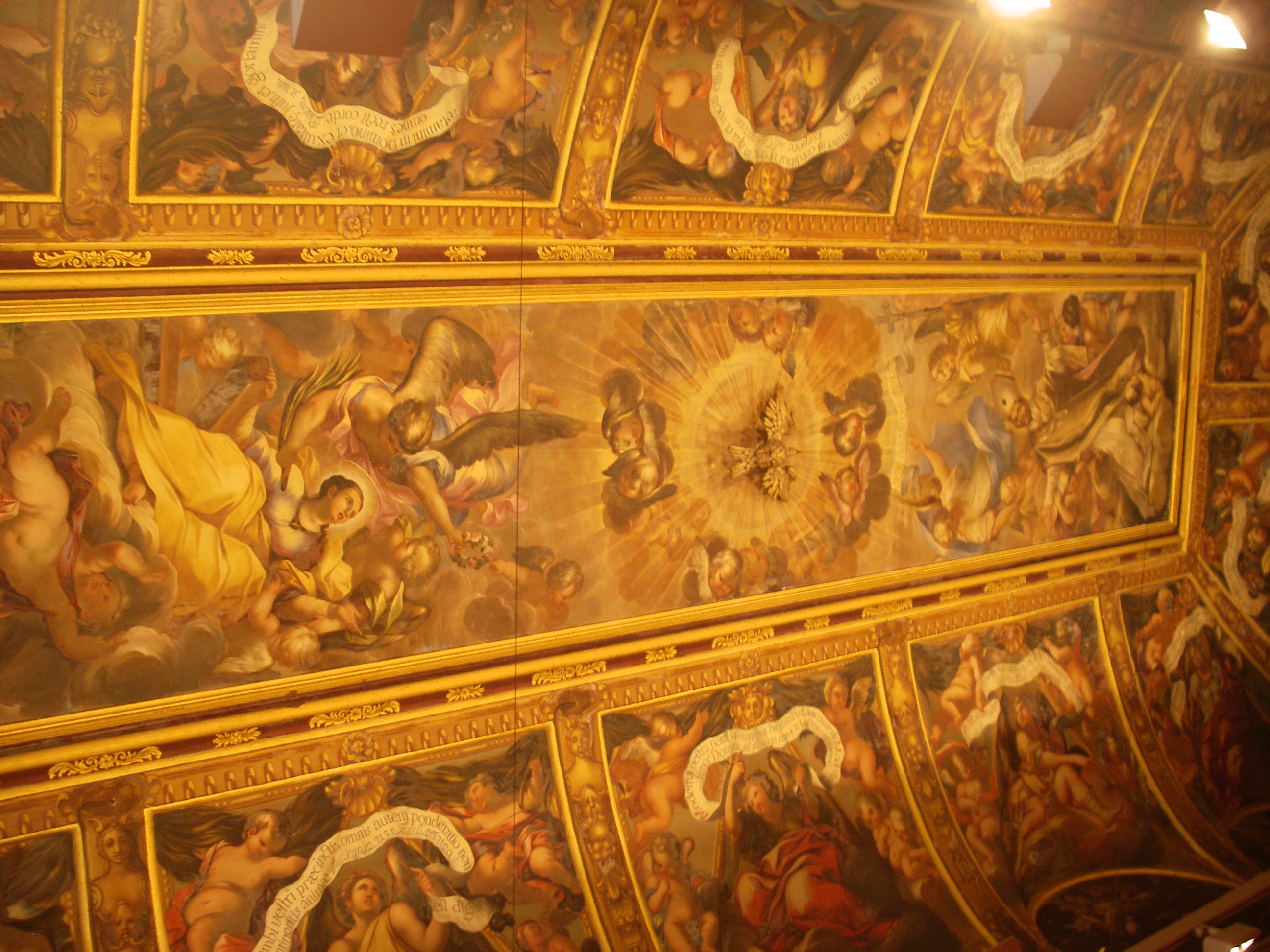
Volta de la Nova Sala Capitular, pintada per Pau Priu, 1703-1705.
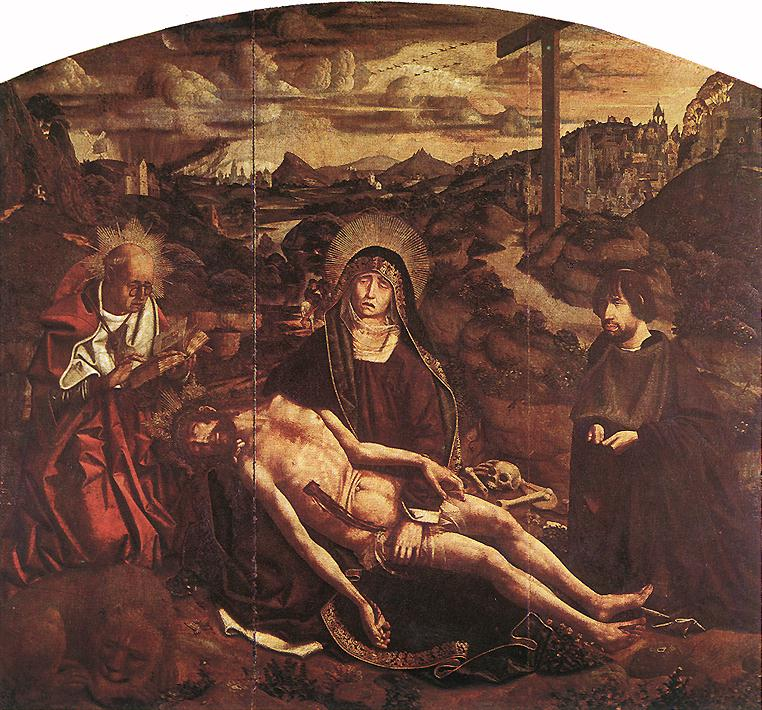
Pietat Desplà, de Bartolomé Bermejo (1490).
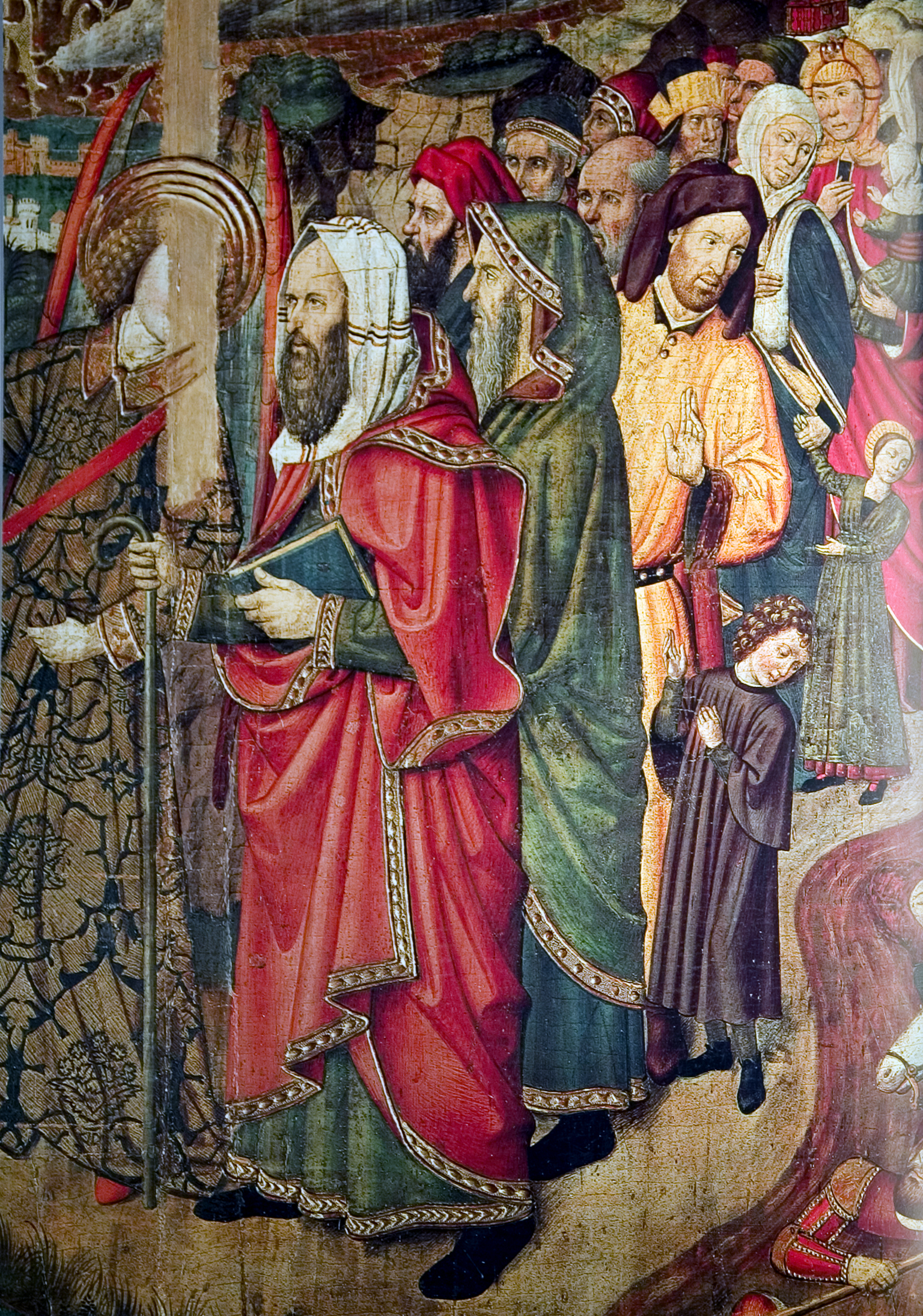
Escena del Retaule de Sant Bernardí i l'Àngel Custodi, d'Huguet
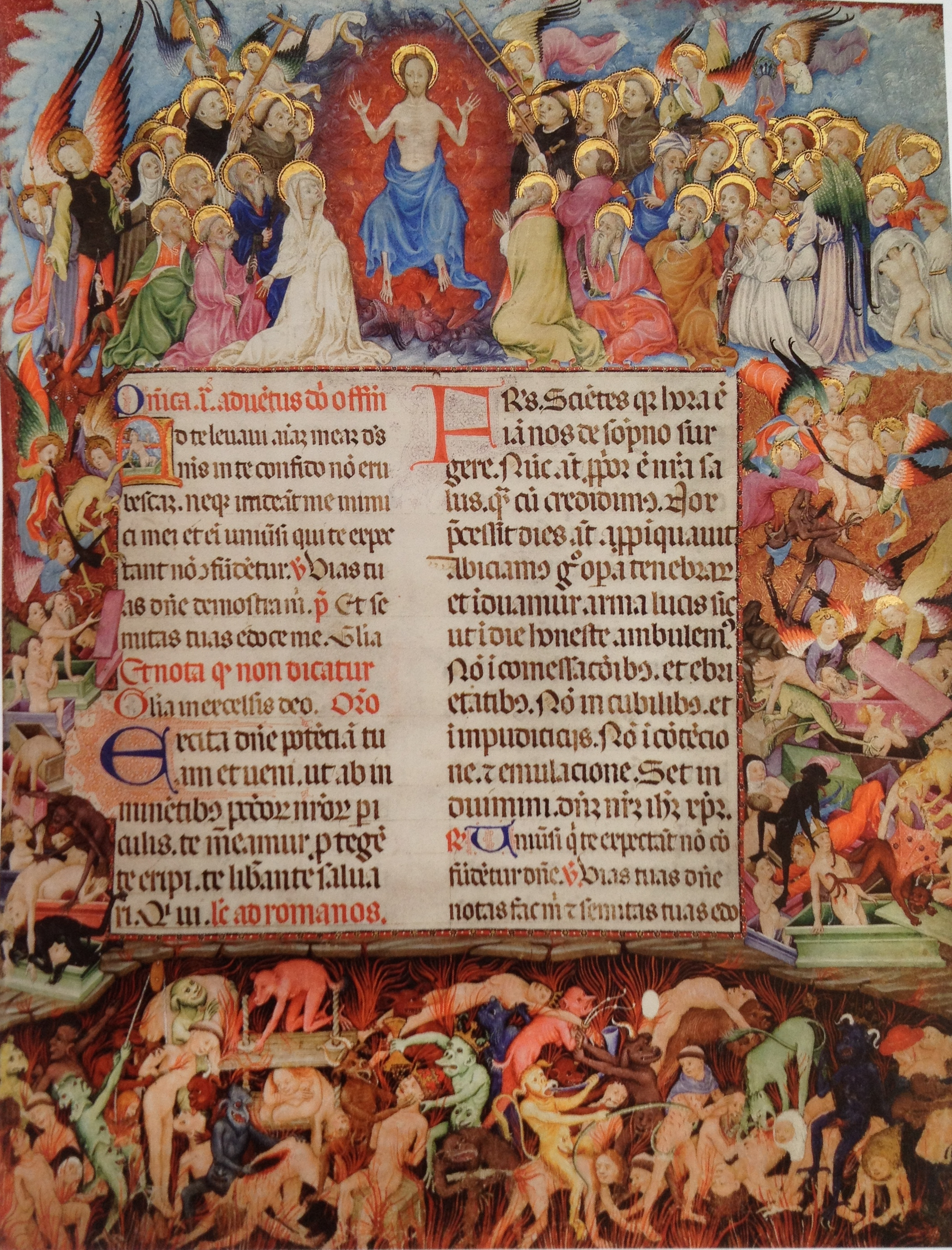
Missal de Santa Eulàlia, miniat per Rafael Destorrents (s. xv).

La col·lecció d'obres no és molt extensa, però sí significativa. De l'antic temple romànic, destaca la pica baptismal de forma trevolada del segle xi. La pintura, entre diverses taules gòtiques, destaca la Pietat Desplà, obra de Bartolomé Bermejo, sufragada pel canonge Lluís Desplà i datada el 1490. Del pintor Jaume Huguet, el Retaule de Sant Bernardí i l'Àngel Custodi dels anys 1465/1470.
S'hi exposen també magnífics frontals d'altar brodats, representant escenes de la vida de Jesús del segle xv.
La imatge de terra cuita de santa Eulàlia realitzada per Antoni Claperós, és la que havia estat col·locada al timpà de la porta de Santa Eulàlia de la Catedral, on en l'actualitat n'hi ha una reproducció. Una altra peça important, que es conserva a l'Arxiu Diocesà de la catedral, és el Missal de Santa Eulàlia, amb miniatures de Rafael Destorrents, fill del gran artista Ramon Destorrents.

## Singularitat i motius
La catedral de Barcelona és una catedral gòtica que pot emmarcar-se dins el que es coneix amb el nom de gòtic català. Tot i salvant les diferències que hi ha en la catedral a causa d'aquest motiu respecte a la resta de les catedrals europees, hi ha certs trets característics que tampoc no es poden explicar donada aquesta ramificació catalana del gòtic principal. Només tenen raó de ser quan s'entén l'edifici com una part més del conjunt total que és Barcelona i, per tant, com un reflex de la singular estructura social de la ciutat, gairebé totalment desvinculada de la influència de la noblesa i l'Església, que perden poder a favor la classe burgesa ascendent i del rei. Amb tot això, la catedral és un edifici de representació, en igual mesura, del poder civil i del religiós, i, per tant, és l'església del bisbe i del rei. Els trets característics de caràcter estructural resultants d'aquest fet són els següents: 
- Sobre la planta baixa, hi ha tot un segon pis de tribunes que servien per a acollir les personalitats més destacades en les celebracions importants i dins d'aquestes, la reial està situada als peus de la nau central, enfront de l'altar major. És un fet insòlit que només s'explica tenint en compte la influència dels grans personatges de la ciutat i del rei en la construcció de la catedral.[80]

- La posició del cimbori: per norma general, les catedrals gòtiques solen tenir el cimbori en el punt on es creuen la nau central amb la de creuer, per tal d'il·luminar l'altar major; la catedral, però, té el cimbori disposat als peus de la nau central, gairebé tocant la façana principal. Serveix per a il·luminar la tribuna reial, que queda just a sota. D'aquesta manera rei i altar major (que rep la llum del trifori) passen a tenir la mateixa il·luminació durant les celebracions i, per tant, el mateix grau d'importància.[80]

- L'entrada a la cripta de Santa Eulàlia, composta per una enorme escalinata, està expressament encarada a la tribuna reial i reafirma així el poder del monarca. Per norma general, les entrades a les criptes ocupen llocs secundaris en l'estructura general del temple, en aquest n'és una part principal i participa fortament de la seva forma.[80]

- La situació de les dues torres principals no és, com és costum, a banda i banda de la façana principal, on haurien sigut excloses de la resta de la ciutat (encarades a una petita plaça que tocava la muralla de la ciutat), sinó com a extrems de la nau de creuer, encarades cap al centre de la ciutat. Una altra peculiaritat d'aquestes són els dos rellotges mecànics, un a cada una, des dels inicis de la catedral al segle xiii, marcant les hores civils (la que està tocant el palau reial) i religioses (la que està tocant el palau episcopal).[80]

- A més a més d'aquestes singularitats, hi havia una tribuna construïda durant el regnat de Martí l'Humà (1396-1410) en un lloc més discret que la reial i que estava unida per mitjà d'un passadís al segon pis amb el palau reial. Malauradament, aquesta tribuna ja no es conserva —les restes van ser aprofitades per instal·lar-hi l'ascensor— i el pont que unia els dos edificis va ser derruït, tot i que encara es pot apreciar el tapiat posterior a la construcció original del mur. Tot i això, és un element molt exemplificador de la bivalència de la catedral, com que oferia al rei la possibilitat de visitar la catedral sense haver de ser vist i, per tant, desvinculada de qualsevol sentit religiós.[80]

## Llegendes i tradicions
Segons la creença popular, els divendres donava malastrugança fer topar dues o més claus, quan s'havia de tancar la catedral, s'anunciava precisament amb el soroll que ocasionava el xoc de claus, menys el divendres que es feia sonar una campaneta i els escolanets duien cada un dues claus una en cada mà.
Es diu que la mort dels canonges l'anunciava sant Benet tres dies abans, amb tres cops de maça damunt la volta perquè ressonés per tot el temple i, si es tractava del bisbe, feia sonar la campana Tomasa, també tres vegades.
Quan sortia la processó del Corpus els canons del castell de Montjuïc ho anunciaven amb canonades i es tancaven totes les portes de la muralla de la ciutat, fins que la Custòdia tornava a entrar a la catedral.
Sota l'orgue estava penjada la «carassa», el cap d'un turc amb turbant i barba (s'hi va col·locar poc després de la batalla de Lepant, com a senyal de la victòria cristiana sobre els musulmans), que el dia dels Sants Innocents, quan l'organista tocava una nota més greu obria la boca i llançava llaminadures. El 1970 es va retirar (es trobava ofensiva envers els musulmans) i ara es troba al trifori de la catedral.
Era creença popular que les escultures de la façana gòtica, sí que estaven realitzades i amagades sota terra, a les escalinates de l'entrada a la catedral, esperant poder construir la façana, quan en el segle xix es van portar a terme les obres de la façana principal, molta gent va acudir a veure l'extracció de les escultures; en no trobar-se'n cap, s'han generat noves llegendes sobre la seva destinació. Curiosament, el que sí que és cert és que gairebé al mateix lloc que suposa aquesta llegenda, hi van estar enterrades quaranta-dos anys les pedres que servirien per fer bona part dels relleus del rerecor: quan Bartolomé Ordóñez va morir, les peces que havia acabat es van guardar a la sala capitular, i les peces de marbre per treballar es van guardar enterrades al davant de façana entre la dreta de la porta principal i davant de la Casa de l'Ardiaca, fins que Pere Villar va reprendre l'obra.